# Csákvári-barlang
A Csákvári-barlang egyike a Magyarországon lévő és ősállatmaradványairól híres barlangoknak. A Vértes hegység fokozottan védett két barlangja közül az egyik, a másik a Vértessomlói-barlang. A hegység harmadik leghosszabb barlangja, de egy ideig a hegység leghosszabb barlangja is volt.

## Leírás
A Vértes hegység DK-i peremén, Csákvár külterületén, a település DNy-i szélén található, 204 m magas Nagy-hegy (Guba-hegy) oldalának K-i sziklafalában, 190 m tengerszint feletti magasságban van a barlang bejárata. A hegy barlangot sejtető dolomitsziklái már messziről látszanak a Csákberény felé tartó műútról, de a barlang bejárata alig vehető észre a sűrű növényzet miatt. A barlanghoz a Csákvárról induló, zöld sávval jelzett, majd az abból kiágazó, zöld barlang (Ω) jelzésű turistaúton lehet eljutni. Turistatérképeken jelölve van a barlang helye barlangjellel és nevének feltüntetésével.
Az engedély nélkül is látogatható barlang hossza 87,5 m, függőleges kiterjedése 10,5 m, mélysége 1,5 m, magassága 9 m, vízszintes kiterjedése 36 m és térfogata 182 m³. A felső triász fődolomitban keletkezett barlang egymásra majdnem merőleges, keresztirányú hasadékok mentén, korrózió miatt alakult ki. A hasadékok közül három kifut a külszínre, és a barlang előtt egy csaknem derékszögű teret alkot. Az előtérben, a hasadékok folytatásaként van egy kb. 3,5 m mély, 5×2 m-es gödör. Ezt valószínűleg az ásatáskor ásták, mert a régebbi leírások szerint a barlang vízszintes területről nyílt.
A három bejárat közül a középső, fordított V betű alakú, kb. 6–7 m magas bejárat vezet a főhasadékba, amely jelenleg kissé nehezen érhető el az előtérben elhelyezkedő mélyedés miatt. Ezt a Ny-ra futó, kényelmesen járható, kb. 30 m hosszú járatot fosszilis és aktív cseppkőlefolyások tarkítják. A járat végén egy 6 m magas kürtő nyúlik fel. A belső részeken a több méter hosszú, vastagon burjánzó gyökérzet belóg a hasadékba a mennyezet repedésein át, majd a falak mentén fut le. Az előtérben fekvő gödör jobb oldalán sötétlő, a főhasadéknál sokkal keskenyebb, 1–1,5 m széles hasadék is bevezet a járatrendszerbe. Ez a járat végig nyitva van, teteje egymásra borult, töredezett nagy kőtömbökből áll. Egy nagyon keskeny, kb. 0,5 m széles keresztirányú repedés kapcsolja össze a főhasadékkal. Ez a rész szűk keresztmetszete ellenére is viszonylag kényelmesen, utcai ruhában is járható, mert falai szárazak és tiszták, magassága pedig sehol sem kényszeríti bujkálásra a látogatót.
A barlang fala sok helyen nagyon nedves a beszivárgó vizek miatt. Emiatt (leginkább a bejárat közelében) sok moha és egyéb növény telepedett meg. A harmadik, bal oldalon nyíló hasadék rövid és keskeny, néhány méter után elszűkül. Ettől a hasadéktól balra, kb. 2 m magasságban van egy római kori, latin nyelvű felirat. Ennek teljes szövege nehezen olvasható, egyrészt a természetes pusztulás, másrészt a frissen rákerült firkálások miatt. A hegység harmadik leghosszabb barlangja a Vértessomlói-barlang és a Gánti-barlang után.
1939-ben volt először Csákvári-barlangnak nevezve a barlang az irodalmában. Előfordul a barlang az irodalmában Báracháza (Kadić 1926), Báracháza-barlang (Földváry 1935), Báracháza barlang (Polgárdy 1939), Báraczháza (Láng 1926), Barcaháza (Szeghalmy 1937), Bárcaháza-barlang (Szeghalmy 1937), Csákvár Cave (Takácsné, Eszterhás, Juhász, Kraus 1989), Csákvárer Höhlung (Horváth 1966), Csákvári Báracháza-barlang (Kocsis 1975), Csákvári barlang (Polgárdy 1939), Csákvári-Eszterházy-barlang (Bertalan, Schőnviszky 1976), Csákvári-sziklaüreg (Hír, Borzsák 2003), Csákvári sziklaüreg (Kadić 1926), Esterházi-barlang (Kadić 1936), Esterházy-barlang – ezt a nevet Esterházy Móric neve miatt kapta – (Kaán 1931), Esterházy barlang (Polgárdy 1939) és Eszterházy-barlang (Marosi 1937) neveken is.

## Őslénytani leletek
180 féle állatfaj leletei kerültek innen elő. A leletek között voltak a jurában és az alsó pliocénben élt állatok maradványai is. Sok, 10–12 millió évvel ezelőtt élt ősállat, köztük háromujjú ősló (Hipparion primigenium), őszsiráf, masztodon (Gomphotherium longirostre), kardfogú tigris (Machairodus cf. Aphanistus) és csákvári hiéna (Allohyaena kadici) maradványait megtalálták. Ezek a leletek Európában különlegesek.
A csákvári leletegyüttes inkább az úgynevezett korai Hipparion faunákhoz sorolható. Ekkor az állatok ligetes, szavannajellegű környezetben éltek. A leletek érdekességét fokozza az a körülmény, hogy ezt az állattársaságot barlangban gyűjtötték, ahová valószínűleg a barlangban tanyázó hiénák cipelték be a környékén elhullott állatokat.

## Régészeti leletek
Az ásatásokkor előkerültek a Würm-glaciálisban élt emberek eszközei és ékszerei is. Érdekesség egy 50–30 ezer éve élt ember ujjcsontja, de a pattintott vésők és az állatcsontokból készült szerszámok is különlegesek. A római korban a barlangban Diana istennő tiszteletére szentélyt alakítottak ki, ahogy ezt az ott talált felirat is tanúsítja: „Dianának szentelve Marcus Aurelius Constantinus a pretorianusok veteranusa fogadalmát szívesen teljesítette. A. Constantinus saját költségén állította”.

## Denevér-megfigyelések
| \| Dátum \| Rhin. hip. \| Myo. myo. \| Myo. dau. \| Ept. ser. \| Ple. aus. \| Barb. barb. \| \| ------------------- \| ---------- \| --------- \| --------- \| --------- \| --------- \| ----------- \| \| 1997. február 7. \| 1 \| – \| – \| 1 \| 1 \| – \| \| 1998. január 10. \| 3 \| 2 \| – \| 5 \| – \| – \| \| 2002. február 2. \| 3 \| – \| – \| 1 \| – \| – \| \| 2005. január 11. \| 2 \| – \| – \| 3 \| – \| – \| \| 2005. december 1. \| 1 \| 4 \| – \| – \| – \| – \| \| 2006. január 18. \| – \| 1 \| – \| 3 \| – \| – \| \| 2006. október 5. \| 6 \| – \| – \| – \| – \| – \| \| 2006. december 14. \| 5 \| – \| – \| – \| – \| – \| \| 2010. július 29. \| – \| – \| – \| – \| – \| – \| \| 2011. január 7. \| 2 \| 4 \| – \| 1 \| – \| 1 \| \| 2011. július 6. \| – \| – \| – \| – \| – \| – \| \| 2011. december 15. \| 3 \| – \| – \| – \| – \| – \| \| 2012. február 9. \| 2 \| – \| – \| – \| – \| 1 \| \| 2012. május 17. \| – \| – \| – \| – \| – \| – \| \| 2012. szeptember 7. \| – \| – \| – \| – \| – \| – \| \| 2012. december 20. \| 3 \| – \| – \| – \| – \| – \| \| 2013. június 18. \| – \| – \| – \| – \| – \| – \| \| 2013. december 19. \| 5 \| 2 \| – \| – \| – \| – \| \| 2014. december 15. \| 4 \| – \| 1 \| – \| – \| – \| |            |           |           |           |           |             |
| Dátum | Rhin. hip. | Myo. myo. | Myo. dau. | Ept. ser. | Ple. aus. | Barb. barb. |
| 1997. február 7. | 1          | –         | –         | 1         | 1         | –           |
| 1998. január 10. | 3          | 2         | –         | 5         | –         | –           |
| 2002. február 2. | 3          | –         | –         | 1         | –         | –           |
| 2005. január 11. | 2          | –         | –         | 3         | –         | –           |
| 2005. december 1. | 1          | 4         | –         | –         | –         | –           |
| 2006. január 18. | –          | 1         | –         | 3         | –         | –           |
| 2006. október 5. | 6          | –         | –         | –         | –         | –           |
| 2006. december 14. | 5          | –         | –         | –         | –         | –           |
| 2010. július 29. | –          | –         | –         | –         | –         | –           |
| 2011. január 7. | 2          | 4         | –         | 1         | –         | 1           |
| 2011. július 6. | –          | –         | –         | –         | –         | –           |
| 2011. december 15. | 3          | –         | –         | –         | –         | –           |
| 2012. február 9. | 2          | –         | –         | –         | –         | 1           |
| 2012. május 17. | –          | –         | –         | –         | –         | –           |
| 2012. szeptember 7. | –          | –         | –         | –         | –         | –           |
| 2012. december 20. | 3          | –         | –         | –         | –         | –           |
| 2013. június 18. | –          | –         | –         | –         | –         | –           |
| 2013. december 19. | 5          | 2         | –         | –         | –         | –           |
| 2014. december 15. | 4          | –         | 1         | –         | –         | –           |

## Kutatástörténet

### 1926-ig
Az 1829. évi Tudományos Gyűjteményben megjelent, Holéczy Mihály által írt publikációban közölve lett, hogy van a csákvári Vértes hegyekben, a Guba nevű szőlő felett, Csákvártól DNy-ra egy kis barlang, melyet Bárocz' házának neveznek. A barlang bejárata körül fenyegető nagy sziklatömbök függnek, leginkább DNy felől, ahol a hegyoldal közvetlenül a bejárat mellett ereszkedik előbbre. Ezen a meredek részen, a barlang bejárata felől meredeken, közvetlenül egymás mellett függ két sziklatömb. A bejárathoz közelebb van a kisebbik sziklatömb, messzebb pedig a nagyobb. A kisebbik sziklatömb kissé alacsonyabban helyezkedik el. Mindkettőt sziklába vésett, díszítés nélküli felirat teszi érdekessé. A betűk kb. férfi hüvelykujj nagyságúak és jelenleg vörös színnel vannak befestve. Mivel az előttük álló embernél sokkal magasabban vannak, ezért igazító nélkül nem könnyű azokat észrevenni. Egy lehullott nagy sziklatömb fekszik a függő sziklatömbök alatt, amelyre felmászva el lehet olvasni a megmagyarázandó feliratokat.
A sziklán pontosan úgy fekszenek egymás alatt a sorok és a betűk, ahogy itt le van írva. A kisebbik sziklatömb első sora egy sorban van a nagyobbik sziklatömb harmadik sorával. Holéczy Mihály 1826. augusztus 31-én másolta le a betűket.
Az 1860-ban napvilágot látott, Rómer Flóris által írt könyv szerint Schoenwisner régi földleírásában szó van arról, hogy Csákvár mellett, a báracházi szikla oldalában található egy felirat, mely a vadászat istennőjéről szól:
Rómer Flóris sem a barlangot, sem a feliratot nem látta, de ha a felirat létezik, akkor szerinte különlegességnek számít, hogy ez a táj már a rómaiak idejében is a vadászok kedvelt helye volt.
Károly János az 1899-ben kiadott, Fejér vármegye története című munka 3. kötetében közölte a Csákváron lévő, baróczházi (Bároczháza) felirat szövegét. A szöveg:
A Világ 1925. augusztus 9-i számában, a napilap székesfehérvári tudósítója arról számolt be, hogy Csákvár közelében, 2–3 km-re a településtől, egy Barátháza nevű, mészköves hegy emelkedik, melynek meredek oldalában, kb. 60 m magasságban látszik egy barlangbejárat. Tudott ennek a barlangnak a létezéséről a székesfehérvári turistaegyesület és elhatározta, hogy legközelebb részletesen megvizsgálja. Napjainkban elindult egy kis expedíció, amely részletes kutatás után megállapította, hogy a barlang nem járható, mert el van torlaszolva. Az egyesület szerint biztos, hogy ez a barlang már majdnem 2000 évvel ezelőtt is ismert volt. Ezt bizonyítja a bejárat oldalánál lévő sziklapadon található római felirat. A felirat a Krisztus utáni 2. évszázadból származik. Ennek a feliratnak a szövegét annak idején megfejtette Károly János püspök, tudós régész. A szöveg jelentése szerinte: Octavius császár obsitosa, aki a pretori fürdők irányítója, Diannának szentelte e feliratot fogadalomból.
A barlang bejáratánál van egy másik felirat is, amely azonban hiányos és nem lett megfejtve. A székesfehérvári turisták expedíciójuk során feltárták az eltorlaszolt folyosójú barlangot és eddig három barlangtermet tettek hozzáférhetővé. A termeket csodálatosan szép, csipkézett cseppkőképződmények borítják. Ősállatok csontjai kerültek elő, barlangi medvék koponyáit hozta napvilágra a csákány. A turisták találtak egy nagyon régi gyűrűt is. A legfontosabb lelet azonban egy óriási zápfog, amely egy hatalmas, őskori növényevő emlős maradványa. Az érdekes és értékes leleteket a mai napon felküldték megvizsgálás céljából Budapestre, a Magyar Nemzeti Múzeumba.

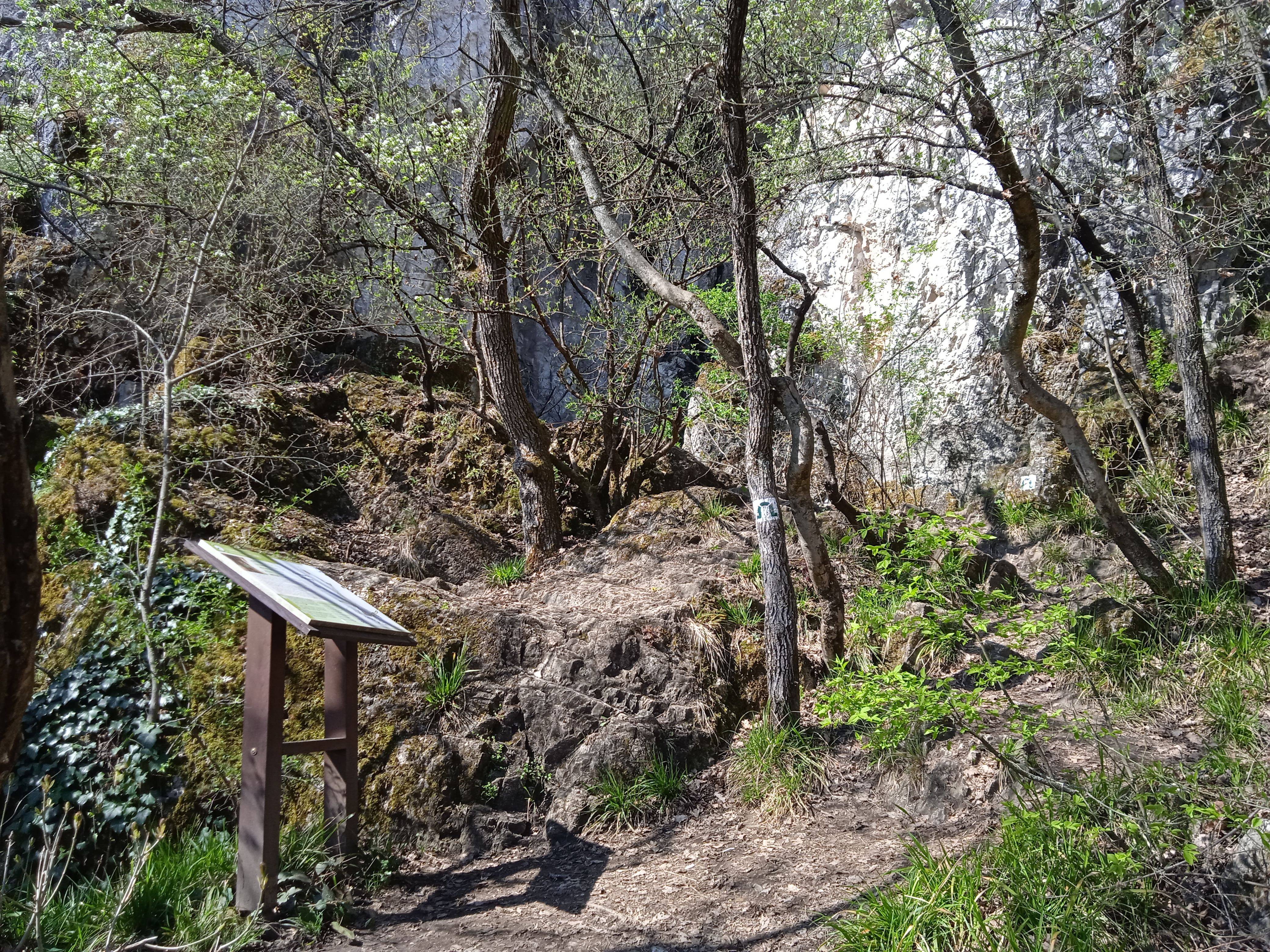
A Csákvári-barlang előtere

A Magyarság 1925. augusztus 9-én megjelent számából, a Magyarság tudósítójától megtudható (Székesfehérvár, 1925. augusztus 8.), hogy amióta Trianon megfosztotta Magyarországot legtöbb természeti kincsétől, azóta a geológusok folyton kutatják megmaradt hegyeinket, de eddig nem sok eredménnyel. Mostanában azonban lelkes turisták (tehát nem hivatásos tudósok), olyan felfedezést tettek, amely a maga nemében majdnem páratlan. Nem messze Budapesttől, a Fejér megyei Vértes hegységben, amely jó vasúti összeköttetés esetén elérhető két óra alatt, barlangot találtak. A barlang kilométerekre kiterjedő labirintusait a legpompásabb cseppkőképződmények díszítik. A már évszázadok óta ismert, de elfeledett, báracházai barlangról van szó, amelynek Csákvártól 2 km-re, egy magas mészkősziklahegy oldalán van a bejárata.
A Székesfehérvári Turista Egyesület tagjai, akik évente többször is kirándultak a Vértes hegységbe, 1923-ban értesültek arról, hogy Csákvár szélén, egy meredek hegyoldalon, 60 m magasan van egy barlangbejárat. Az egyesület vezetői akkor megtekintették ezt a helyet, amely nagyon nehezen megközelíthető volt. A barlangbejárat bal oldalánál lévő sziklafalban találtak egy római feliratot, amely a Krisztus utáni 2. évszázadból származik. Károly János (régészként rendes tagja volt a Magyar Tudományos Akadémiának) szerint a felirat szövegének jelentése: OKTAVIANUS CSÁSZÁR OBSITOSA, AKI A PRETORI FÜRDŐK IGAZGATÓJA, DIANÁNAK SZENTELI E FELIRATOT FOGADALOMBÓL. Ez a felirat azt tanúsítja, hogy a barlang már majdnem 2000 évvel ezelőtt is ismert volt. A csákvári és környéki néphagyomány szerint a barlang a tatárjárás és a törökdúlás idején a lakosság búvóhelye volt. A törökök egyszer belefojtották a bennszorult népet, mert a kijáratot eltorlaszolták.

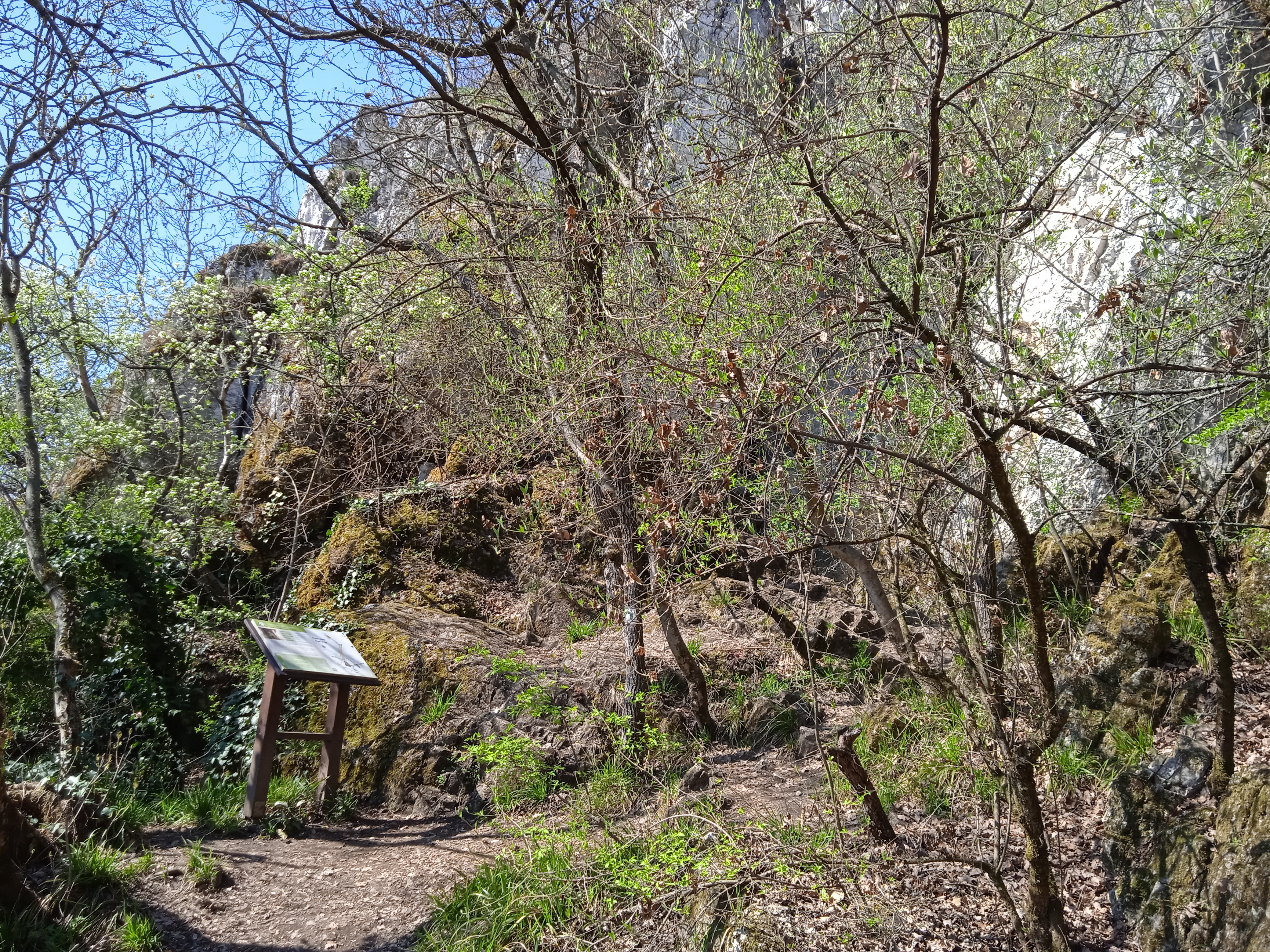
A Csákvári-barlang előtere

A csákvári elöljáróság és az Esterházy-uradalom vezetőségének engedélyével, 1924 őszén és 1925 tavaszán elkezdték feltárni a székesfehérvári turisták a barlangot. Veszélyes és fárasztó munka volt ez, mert eltorlaszolta a folyosókat minden bizonnyal egy földrengés. Csákvár társadalmának előkelő szerepet betöltő tagjai vették kezükbe a csákányt, illetve az ásót és hatoltak befelé egyre mélyebbre. Lépésről-lépésre csodálatos látvány tárult eléjük. A folyosók és termek oldalfalát, mennyezetét gyönyörű cseppkőképződmények borították, melyek néhány helyen olyanok voltak, mint a megfagyott vízesés. Mostanáig három terem lett feltárva és az oldalfolyosók nyílásai is szabadok. Megállapították, hogy ezek a folyosók valószínűleg nagyon messzire elnyúlnak, minden bizonnyal Gántig, amely kilométerekre van. Azért lehet, hogy Gántig, mert az ottani hegyoldalban is van egy barlangbejárat. A két barlangbejárat ugyanazon a hegygerincen nyílik, de kilométerekre egymástól.
A feltárás során előkerültek barlangi medve koponyái, különféle ősállatok csontjai, illetve egy aranyból készült gyűrű és egyéb régiségek. A legérdekesebb lelet azonban egy hatalmas állati zápfog, amelynek szerkezete alapján arra lehet következtetni, hogy az egy nagyon hatalmas, növényevő ősemlős maradványa. A leleteket megvizsgálás céljából felküldték a budapesti múzeumnak. A Székesfehérvári Turista Egyesület természetesen még csak az elején tart munkájának, de nagy anyagi áldozattal nemsokára elkezdi a barlang további feltárását, ami biztosan meglepetésekkel fog szolgálni. Az egyesület tagjai éppen a minap találtak egy másik feliratot, amely szintén római, de ennek szövegét még nem tudták megfejteni. A barlangbejáratot most már könnyen meg lehet közelíteni, mert lépcsőzetes feljárót alakítottak ki hozzá. A barlang folyosóiban és termeiben akadálytalanul lehet már közlekedni. A barlang levegője hűvös és párás. Az egyesületnek az a terve, hogy valószínűleg már 1926-ban átadja a turistaforgalomnak ezt a látványos, ritkaszép barlangot.

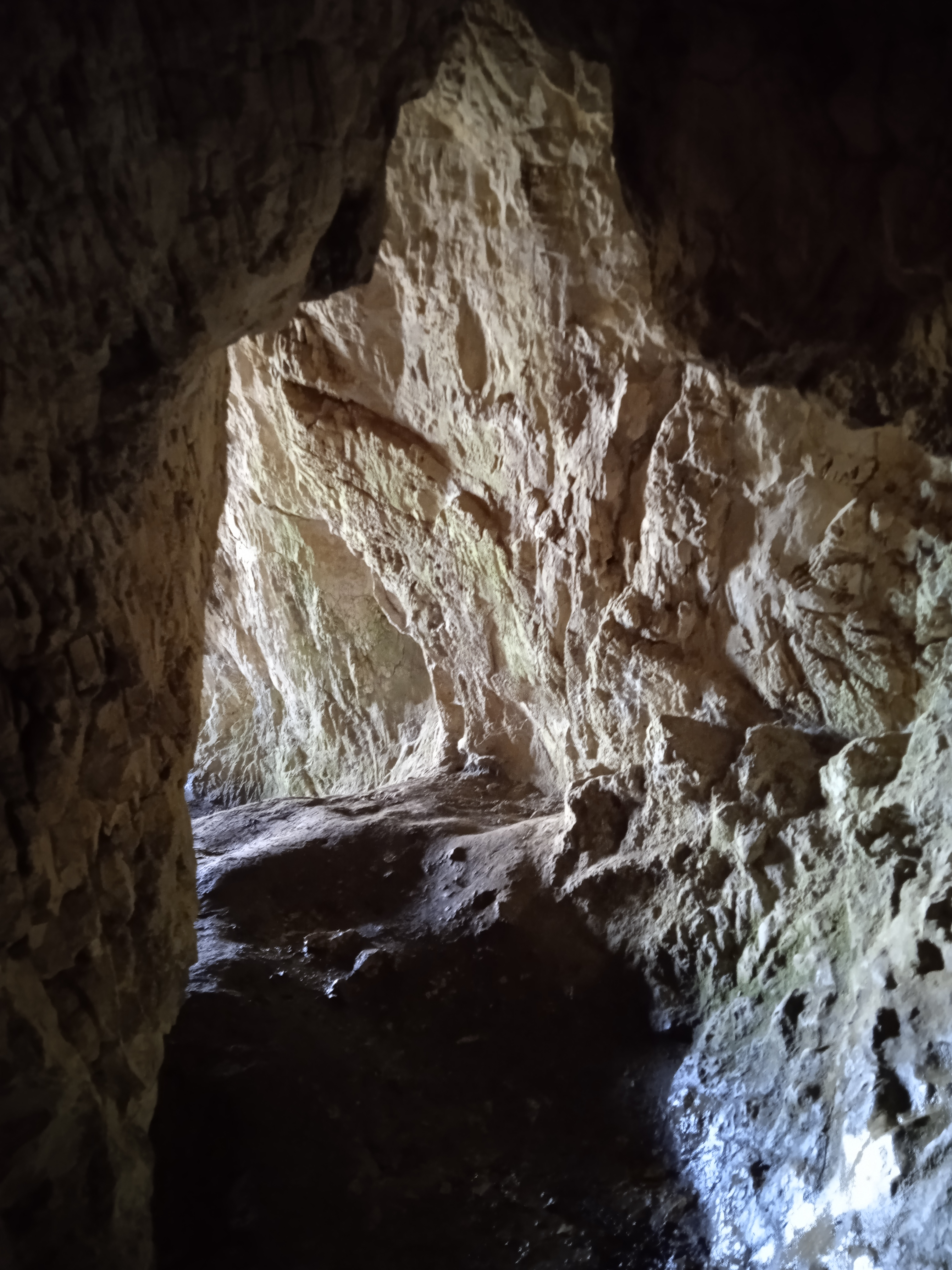
A Csákvári-barlang egyik része

A Világ 1925. szeptember 29-i számában lévő, a napilap tudósítója által írt cikk szerint a Világban közölve lett, hogy a Magyar Turista Egyesület székesfehérvári osztályának barlangkutató csoportja a barácházi barlangot, amely Esterházy Móric Csákvár szélén található birtokán van, 1924 őszén kezdte el feltárni. A csoport tagjai 1925 nyarán kezdték el megint kutatni az üreget és a munka jelenleg is folyik. A feltárás során három barlangtermet tettek hozzáférhetővé, melyeket csipkézett cseppkőképződmények borítanak. A barlangban ősállatok csontjait, barlangi medvék koponyáit találták meg. A legfontosabb lelet azonban egy óriási zápfog, amely egy hatalmas, őskori növényevő emlős maradványa.
A Magyar Királyi Földtani Intézet vezetősége a nagyon fontos leletek előkerüléséről értesült és felvette a kapcsolatot a turistaegyesülettel, majd a barlangot megvizsgáltatta Kadić Ottokár főgeológussal, aki tapasztalatairól beszámolt a napilapnak. Kadić Ottokár megvizsgálta a barlangban talált állatcsontokat és megállapította, hogy azok a Hyena spelaea crocuta, az Equus caballus fossilis, a Cervus capriolus és a Cervus elaphus nevű, őskori állatok csontjai. Ezek az őskori állatok kb. 30–40 ezer évvel ezelőtt, a diluviális korban éltek. A barlang feltárását a főgeológus feltétlenül szükségesnek tartja, mert ahol a Hyena spelaea crocuta előfordul, ott legtöbbször az ősember csontjai is megtalálhatók. A helyszínre kiérkezve, először a barlang külsejét vizsgálták meg. A 175 m tszf. magasságban húzódó üreg sokkal a diluviális kor előtt jöhetett létre, mert a belőle előkerült csontok a diluviális korból származnak.
A Turisták Lapja 1926. évi évfolyamában lévő, Láng István által írt tanulmányban az van írva, hogy a Csákvár és Lovasberény között fekvő medence szélén, ahol a Vértes hegység erdőkoszorúzta hegyei kiemelkednek a lapályból, a Csákvár és Mór közötti út É-i oldalán van egy 225 m magas, meredek kiemelkedés, amely már messziről magára tereli a figyelmet. Ennek, a hegység általános gerincvonalából kiugró nyúlványnak, melynek oldalán 4–6 m-es hasadékok vannak, Báraczháza a neve. Hatalmas, többtonnás sziklatömbök hevernek egymáson, alattuk pedig három sötét lyuk tátong, a barlang bejáratai. A bejáratok bal oldali (DNy-i) sziklafalán, 2,5 m magasságban a következő két felirat van a simítatlan sziklára vésve: 1. tábla: „DIANE SAC – MARA CONSTAN – TINUS VET KI PREF – 0° B PRET – V. S. M.” 2. tábla: „A CON – NTV – INRE – ESVAE.” A két tábla ugyanabban a magasságban van, de két különböző sziklasíkon. Az első tábla szövege: Dianae sacrum, Marcus Aurelius Constantinus, Veteranus, exceptor praefecti et optio balnearii praetoris, votum solvit merito. Ezt a feliratot először Rómer Flóris, majd az 1890-es években Károly János fejtette meg. A második tábla azonban eddig ismeretlen volt és nincs megfejtve.

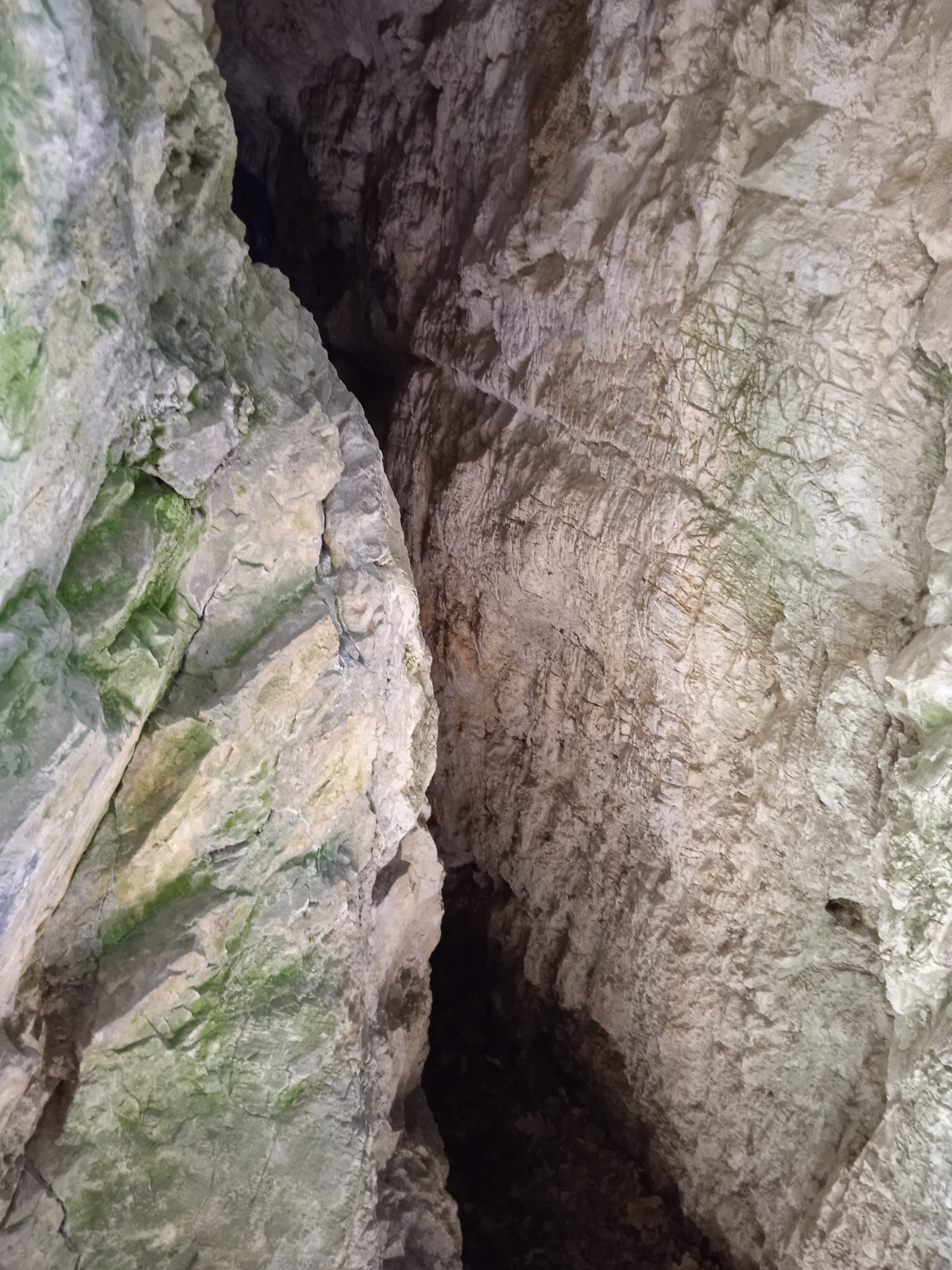
A Csákvári-barlang egyik része

A három bejárat közül a DNy-i és az ÉNy-i repedés csak rövid, pár méteres üreg. A középső repedés a barlang igazi bejárata. A barlang egy alacsony folyosó segítségével van összekapcsolva az ÉNy-i üreggel. Az egész barlang mészkőben keletkezett, falait pedig nagyon szép mészkőcsipkék fedik. A bejárat 4 m magas. A mennyezet csúcsívei a barlangban befelé haladva egyre magasabbak lesznek. A 11. méternél, amikor a folyosó É felé megtörik, egy meredek fal zárja el az utat. Egy alacsony, rövid átjáró után következik a második, teremszerű folyosó. Ennek bejárata felett található a szép Vízesés kb. 3 m-es sziklája. Tovább haladva fokozatosan keskenyedik a folyosó, míg végül földréteg akadályozza meg a továbbjutást. Ebből a főfolyosóból azonban továbbvezet ÉK-re egy oldalfolyosó, de ez annyira keskeny, hogy csak a nagyon ügyes és vékony emberek tudnak benne pár métert előre jutni, ahol ismét föld zárja el az utat. Efelett a földréteg felett, amely a barlang tetejét nem éri el, látni lehet a továbbvezető utakat, és bennük a mennyezetről lecsüngő cseppköveket.
Ezt a barlangot, amelynek csak első 10 métere volt járható, azontúl 4–5 m-t hasoncsúszva lehetett előre menni, messzebb eljutni pedig lehetetlen volt, Láng István újbóli kezdeményezésére, 1924 tavaszán kereste fel (először) az MTE Székesfehérvári Osztálya. Akkor az osztály a látottak alapján elhatározta, hogy barlangkutató csoportot alakít és feltárja a barlangot. Az osztály úgy gondolta, hogy ezzel Magyarországot gazdagítani lehet egy turisztikai szempontból minden bizonnyal értékes természeti kinccsel. A kutatás, feltárás elvégzéséhez megkapta az osztály a közigazgatási hatóságoktól és Esterházy Mórictól (akinek birtokán található a barlang) az engedélyt, így elkezdhették az osztály tagjai a munkát. Sztankovits János, Pávai Vajna Gábor, Frühwirth Károly, Weichardt Waldemár, Bolehovszki István és Láng István csákány, lapát és világítóeszköz segítségével kezdték meg járhatóvá tenni az addig ismert, de járhatatlan folyosókat, és próbálták megállapítani, hogy van-e további folytatása a barlangnak.
Tervezték, hogyha találnak ilyen járatot, akkor azt hozzáférhetővé teszik, majd a barlang kiterjedésének megállapítása után az évszázadok során (a kutatás folyamán kiderült hogy évtízezredekről van szó) lerakódott humuszt eltávolítva, ismertté teszik, teljes hosszában feltárják a Báraczháza barlangot, amelyet (az elülső folyosók kivételével) addig ismeretlenség homálya borított. Néhányan azonban úgy gondolták és szóvá is tették, hogy eredménytelen lesz a munkájuk. Néhány napig tartó munka után addig haladt a kutatás, hogy a feltárást napszámosokkal kellett folytatni. Munka közben a csákváriak arra próbálták rávenni az osztály tagjait, hogy ne abban a kis lyukban turkáljanak, mert úgysincs benne semmi, hanem majd ők megmutatják, hogy hol lehet vasat, szenet találni. Amikor megtudták, hogy nem bányát keresnek, akkor kitalálták, hogy biztosan kincs után kutatnak és a báracházai fehér asszony (aki éjszakánként a barlang bejáratánál ül) kincseit akarják megtalálni.

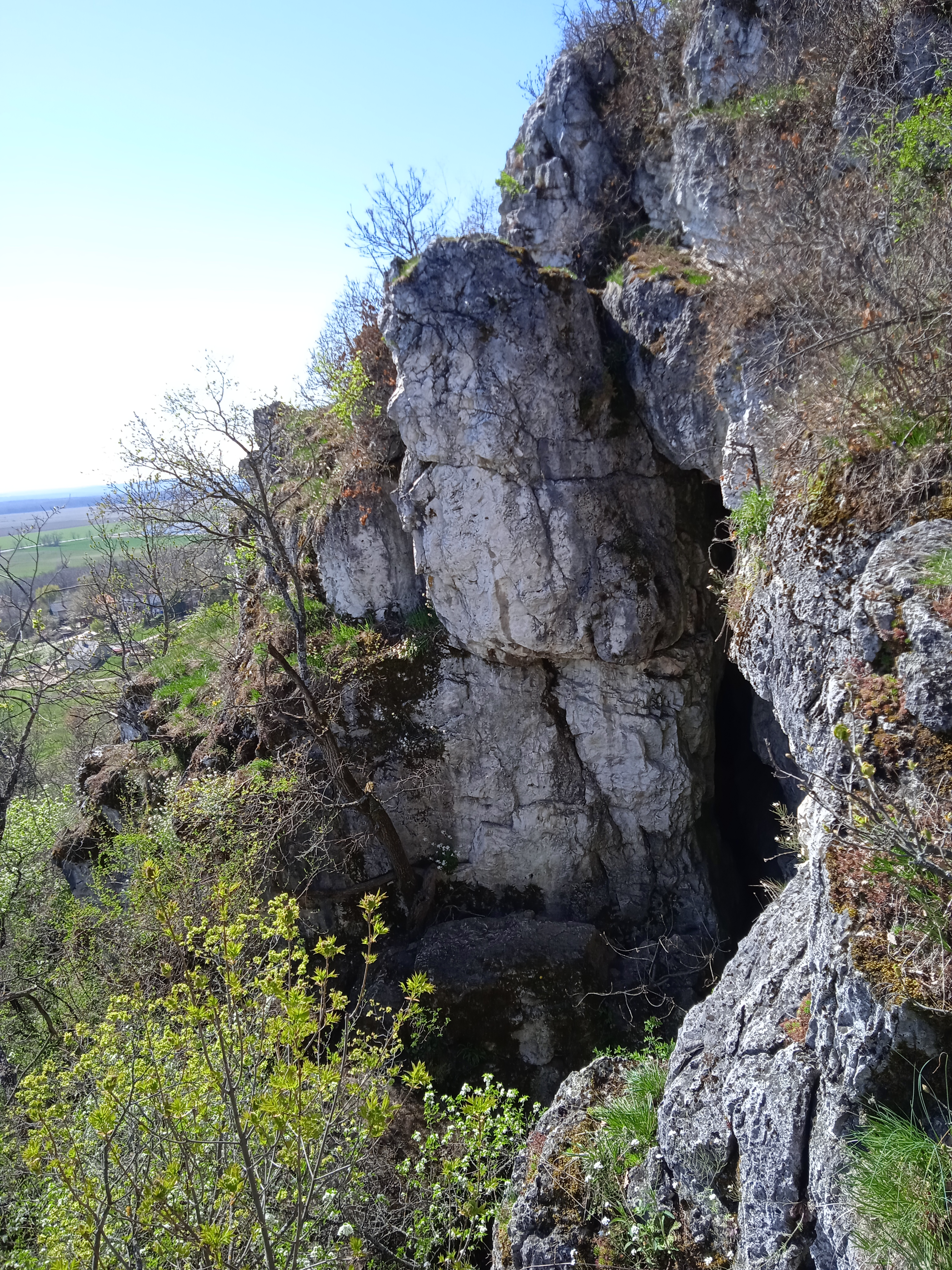
A Csákvári-barlang előtere

A munkát Sztankovits János vezette és a kutatás a térképen jelölt földréteget felásva haladt. A munkások a 23. méternél érdekes csontokat fedeztek fel, melyek alaposan meg lettek tisztítva, majd be lettek szállítva a székesfehérvári múzeumba. A kutatók titokban, csendben akartak dolgozni, de híre ment a munkának. Az újságokban cikkek jelentek meg az újságok szerint szenzációs felfedezésről. Ez (az olvasókon kívül) a Magyar Királyi Földtani Intézet figyelmét is ráterelte a Csákváron folyó munkára, ezért Kadić Ottokár meglátogatta a helyszínt. Kadić Ottokár felmérte a barlangot és elkészítette a barlang térképét. A talált csontokat megvizsgálva megállapította, hogy azok között van barlangi hiénának (Hiena crocuta spelea) egy felső állkapcsa ép fogakkal és koponyacsonttal, ami viszonylag ritka lelet, ősszarvas és őz (Cervus elaphus és capraclos) agancsdarabjai, őskori ló (Equus caballus fossilis) ép zápfogai, lábszárcsontjai, amelyek az alsó, illetve egy vadmacska állkapcsa, amely a felső rétegből került elő. Kiderült, hogy egy prehisztorikus barlangot kezdtek feltárni. A felfedezett csontok alapján arra lehet következtetni, hogy a barlang a diluviumban már menedékhelye volt ragadozó állatoknak.
A tudatlan emberek, akiket nem érdekel a természet és a tudomány szépsége, hihetetlen történeteket kitalálva és kincsszerzés miatt tömegesen keresték fel a barlangot és megrongálták legszebb részeit. Olyan károk keletkeztek a barlangban, hogy az egyesület kérésére a barlang megtekintését megtiltotta az uradalom, mert enélkül mérhetetlen kár érte volna a tudományt és a turizmust. A székesfehérvári osztály ezek után folytatni fogja a barlang feltárását, egyrészt eredeti célja miatt (hogy hozzáférhetővé tegye a barlangot), másrészt pedig tudományos kutatás céljából.
Kézenfekvőnek tűnt az az elképzelés, hogy mivel alig párnapos munkával ritka prehisztorikus leletek kerültek elő (pl. a barlangi hiéna épfogazatú csontja), ezért a jövőben még több nagyon értékes leletre bukkanhatnak a kutatók. Kadić Ottokár (a Magyar Királyi Földtani Intézet nevében) is a kutatás folytatását kérte, aki felajánlotta, hogy segíteni fogja az osztály munkáját. A barlanghoz kapcsolódik egy monda, mely szerint a törökök elől az üregbe menekültek Csákvár lakói, de a rejtekhely el lett árulva, ezért az üldöző csapatok a menekülőket belefojtották a barlangba. Egy másik történet szerint a bujdosók elmenekültek a barlang másik kijáratán át, amely Gánt szélén van, de ezt a bejáratot még nem sikerült megtalálni.

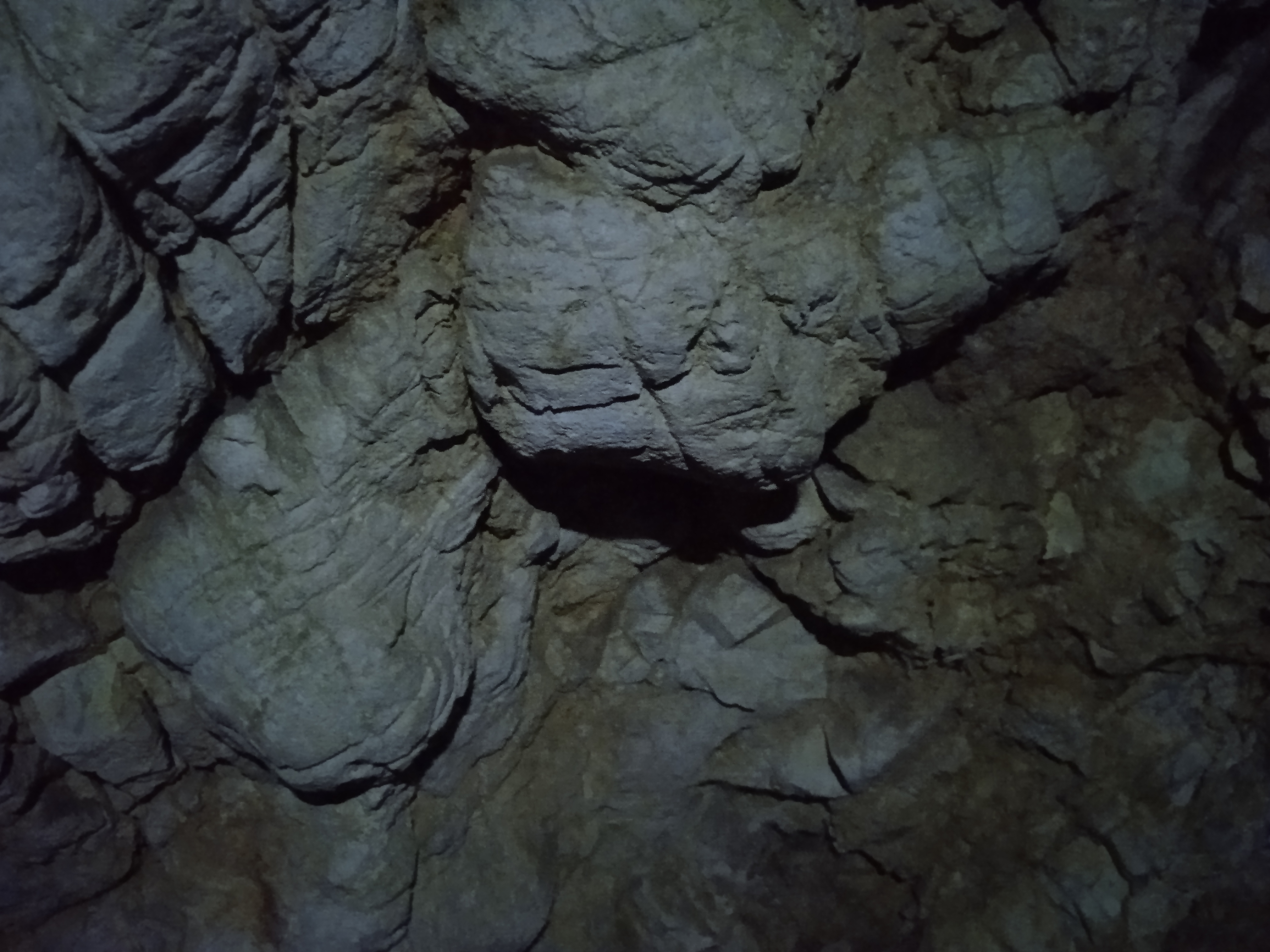
A Csákvári-barlang falának egyik része

Korábban nem lett feltárva a barlang, de a jelek szerint történtek kutatások benne. Ezt támasztja alá az, hogy a 30 ezer és néhány ezer éves leleteknél mélyebbről, bár sokkal közelebb a barlang bejáratához, modern porcelántöredék került elő. Ez egyúttal azt is bizonyítja, hogy a porcelánt barlangban hagyó emberek nem értettek a kutatáshoz, illetve nem lelkiismeretesen és tervszerűen dolgozó turisták, hanem arany után vágyakozó kincskeresők voltak, de az eredménytelen munkát az első pár méter után befejezték és csalódottan továbbálltak. Az osztály által végzett feltáráshoz pénz kell, de ezt a pénzt az osztály elő fogja teremteni. Az osztály reméli, hogy minél előbb átadhatja a turistáknak ezt a tudományos szempontból is értékes természeti kincset, ahol a természetkedvelő turisták gyönyörködhetnek az ősi erők munkájában, ahol a néma sziklák mesélnek évezredekről, a természeti erők nagy harcáról, régmúlt időkről, és talán az ősemberről.
A tanulmányba bekerült a barlang alaprajz térképe és a barlang főágának hosszmetszet térképe. A térképeket Kadić Ottokár rajzolta. A hosszmetszet térkép bemutatja a barlangban lévő kitöltés elhelyezkedését is. A publikációban van három fekete-fehér fénykép, amelyek szemléltetik a Csákvári-barlangot. Az első fényképen a barlang bejáratainak helyet adó sziklafal látható. A második fényképen a barlang előterme, a harmadik fényképen pedig a barlangban lévő, Vízesés nevű cseppkőképződmény figyelhető meg. A fényképeket Láng István készítette.

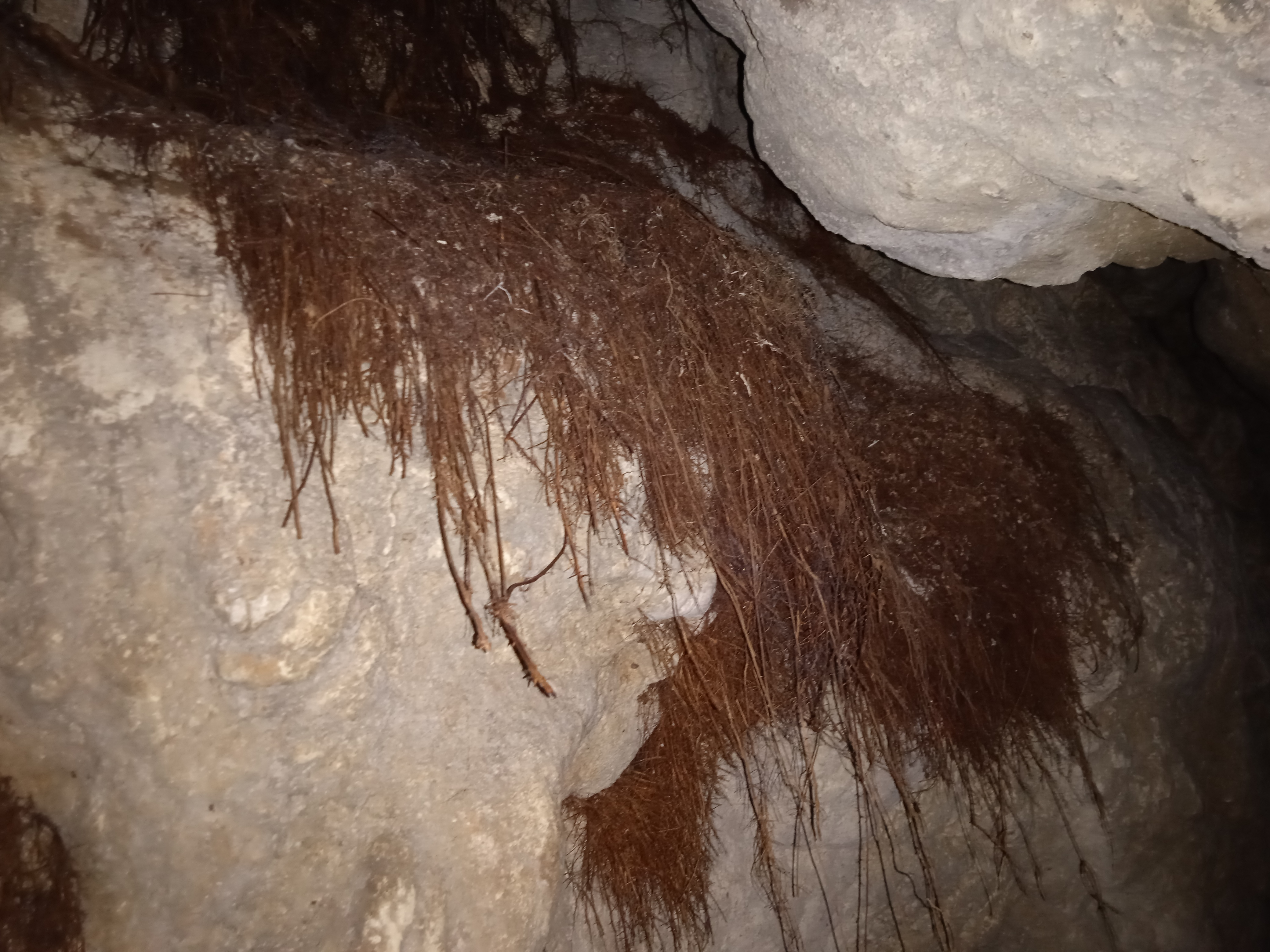
A Csákvári-barlangba belógó hajszálgyökerek, melyek a barlang egyik különlegességét jelentik

Az 1926. évi Barlangvilágban lévő, Mayerfelsi Maier István által írt publikáció szerint az 1925. évi magyarországi barlangkutatási események közé tartoznak a Kadić Ottokár által végzett, a csákvári Báracháza nevű sziklaüreget, a Tapolcai-tavasbarlangot és a Bakony hegység barlangjait megismerni akaró kutatások is, amelyek közül főleg a Csákvári sziklaüreg tudományos kutatása járt nagy sikerrel. Ebben a barlangban a Kadić Ottokár által 1926 tavaszán végzett ásatások ugyanis gazdag, pikermi típusú faunát szolgáltattak a Magyar Királyi Földtani Intézet őslénytani gyűjteménye számára. Az ásatások költségeit Esterházy Móric biztosította.
Az 1926. évi Barlangvilágban található, Kadić Ottokár által írt beszámolóban az olvasható, hogy 1925-ben a napisajtóban hírek jelentek meg azzal kapcsolatban, hogy Székesfehérvár közelében, Csákvár szélén fel lett fedezve egy nagy barlang. A hírek hatására Kadić Ottokár 1925. szeptember 18-án Székesfehérvárra utazott és ott a Magyar Turista Egyesület Székesfehérvári Osztályának tagjai (Sztankovits János, Weichhart Valdemár és Láng István) fogadták, akik elvezették a barlanghoz. Kiderült, hogy a hírekben szereplő nagy barlang a régóta ismert Báracháza (Csákvári sziklaüreg), amely egy kicsi sziklaüreg. A barlang kitöltésében a turisták emlőscsontokra bukkantak. Tervbe van véve a barlang részletes felásatása.

### 1927–1929
Az 1927. évi Turistaság és Alpinizmusban szó van arról, hogy 1925 nyarán az MTE Székesfehérvári Osztálya barlangkutató tagjai a Csákváron lévő Csákvári sziklaüreg (Báraczháza) feltárása során csontokra bukkantak. Erre a hírre Kadić Ottokár elutazott a helyszínre és megvizsgálta a csontokat, majd Esterházy Mórictól engedélyt kért és kapott a sziklaüreg felásatásához. Az ásatás 1926-ban történt meg és egy trópusi állatvilág maradványaival ajándékozta meg a magyarországi őslénytant. Ez volt az első alkalom hogy barlangban ilyen, harmadkori emlőscsontok lettek felfedezve. A felső, jégkorszaki rétegekből pedig ősembertől származó kézközépcsont-töredék és egy átfúrt szarvasszemfog látott napvilágot. Ezek alapján megint bebizonyosodott, hogy mennyire fontos a barlangkutatásban a turisták szerepe.

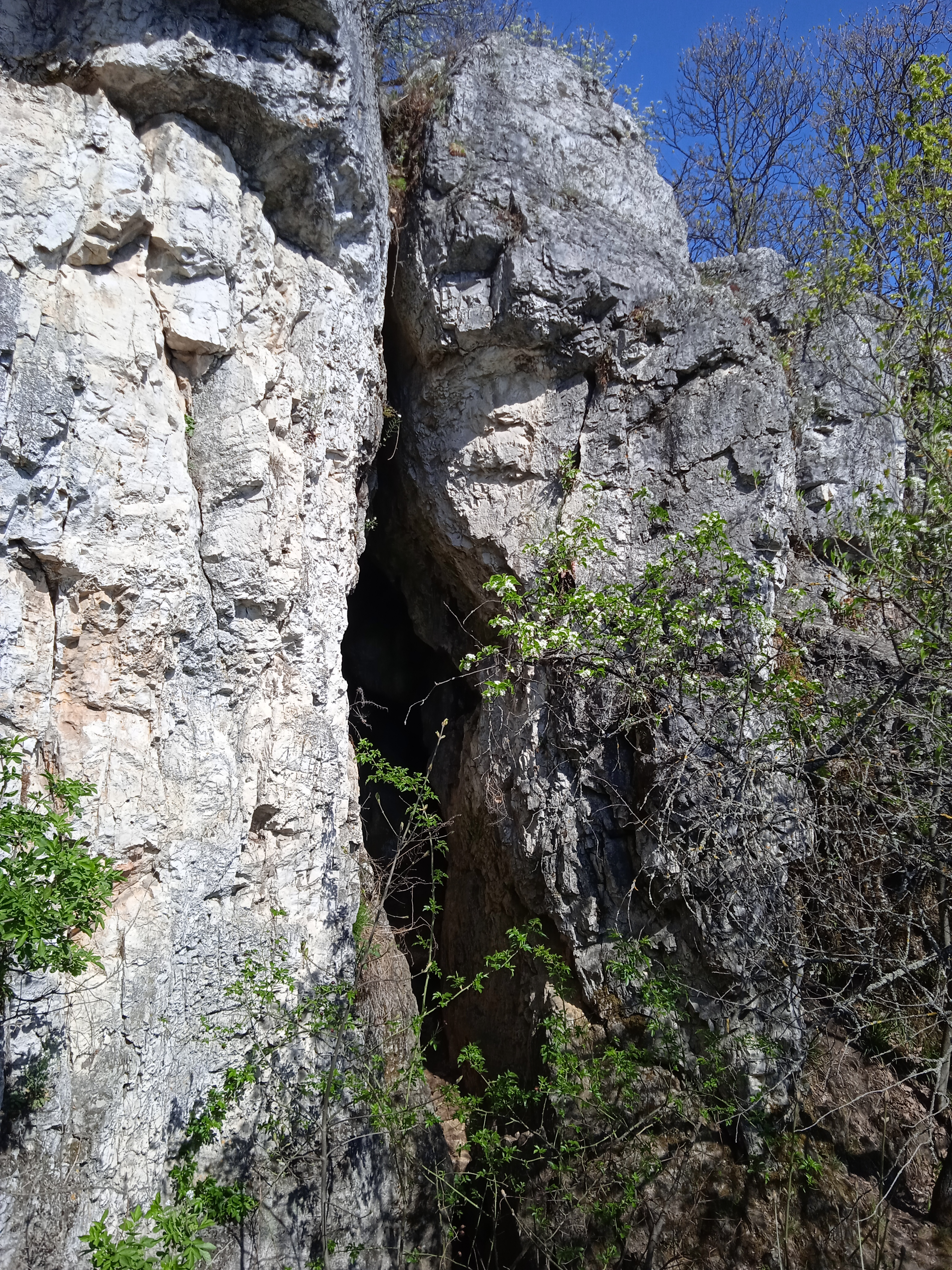
A Csákvári-barlang egyik bejárata

A Magyar Királyi Földtani Intézet 1925–1928. évekről szóló jelentésében Kadić Ottokár beszámolt az 1926-ban a Csákvári-barlangban általa végzett ásatásról. Kadić Ottokár 1926-ban abban a kedvező helyzetben volt, hogy felvételi átalányával néhány barlangban ásatást tudott végezni. Mivel ezeket az ásatásokat máshonnan anyagilag is támogatták, ezért minden várakozását felülmúlta az eredmény. Szakszerű ásatás történt a Báraczháza nevű barlangban is. A Magyar Turista Egyesület Székesfehérvári Osztályának néhány tagja 1925-ben a Csákvár szélén található Báraczháza nevű sziklaüreget feltárta turisztikai szempontból és csontokat fedezett fel a barlang talajának leásása során. Erről a napisajtó útján értesült Kadić Ottokár. Székesfehérvárra utazott és az osztály elvezette a barlanghoz. A bemutatott csontok alapján világossá vált, hogy rendkívül fontos barlangot tártak fel a turisták, amelynek Kadić Ottokár ajánlotta szakszerű felásatását. A barlang tulajdonosa, Esterházy Móric, amikor arról értesült, hogy a birtokán fekvő barlang tudományos szempontból értékes, Kadić Ottokár javaslatára elhatározta az üreg mielőbbi szakszerű felásatását.
Az ásatás 1926. március 25-től április 29-ig tartott. Az első napokban lett átvizsgálva és eltávolítva a turisták által felásott és a barlang bejárata elé kihordott üledék. Ezt követte a tulajdonképpeni ásatás: az érintetlen lerakódások szakszerű felásatása. Legfelül humuszt találtak, amelynek már eltávolították legnagyobb részét a turisták, és amelyből nevezetes dolog nem került elő. Ez alatt, kb. 1 m vastag, világosbarna, összeálló agyag volt, amelyben nagyon ritkán feküdtek a vadló, szarvas, barlangi medve, barlangi hiéna és más, jégkorszaki emlősök csontjai. Alatta, a barlang fenekén, alig 0,5 m vastag, szürke, mésszel kötött, nagyon összeálló agyag húzódott, melyben sok olyan emlős csontja volt, amelyeknek ebben a barlangban előfordulása bámulatba ejtette Kadić Ottokárt, mert ezek a pikermi, samosi, baltavári, polgárdi és más hasonló lelőhelyek maradványaival egyeznek. Már az első napokban megállapította, hogy a barlang fenekére rakódott, márgaszerű rétegben, melegebb klímára utaló faunák maradványait találták meg. Ezek a faunák több helyről is előkerültek már, de mindig külszíni lelőhelyekről. A csákvári maradványokat sziklaüregben (barlangban) találta és emiatt különösen fontos, érdekes a leletanyag.
A Báraczháza bejárata a Vértes hegység K-i lejtőjén, Csákvár (Fejér vármegye) szélén, a településtől DNy-ra, 2 km-re, a Guba-hegy (227 m) sziklás K-i lejtőjén, 204 m tszf. magasságban van. A meredek hegyoldalon felkapaszkodva, gyorsan el lehet jutni a vízszintesre kiegyengetett Előtérre, amelyet két, majdnem derékszögben találkozó, függőleges sziklafal (egy DNy-i és egy ÉNy-i) vesz körül. A barlang egymást harántoló hasadékok mentén jött létre, és egy Főhasadékból, egy Mellékhasadékból, valamint egy Oldalhasadékból áll. A Főhasadék részei: Bejárati folyosó, Külső terem, Összekötő folyosó, Belső terem.

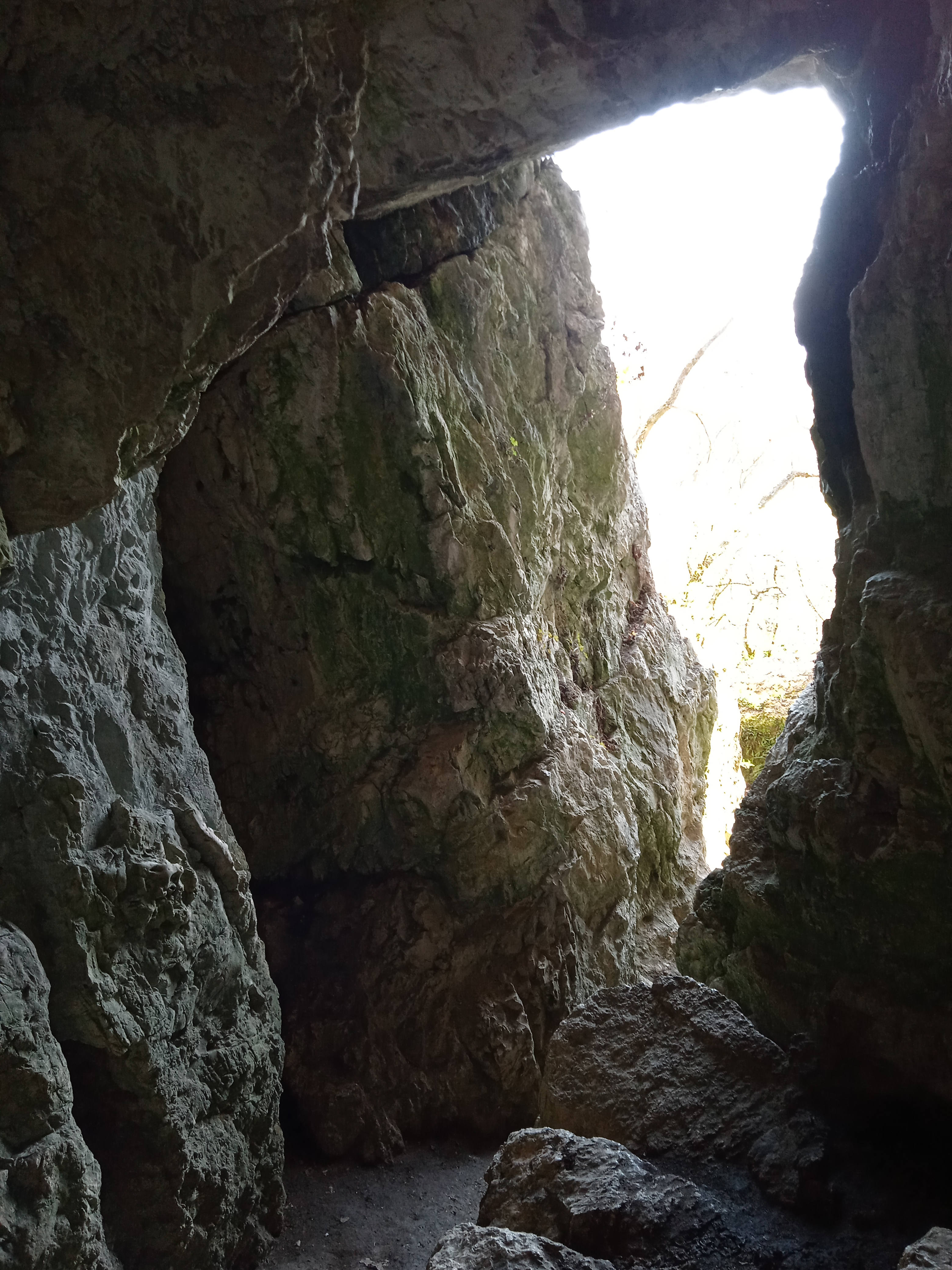
A Csákvári-barlang egyik része

A barlang befoglaló kőzete korábbi megállapítások szerint felső triász fődolomit. Ez néhány helyen vastag padokban települt, a padok csapása ÉK–DNy-i, dőlése pedig ÉNy-i (a rétegfejek eszerint DK-re állnak). Ennek a csapásnak, dőlésnek irányában alakultak ki a hegység völgyei, árkai és a Csákvári-barlang hasadékai. A barlang hasadékait szivárgó és folyó víz vájta ki, de néhány részük épségben maradt. A barlang felett elhelyezkedő, sziklás hegytető düledező várromhoz hasonló. A barlang hasadékainak alját lerakódás borítja, amelynek rétegsora mindenhol egyforma és mindenhol kívülről befelé fokozatosan emelkedik. A lerakódás három, kőzettani és őslénytani alapon jól elkülöníthető rétegcsoportból áll: egy fekete és szürke holocén humusztakaróból, egy világosbarna pleisztocén agyagból, illetve egy barna és szürke szarmata agyagból.
A fekete és szürke holocén humusztakaró: ez a lerakódás legfelső rétege. Átlagos vastagsága 1 m. Mivel legnagyobb részét a turisták már kiásták, ezért csak alsó részét tudták Kadić Ottokárék átvizsgálni, és az, amit ebben találtak, nem volt nagyon érdekes. A gyűjtött tárgyak azt tanúsítják, hogy a humusz lerakódásakor a prehisztorikus ember lakta a barlangot. Ezt a sok törött és megpörkölt recens állatcsont és cseréptöredék bizonyítja.
Világosbarna pleisztocén agyagréteg: ez a humusztakaró alatt fekszik, átlag 1 m vastag, a Bejárati-folyosóban elvékonyodik, a hasadék hátulsó részében azonban vastagszik és felfelé kanyarodik. Ebben a rétegben, a jégkorszaki emlősök és madarak maradványai között megtalálták az ember nyomait is. Ennek alapja az állatcsontok között talált kézközépcsont-töredék, amely egy bal kéz mutatóujjához tartozott. Előkerült a csontok közül egy kultúrmaradvány is: egy gímszarvas gyöngyfog, amelynek a gyökere volt átfúrva. Ez az érdekes lelet azt igazolja, hogy a barlangban talált embernyomok az aurignaci kultúrához tartoznak.
Barna és szürke szarmata agyagréteg. A pleisztocén agyag alatt, felső miocén lerakódásra bukkantak, amely felülről lefelé a következő három rétegből áll: (1.) Közvetlenül a pleisztocén agyag alatt egy világosbarna, eléggé kötött, 10–20 cm vastag agyagréteg van. (2.) Ez alatt egy szürke, márgaszerű agyagréteg húzódik, melynek vastagsága elölről hátrafelé 10 cm-től 1,2 m-ig nő. (3.) A barlang fenekére vékony mésztufaréteg rakódott.
Mindhárom rétegben sok csont van, melyeket szilárdan összeköt a márgaszerű agyag. Ennek a hatalmas, szarmata kori csontanyagnak folyamatban van a feldolgozása.

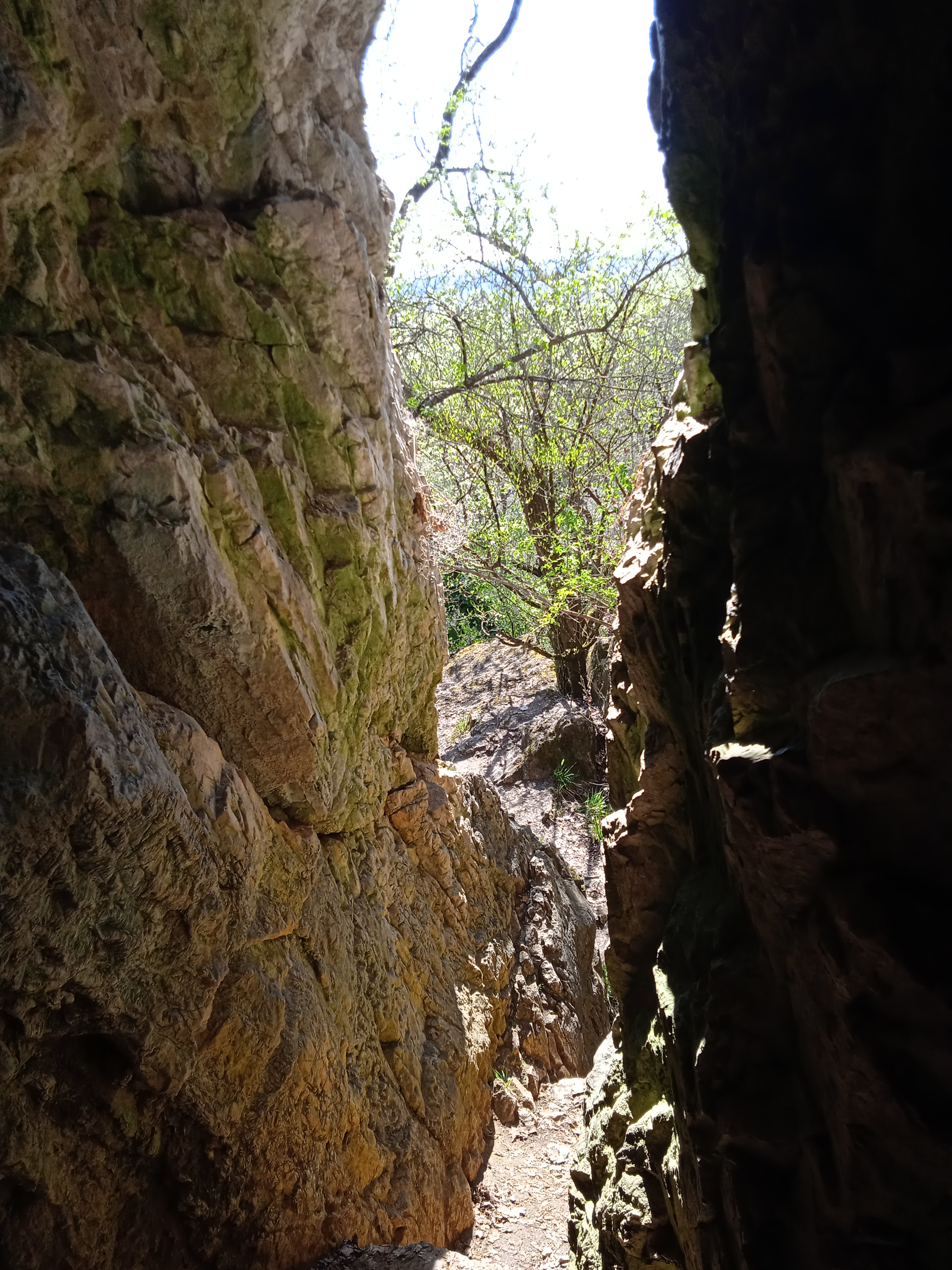
A Csákvári-barlang egyik bejárata

Az 1929. évi Turistaság és Alpinizmusban az olvasható, hogy a folyóirat 1927. évi évfolyamának 115. oldalán említve volt, hogy a Csákvári sziklaüreg (Báraczháza) első felásatása során az üregkitöltés legalsó rétegében lévő, szarmata, trópusi gerincesek maradványainak gazdag leletét találták meg Kadić Ottokárék. Mivel akkoriban nem lett felásva a sziklaüreg végének egy része, ezért 1928 októberében Kadić Ottokár és tanítványa, Kretzoi Miklós megint felkereste a barlangot Esterházy Móric meghívására, hogy kiássák a még érintetlen részt. Az egyhetes ásatás megint kiváló eredménnyel végződött, de kiderült az is, hogy nincs meg a barlang vége, mert egy lecsúszott nagy sziklatömb mögött folytatódik az üreg. Azt nem lehet megállapítani, hogy meddig tart, mert a járat teljesen ki van töltve agyaggal és törmelékkel. Mivel a több méter vastag kitöltésben sok értékes csontanyag van, ezért biztos szép eredménye lesz a további ásatásnak.
Az 1929. évi A Természetben az van írva, hogy a Baradla-barlang, a Pál-völgyi-barlang és a Solymári-ördöglyuk bizottságokban megszervezett, célkitűzött kutatásán kívül olyan barlangok kutatására is vállalkozott a Magyar Barlangkutató Társulat, amelyek vizsgálatára véletlenül alkalom nyílt. Ide tartozik elsősorban a csákvári Báraczháza. A Magyar Turista Egyesület Székesfehérvári Osztályának néhány tagja 1925-ben a Csákvár határában lévő Báraczháza nevű barlangot feltárta turisztikai szempontból. A tagok csontokat találtak a sziklaüreg talajának leásása közben. Ezt Kadić Ottokárék megtudták a napisajtóból. Székesfehérvárra utaztak, majd a nevezett osztály tagjai által vezetve megvizsgálták a barlangot és a belőle előkerült csontokat. Ekkor kiderült, hogy a turisták egy nagyon fontos üreget tártak fel, amelynek Kadić Ottokárék nagyon ajánlották szakszerű felásatását. A barlang tulajdonosa, Esterházy Móric megtudva, hogy a birtokán található sziklaüreg értékes tudományos szempontból, Kadić Ottokárék javaslatára elhatározta annak mielőbbi szakszerű felásatását.
1926 tavaszán került sor az ásatásra, mely bámulatos eredménnyel járt. A sziklaüreg legmélyebben lévő rétegeiben felfedezték Kadić Ottokárék egy olyan állattársaság gazdag csontleletét, mely állatok a harmadkor végén, meleg éghajlatban éltek Magyarországon. Ezek az állatok a háromujjú ősló, az őszsiráf, a mastodon és dinotérium nevű vastagbőrűek, valamint a kardfogú tigris, az őssertés, gazellák, antilopok, különféle szarvasok, hiénák és meleget kedvelő egyéb emlősök. Hasonló állattársaság Görögországban (Pikermi vidékén és Számosz szigetén) került elő. Magyarországon hasonló fauna lett gyűjtve Polgárdin és Baltaváron. A Csákvári-barlangból napfényre került lelet érdekességét fokozza az a körülmény, hogy ez az érdekes állattársaság – a többi lelőhellyel ellentétben – barlangból lett gyűjtve. A barlangban élő hiénák hordták a barlangba a környéki állatok testdarabjait.

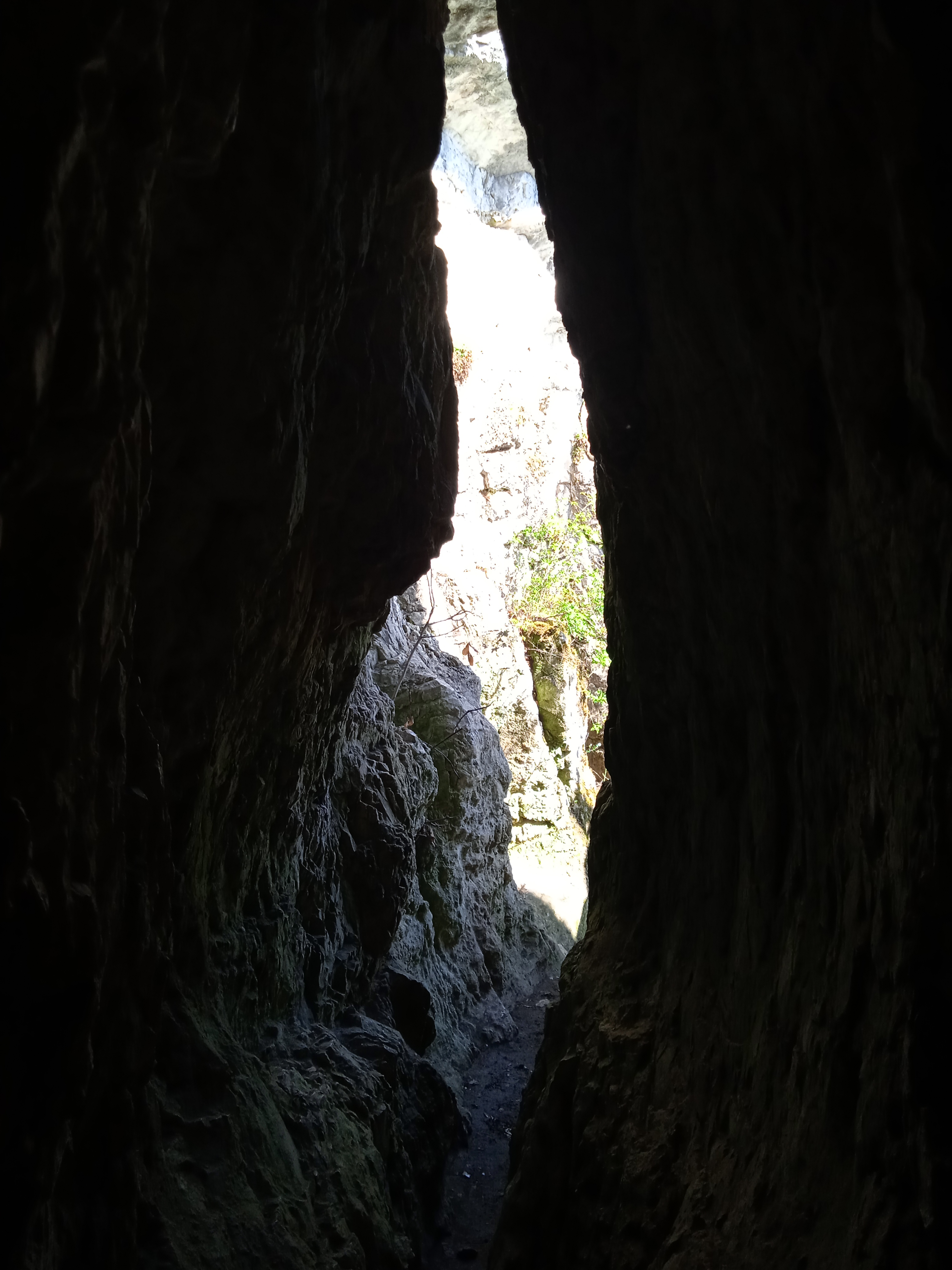
A Csákvári-barlang egyik bejárata

A Báraczháza felásatása a Magyarországon történt, 1926. évi barlangkutatások egyik legfényesebb eredménye. Ez az eredmény fényesen bizonyítja azt a régóta kihangsúlyozott állítást, hogy a magyarországi barlangok kutatásában nagy szerepe van a turistaságnak és a napisajtónak. Ha turisták nem karolják fel a sziklaüreget és ha a napisajtó nem közli feltáró munkájuk eredményét, akkor ki tudja mikor kerül sor a barlang kitöltésének legalján pihenő értékes csontok felfedezésére. A Csákvári-barlang kutatásán kívül a Bükk hegységben is történtek 1926-ban kutatások.

### 1931–1937
A Turisták Lapja 1931. évi évfolyamában lévő, Kadić Ottokár által írt publikációból megtudható, hogy a csákvári Esterházy-barlangban a Magyar Turista Egyesület Székesfehérvári Osztályának tagjai a barlangkitöltés hátulsó részét kiásták, mert úgy gondolták, hogy így megtalálják a barlang folytatását. Ásás során csontokat fedeztek fel, melyek érdekesnek tűntek. Felfedezésüket közölték napilapokban. Amikor a szakemberek, köztük Kadić Ottokár is, megvizsgálták a barlangot, akkor világossá vált, hogy a csákvári barlang a Föld egyik legnevezetesebb őslénytani lelőhelye, amelyben olyan régi, trópusi állatok maradványai voltak, amilyeneket eddig sehol sem találtak barlangban. Ha a Csákvári-barlangot nem kezdik el bolygatni a turisták, akkor senki sem tudta volna megmondani, hogy mikor lett volna feltárva ez a felbecsülhetetlen értékű őslénytani lelőhely.
Az 1931. évi Hidrológiai Közlönyben megjelent, Gedeon Tihamér által írt tanulmányban van egy vázlatrajz, amely a Vértes hegység DK-i részének hidrológiai viszonyait mutatja be. A vázlatrajzon látható a Csákvári-barlang (Eszterházy barlang) földrajzi elhelyezkedése.
Az 1931-ben napvilágot látott, Természetvédelem és a természeti emlékek című könyvben az olvasható, hogy a Vértes hegy (Vértes hegység) K-i lejtőjén, Csákvár szélén, a Guba-hegy sziklás oldalában, a gubai présházaktól magasabban, 204 m tszf. magasságban van az Esterházy-barlang. A főhasadék 1,5 m széles és 5 m magas bejárata egy 4 m hosszú folyosóba vezet, mely befelé egy külső teremhez kapcsolódik. Ez a 8 m hosszú terem a főhasadék és egy mellékhasadék metszéspontjánál jött létre. A külső terem befelé fokozatosan szűkül, alacsonyodik, majd végül bevezet a belső terembe, ahol egy hasadéknyílás zárja le a sziklaüregszerű képződményt. A mellékhasadéknak két része van. Egy 4 m hosszú külső és egy 7 m hosszú belső rész.

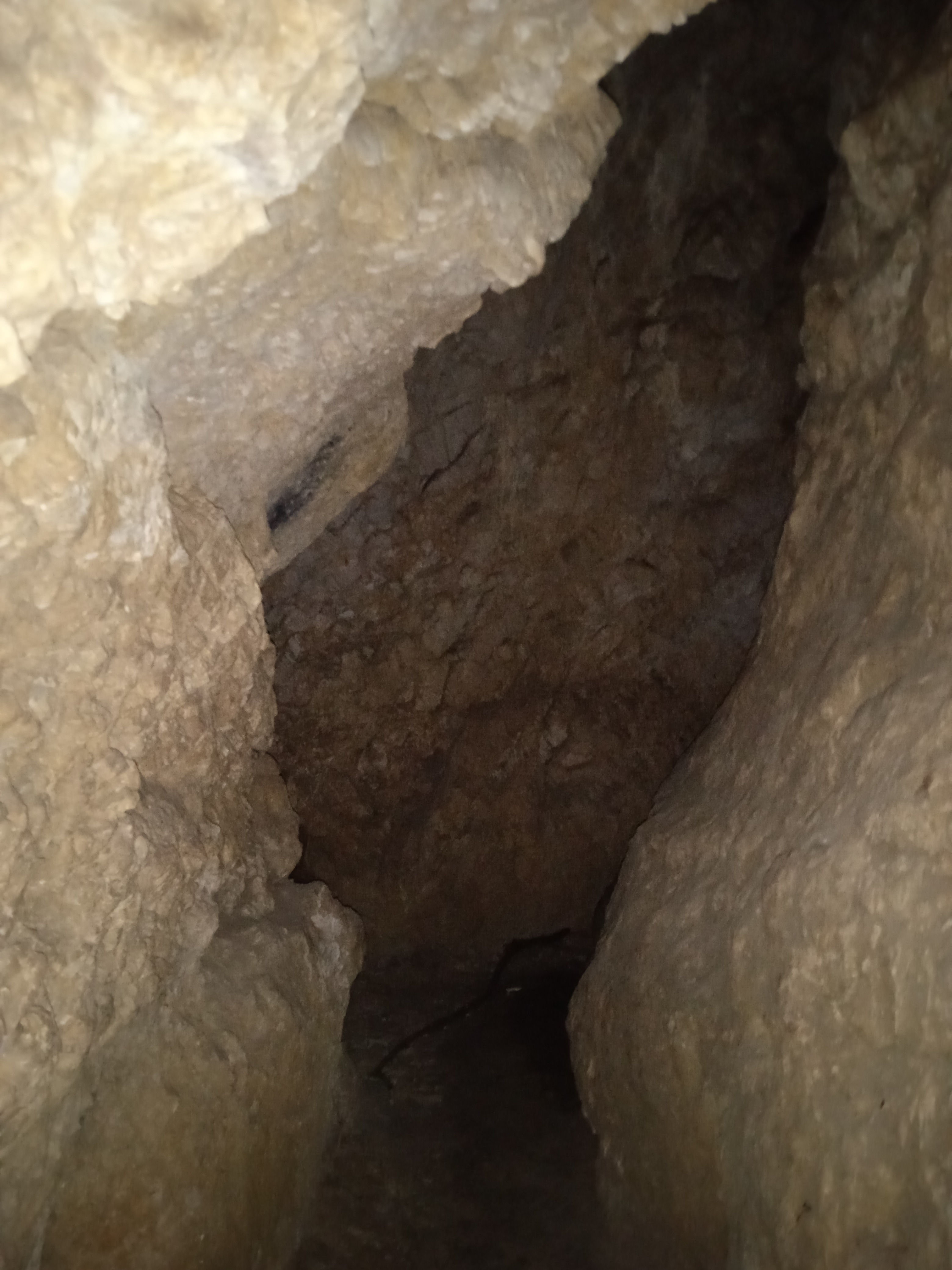
A Csákvári-barlang egyik része

Esterházy Móric (a barlang tulajdonosa) költségén, a sziklaüregben 1926-ban végzett ásatások során egy új holocén, egy glaciális és egy fajokban nagyon gazdag, szarmata kori anyag, tehát nagyon különböző három földtörténeti kor állatvilágának maradványai kerültek elő, de ezen kívül a barlang petrográfiai összetételének hármas tagozottságára is fény derült. A Kadić Ottokár és Kretzoi Miklós által tett megfigyelések alapján, az átlagostól az első kettő semmivel sem tér el, de a legalsó réteg Hipparion faunája – változatossága, régisége és sok új alakja miatt – (túlzás nélkül) az utóbbi évtizedek legszenzációsabb, Európából előkerült leletének számít. Fontossága nem marad el Pikermi, Samos, Polgárdi és Taraklia mögött.
A barlang legmélyebben lévő rétegeiből előkerültek a harmadkor végén, meleg éghajlatban élt állatok (háromujjú ősló, őszsiráf, masztodon és dinoterium nevű vastagbőrűek, kardfogú tigris, ősdisznó, illetve gazellák, antilopok, különféle szarvasok és más, meleget kedvelő emlősök) páratlanul gazdag csontmaradványai. Ezeket valószínűleg a barlangban élő hiénák hordták egykor a barlangba kisebb-nagyobb tetemdarabokként. A kutatók megállapították, hogy ez a szarmata kori fauna az összes európai Hipparion-fauna közül éppen a hozzá legközelebb elhelyezkedő, nem barlangi két lelőhely (a polgárdi és a baltavári lelőhely) faunájától tér el leginkább. Az előbb említett két lelőhely faunájával csak alig néhány, legfeljebb 6–8 faja egyezik meg a barlangnak. 25–30 faj azoktól teljesen eltérő típusból származik (pedig Baltavár 17 faja közül Polgárdin 13-at vagy 14-et megtaláltak).
Ezzel ellentétben a délorosz faunákkal és még részben Samos-sal is majdnem azonos, de nagyon sok az ősi, egészen endemikus alakja, melyek arra utalnak, hogy állatvilága azokéhoz viszonyítva sokkal régebbről származik. A délorosz lelőhelyek közül Taraklia-éhoz hasonló leginkább. Ennek alapján a végső következtetés az, hogy a csákvári fauna kétségkívül a tarakliai, meóciai faunánál idősebb lerakódásból származik, tehát semmiképpen sem lehet pontusi, hanem egyértelműen szarmata korú. A Csákvári-barlang ezek alapján Magyarország egyik rendkívül érdekes és tudományos szempontból értékes természeti emléke. A könyvben van egy olyan fekete-fehér fénykép (83. kép), amely az Esterházy-barlang (Báracháza) bejáratát mutatja be. A fényképet Nagy József készítette. Az 1932-ben publikált, Természetvédelem és a természeti emlékek című könyvben meg van ismételve a könyv 1931. évi kiadásának Csákvári-barlangot tárgyaló része.
Az 1932-ben kiadott, Az Aggteleki cseppkőbarlang és környéke című könyvben, a Vértes hegység és a Gerecse hegység barlangjairól szóló részben szó van arról, hogy a Csákvári Esterházy-barlang Csákvár határában, a Vértes hegy K-i lejtőjén, a Guba-hegy sziklás oldalában helyezkedik el. Barlangként nem jelentős, de rendkívül nagy tudományos értéke van. Egymástól nagyon különböző három földtörténeti kor maradványai kerültek elő talajából az ásatásokkal. Legérdekesebb a legalsó, a szarmata kor állatvilága, amely az Európában talált leletek közül az utóbbi évtizedek legszenzációsabb leletének tekinthető és méltán sorolható Pikermi, Samos, Polgárdi és Taraklia mellé. Érdekesebbnél érdekesebb állatfajokból áll a Hipparion-faunának nevezett állattársasága. Az ismertetés 4 publikáció alapján lett írva.

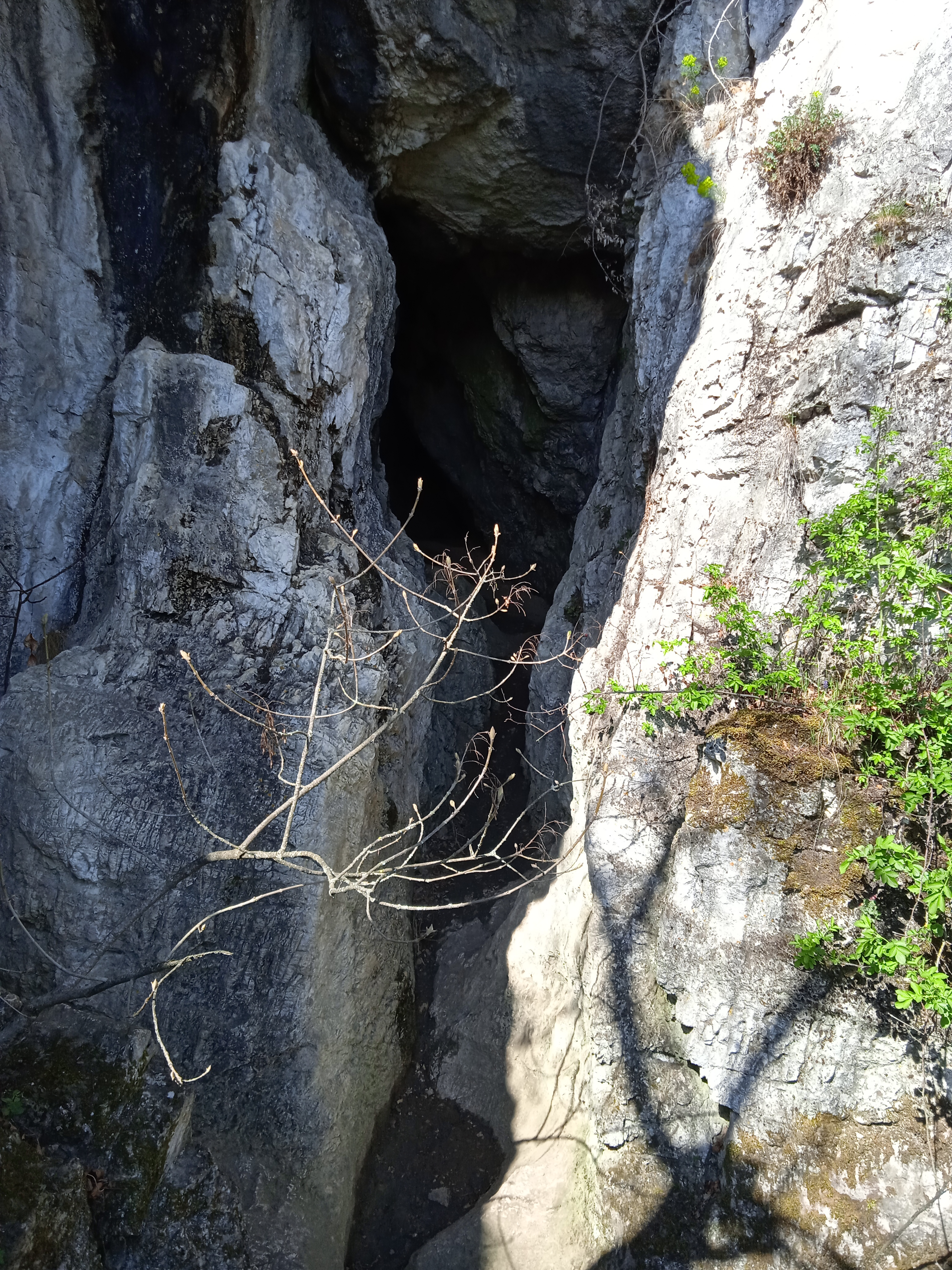
A Csákvári-barlang egyik része

Az 1932. évi Barlangvilágban napvilágot látott összefoglalóban meg van említve, hogy a Barlangkutatás 1926–1927. évi 14–15. kötetének nyolc ívnyi összevont füzetében megjelent magyar és német nyelven egy Kadić Ottokár és Kretzoi Miklós által írt előzetes jelentés a Csákvári sziklaüregben végzett ásatásokról. A Magyar Barlangkutató Társulat 1927. március 22-én tartott szakülésén Kadić Ottokár előzetes jelentésben számolt be a Csákvári sziklaüregben végzett ásatásainak eredményéről. Kadić Ottokár külföldi útjáról visszatérése után, 1928-ban Csákvárra utazott, hogy a településen fekvő sziklaüregben elkezdett ásatásait folytassa és befejezze. Esterházy Móric, a Magyar Barlangkutató Társulat pártfogója és a sziklaüreg tulajdonosa tavasszal hívta meg Kadić Ottokárt, hogy Kadić Ottokár az ő vendégeként folytassa a kutatást.
Kadić Ottokár az ásatásokat 1928 október elején, tanítványával, Kretzoi Miklóssal végezte. Az volt a céljuk, hogy a sziklaüreg hátulsó részében kiássák a még megmaradt részt. Az itt lévő hatalmas kőtömb azt a látszatot keltette, hogy ezen a helyen van vége a barlangnak. Azonban a kőtömb körül kiásták az agyagot, és ekkor világossá vált, hogy ez csak egy leszakadt nagy kőtömb, amely mögött folytatódik a teljesen kitöltött járat. A több méter vastag kitöltés tele volt szarmata kori gerincesek csonttöredékeivel, ezért a rövid ideig tartó ásatás mégis nagyon eredményes volt. Az említett kőtömb szétrobbantása után majd folytatni lehet az ásatást, és mivel az értékes faunát tartalmazó réteg itt egészen kitölti a hasadékot, ezért további nagyon szép eredményekre lehet számítani. Ebben az évben a csákvári ásatáson kívül a Bükk hegységben történt kutatás.
A Magyar Királyi Földtani Intézet 1934. évi évkönyvében található, Kadić Ottokár által írt dolgozatban szó van arról, hogy a Vértes hegység peremén fekszik a csákvári Esterházy-barlang, amelyben Kadić Ottokárék megtalálták a jégkor emberének nyomait. Időrendi sorrendbe téve, egymás után következnek a Balla-barlang, a Jankovich-barlang, a Kis-kevélyi-barlang és a Pálffy-barlang alsó rétegeinek faunái, majd az Igric-barlang, a Bordu Mare-barlang és a Csákvári-barlang pleisztocén faunája. Az 1935-ben megjelent, Tompa Ferenc által írt kiadványban lévő képmelléklet 3. tábláján (1. kép) a csákvári barlangból származó, rézkori edény figyelhető meg.

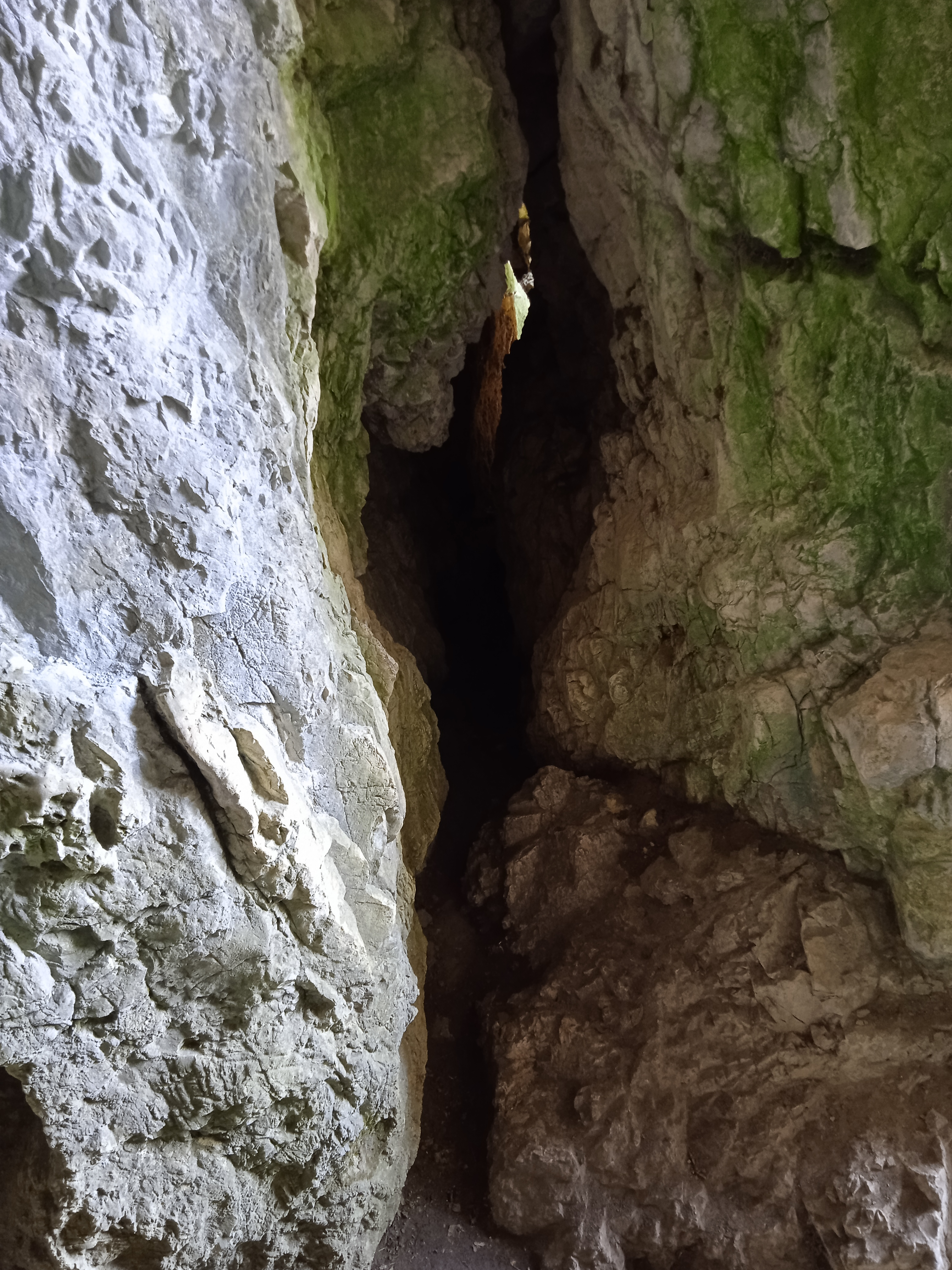
A Csákvári-barlang egyik része

Az 1935. évi Erdészeti Lapokban közölve lett, hogy a Vértes hegység nevezetes barlangja a Báracháza-barlang, amelyet Esterházy-barlangnak is neveznek. Az üreg bejárata Esterházy Móric uradalmának Csákvár–Vértesboglár közötti területén, Csákvár szélén, a Vértes hegység nyúlványának K felé tekintő oldalán van. Ebben a barlangban Kadić Ottokár és Kretzoi Miklós 1926-ban ásatásokat végzett, melyekről be lett számolva a Barlangkutatás 14–15. kötetében. A beszámoló szerint a csákvári sziklaüreg őslénytani anyaga három különböző földtörténeti kor állatvilágából áll. Ezek közül a Hipparion faunája a legnevezetesebb. A sziklaüreg környéke botanikai szempontból is nevezetes, emiatt jó lenne, ha a barlangot magába foglaló Guba-hegyből néhány holdnyit védetté nyilvánítanának.
Az 1936. évi Barlangvilág szerint a Magyar Barlangkutató Társulat 1936. március 31-i szakülésén Jaskó Sándor megemlítette, hogy a barlangok kialakulása nemcsak a jégkorszakhoz köthető. Erre példa a csákvári Esterházy-barlang, amelynek kitöltésében miocén gerincesek voltak. Az 1936. évi Barlangvilágban található, Kadić Ottokár által írt tanulmányban az van írva, hogy a magyarországi barlangkitöltések legrégebbi rétege a csákvári Esterházy-barlang fenekére rakódott barna és szürke márgaréteg, amely sok olyan állat csontmaradványát tartalmazta, melyek utódai napjainkban a meleg éghajlatú földrészeken élnek. Alapos vizsgálattal ki lett derítve, hogy ez az állattársaság a szarmata korból származik. Ennél fiatalabb a polgárdi sziklaodúk vörös agyagából előkerült emlősfauna, mely pannon kori. Az említett két réteg a legrégebbi barlangüledékek közé tartozik és a fiatalabb harmadkort képviseli.
Magyarország legrégibb gerinces faunája az Esterházi-barlangban gyűjtött, nagy jelentőségű állattársaság. Ennek a barlangnak az aljára lerakódott barna és szürke márgarétegből sok hipparion, szarvas, gazella, antilop, hiéna, mahairódusz, dinotérium, masztodon, zsiráf és egyéb emlős-, madár- és teknőscsont került felszínre. Ezek olyan állatfajok, melyeknek jelenleg élő utódai trópusi földrészeken fordulnak elő. Ezek a csontok azt bizonyítják, hogy abban az időben, amikor ezek az állatok Magyarországon éltek, szintén meleg éghajlat uralkodott. A polgárdi sziklaodúkban is volt hipparion, gazella, hiéna, mahairódusz, dinotérium, masztodon, orrszarvú, zsiráf és egy majom, de ezek különböznek a csákvári maradványoktól, mert más fajokhoz tartoznak.
A Székesfehérvári Szemle 1937. évi évfolyamában kiadott, név nélkül megjelent, de Marosi Arnold által írt publikációból megtudható, hogy Hillebrand Jenő ismerteti művében (Magyarország őskőkora, Budapest, 1935, Archaeologica Hungarica, 17. köt.) a csákvári Eszterházy-barlangot is, a benne talált átfúrt szarvasfog és emberi kézközépcsont (metacarpus) alapján, mint az egyik, őskori lelőhelyet. Ezek a leletek a jelenkori humusz alatt húzódó, fiatalabb pleisztocén (jégkori) rétegben feküdtek. Emiatt a két lelet a késő aurignacien, vagy protosolutréen emberé volt. A leletek úgy kerültek a barlangba, hogy egy ragadozó becipelte őket széttépett ősembermaradványok formájában. Emiatt a barlang nem volt emberi lakóhely és nem ezek a leletek tették világhírűvé, hanem a rendkívül gazdag ősló (Hipparion) fauna, melyet az üreg kitöltésének legalsó, közvetlen a sziklaaljzatra rakódott (a harmadkor szarmata idejéből származó) márgarétegében találtak.

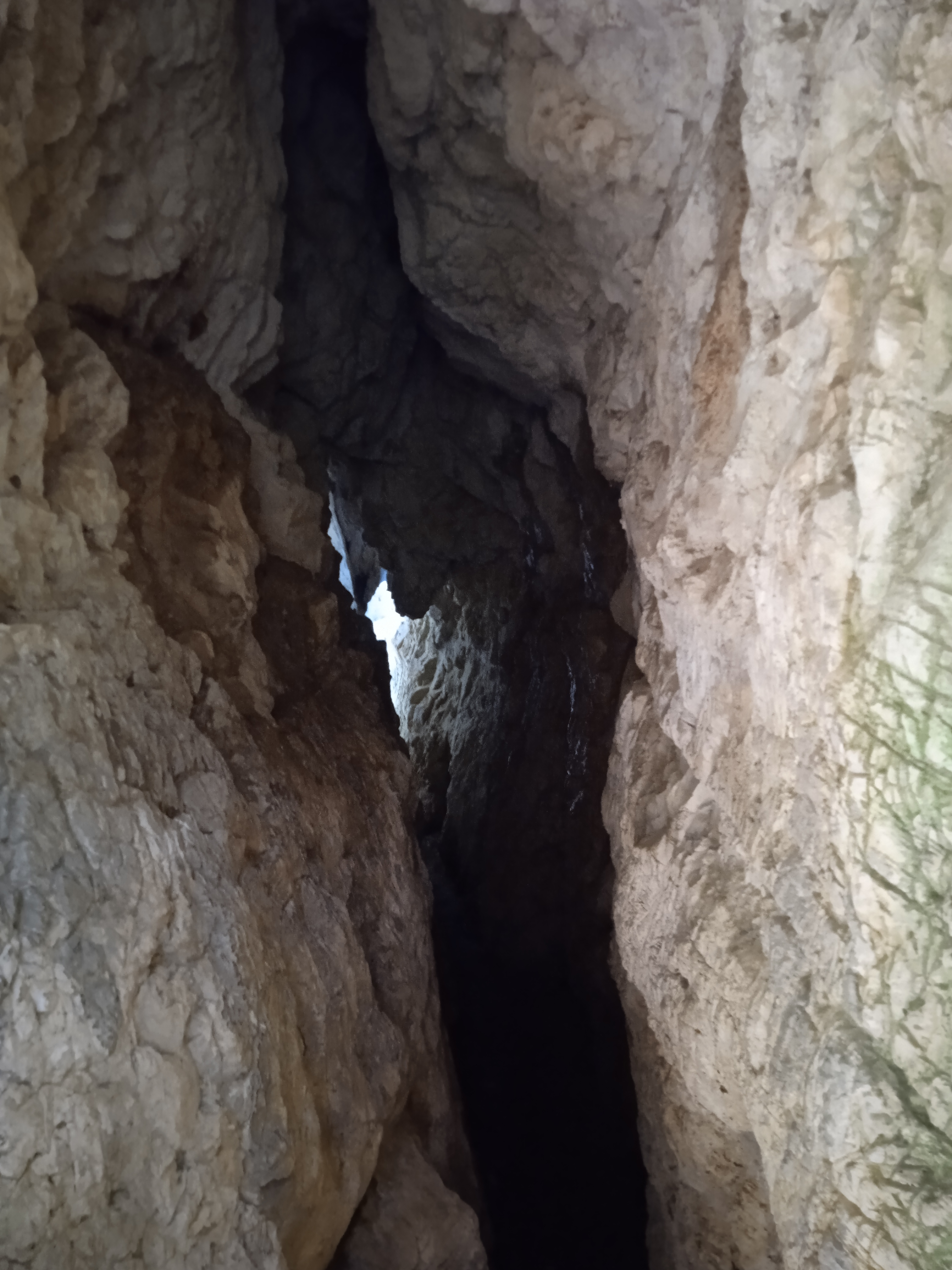
A Csákvári-barlang egyik része

Ennél régebbi fauna barlangból nem került elő azelőtt. Leginkább ez tette híressé a barlangot. A Csákvári-barlangból előkerült leleteket átnézve feltűnik, hogy viszonylag kevés köztük a barlangi medve csontja. Ennek az a magyarázata Kadić Ottokár, a barlang feltárója szerint, hogy ezen a vidéken ritkán fordult elő barlangi medve. Ennek ellentmond Hillebrand Jenő szerint az, hogy a Vértes hegység és a Gerecse hegység barlangjaiból barlangi medvének sok csontja került elő, ami azt bizonyíthatja, hogy ezeken a területeken sok barlangi medve élt. Ezeknek a barlangoknak mindegyike emberlakta barlang. A medvecsontok is az ősember által kerültek a barlangokba, mert a legtöbb csont fel van törve. Azért vannak feltörve a csontok, mert a bennük lévő csontvelőt így tudta az ősember kiszedni. A csákvári barlang medvecsontjainak kis száma ezért nem azt tanúsítja, hogy ezen a vidéken kevés barlangi medve élt, hanem azt, hogy ebben a barlangban nem lakott az ősember (ezért nem hagyta az üregben táplálékának maradványait). (A barlang feltárását Kadić Ottokár és Kretzoi Miklós ismertették a Barlangkutatás című folyóirat 1926–1927. évi évfolyamában, 14–15. kötet, 40–60. oldal.)
Az 1937-ben megjelent, Szeghalmy Gyula által írt könyvben az olvasható, hogy Mórról lehet eljutni a Vértes hegység D-i lejtőin lévő Csákvár melletti Csákvári-barlanghoz, amelynek ősállatkövületei, régészeti emlékei híresek világviszonylatban is. Ahogy általában a barlangok, úgy a dunántúli barlangok is rejtekhelyei voltak a legrégibb időktől kezdve az egymást váltó korszakok állatainak és embercsaládainak. A Fejér megye É-i részén elhelyezkedő Csákvár barlangjában a 12–15 millió évvel ezelőtti felső miocén kor szarmáciai emeletéből sok ősállatkövület került elő. A talált kövületek egy része azoké az állatoké, melyek a barlangban tanyáztak, pl. medvéé, hiénáé és tigrisé, másik részük azoké az állatoké, melyeket a nagyragadozók behurcoltak a barlangba és zsákmányként elfogyasztottak, pl. őslóé, ősszarvasé, ősantilopé és gazellaféléké. A csákvári barlang pleisztocén mészkőtörmelékének agyagos guanójából előkerültek a hajdan itt élt emberek tűzhelyei, kezdetleges eszközei és csontmaradványai. A Vértes hegységnek Fejér megye síkja felé ereszkedő részén lévő Csák település határában, felső triász fődolomitba ágyazva van a Bárcaháza-barlang, amely felső miocén ősemlős kövületei miatt világszerte híres.
Csákvár Barcaháza nevű sziklaüregében Kadić Ottokár és Kretzoi Miklós megkövesedett csontmaradványokat találtak. Azért is nevezetes ez a sziklaüreg, mert az utókornak megőrizte az elmúlt évezredek három faunáját, amelyek egymásra települtek. Legfelül, a vékony alluviális réteg alatt feküdtek a holocénnak a jelenlegivel majdnem azonos állatfajai, kőkori emberek csontjaival és primitív eszközeivel vegyesen. Az alatta lévő mészkőtörmelékes, kitűnően tartósító barlangi agyag megőrizte a pleisztocén fauna 16 képviselőjét, a Homo sapienssel az élükön. A megkövesedett csontbreccsa között voltak farkas, hiéna, barlangi medve, kardfogú tigris, háromujjú ló, taránd, nemesgím, bölény, Megaceros és őstulok maradványok. A pleisztocén réteg feltárása után a barnás és szürke szarmata agyagrétegből kerültek elő a barlang tulajdonképpeni kincsei: a felső miocén kipusztult állatvilágának több érdekes képviselője (ősmedve, cibetmacska, hiéna, őstigris, őshód, őshangyász, ősorrmányos, zsiráf, ló, gazella, antilop és teknősbéka).

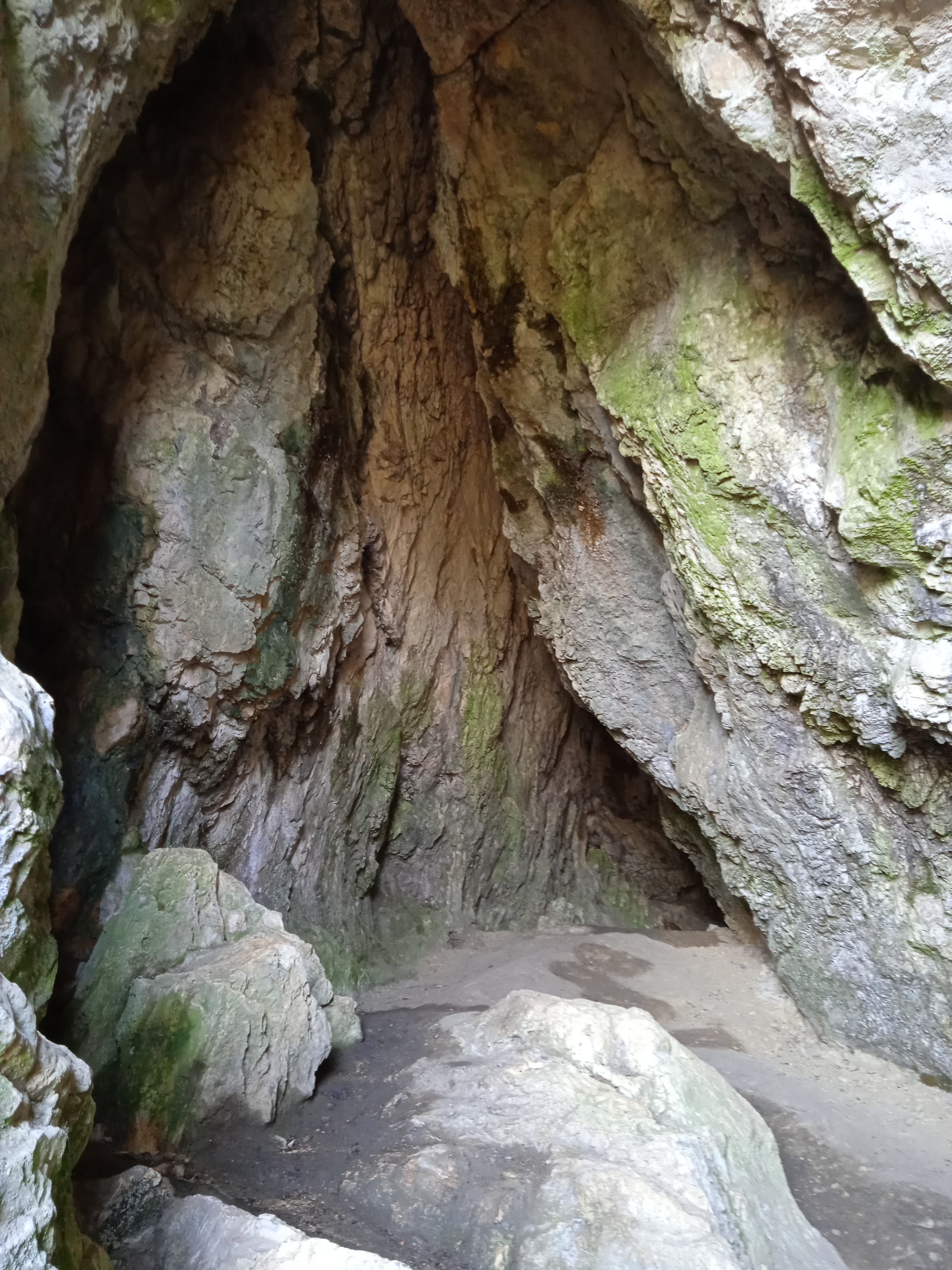
A Csákvári-barlang egyik része

Csákvár Európaszerte híres nevezetessége a település határában található Bárcaháza nevű barlang, amelynek kitöltésében Kadić Ottokár és Kretzoi Miklós őslénykutatók három geológiai korszak faunáját találták meg. Legfelül a holocén állatvilágának jellegzetes csontmaradványai és a neolitikum emberének nyomai voltak. Az ez alatt húzódó mészkőtörmelékben és barlangi agyagban a diluviális fauna majdnem minden képviselőjének és a Homo sapiensnek maradványai következtek. Ezeknél azonban sokkal értékesebbek voltak a még mélyebben lévő miocén szarmata rétegből előbukkant ősmaradványok, nevezetesen őshód, kardfogú tigris, négyagyarú masztodon, őselefánt, őshangyász, háromujjú ló, ősorrszarvú, antilop, gazella és zsiráf csontmaradványok. A barlang azért különleges, mert a benne talált fauna 2–3 egyező alakon kívül nincs rokonságban sem a közeli Polgárdi, sem a Vas megyei Baltavár faunájával.

### 1939–1957
Az 1939-ben kiadott, Polgárdy Géza által írt, Vértes hegység kalauza című kiadványban szó van arról, hogy a Vértes hegységnek két földtani nevezetessége van: a Csákvári-barlang és a Szelim-lyuk. Csákvár közelében helyezkedik el a Báracháza, amelynek újabb neve Esterházy-barlang. A triász dolomitban lévő hasadékok mentén keletkezett kis barlangot 1925-ben kezdték el kiásatni. Ekkor a barlang kitöltésének pleisztocén üledékeiből emberi maradvány (balkéz mutatóujjának középcsont töredéke) is előkerült. Mellette pl. barlangi medve és borz csontjai voltak. Sokkal fontosabbnak találták azonban a barlang idősebb rétegsorát, a legfelső miocént képviselő kitöltést, amelyben pikeroni típusú fauna volt. Ennek a faunának az alakjai között a háromujjú ősló (Hipparion) volt a leggyakoribb. Sok ragadozó maradvány mellett megtalálták a kardfogú tigris (a Machairodus) maradványát is. Zsiráfokkal rokonságban lévő ősállat maradványait is felfedezték, gazella és őzfélék mellett az üregben. Általában olyan fauna élt itt, amelynek alapján biztosan lehet arra következtetni, hogy a miocén végének környékén ezen a tájon sokkal melegebb volt a klíma a jelenleginél. Egyedülálló az Esterházy-barlang miocén faunája azért is, mert pikermi típusú fauna eddig nem került elő barlangból.
A csákvári római katolikus templomtól 40 perc alatt érhető el jelzetlen úton a Báracháza barlang (Esterházy barlang, Csákvári barlang). Az út végén fel kell kapaszkodni a messziről is látható barlangbejárathoz. A barlang bejárata ráccsal el van kerítve. (A kulcs beszerezhető Juhász József gazdától, Öreg utca 96.) A barlang a Guba-hegy sziklás K-i lejtőjén, 204 m tszf. magasságban található. Feltárását 1925–1926-ban Kadić Ottokár és az MTE Székesfehérvári Osztálya végezték. A barlangnak három nyílása van, amelyek közül a középső vezet a barlangba, míg a két szélső csak kis hasadék. A bejárat után kis előtérbe lehet jutni, amelyet egy DNy és egy ÉNy irányú, függőleges sziklafal vesz körül. Az ÉNy-i fal DNy-i részéből nyílik a főhasadék, amelynek 5 m magas és 1,5 m széles nyílása ÉNy irányú bejárati folyosóba vezet, amely 4 m hosszú. Ez Ny-ra egy kb. 8 m hosszú külső terembe vezet, amely fokozatosan szűkül és 5 m-es összekötő folyosóban folytatódik, majd innen egy Ny-i irányú belső teremmel végződik a barlang.

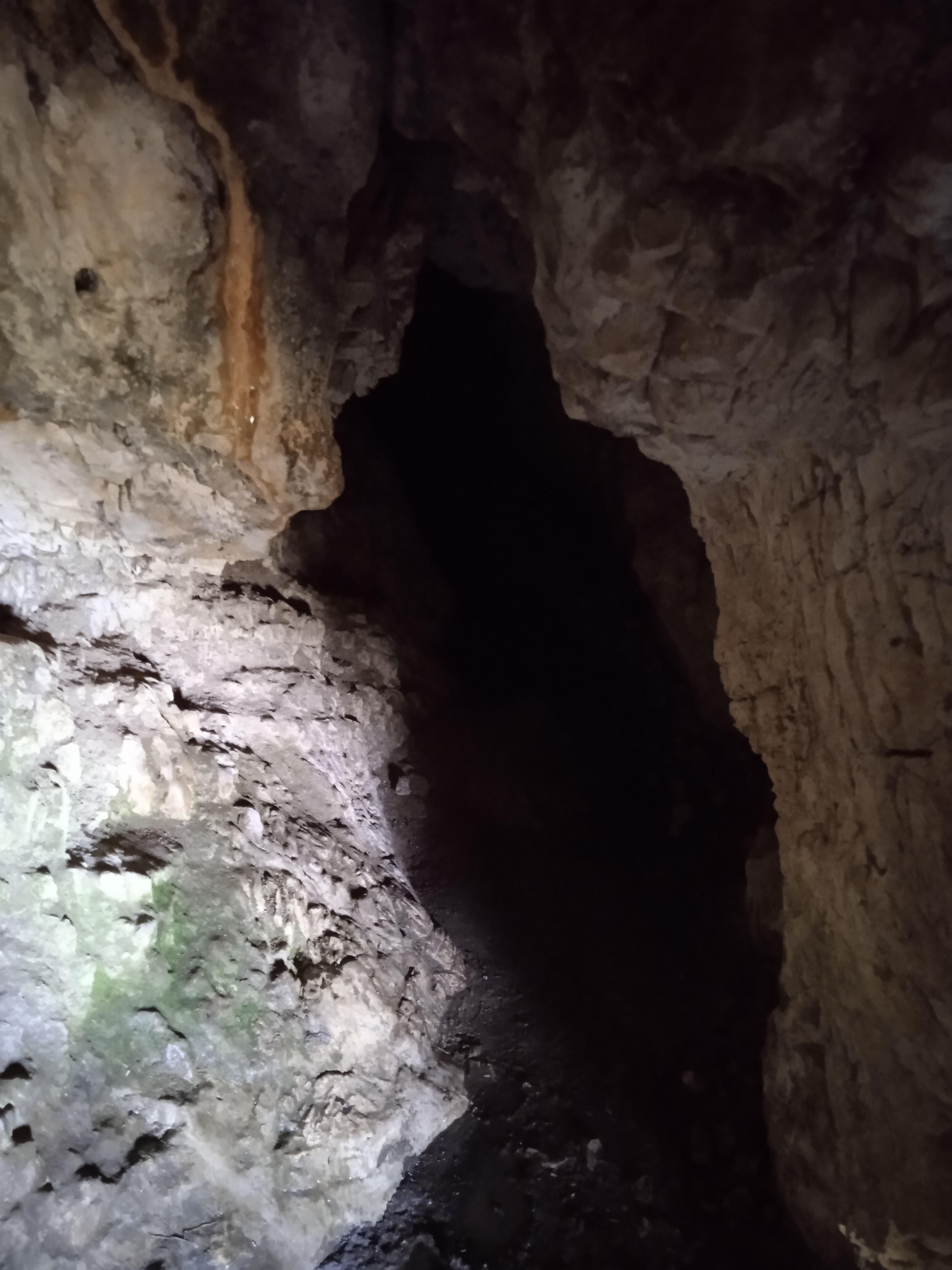
A Csákvári-barlang egyik része

A főhasadékot az elején metszi egy másik hasadék, amely két részből áll: egy DNy–ÉK irányú és 7 m hosszú részből, illetve egy DK–ÉNy irányú és 4 m hosszú részből. A barlang feltárásakor a felső, fekete humuszos réteg alatt, kb. 1 m vastag, világosbarna összeálló anyag került elő, amelyben szarvas, vadló, barlangi hiéna, barlangi medve és más, jégkorszaki emlősök csontjai voltak. Ebből a rétegből, az állati csontmaradványok közül származik egy emberi balkéz mutatóujjának középcsont töredéke és egy gímszarvas gyökéren átfúrt gyöngyfoga is. A legértékesebb lelet a barlang fenekéről került elő. Kb. 1,5 m vastag, agyagos réteg borította a barlang fenekét, amelyben megtalálták a szarmata kor állatvilágának, a Hipparion faunának nevezett állattársaság értékes és érdekes állatfajait. A barlang mellett fel lehet mászni a Guba-hegyre. A könyvben publikálva lett a barlang alaprajz térképe. A Kadić Ottokár által végzett barlangfelmérésen alapuló rajzot Kadić Ottokár rajzolta.
Az 1939. évi Búvárban közölt, Kadić Ottokár által írt cikkben az van írva, hogy a Magyar Királyi Földtani Intézet Múzeumában kiállított csontok többsége jégkori állatoktól származik, de vannak olyanok is, amelyek melegebb időszakokból kerültek elő, amikor Magyarországon meleg földközi, sőt, trópusi éghajlat uralkodott. Ilyen lelet a csákvári Eszterházy-barlangból előkerült állattársaság, amelynek tagjai: háromujjú ló, masztodon, dinotérium, zsiráf, gazellák és antilopok. Az 1939. évi Földtani Közlönyben lévő, Mottl Mária által írt tanulmányban az olvasható, hogy a Vértes hegységben, 204 m tszf. magasságban nyíló Csákvári-barlang kultúrleletének ősrégészeti kora még nincs megállapítva, annak aurignacien kultúrához tartozása nem biztos.

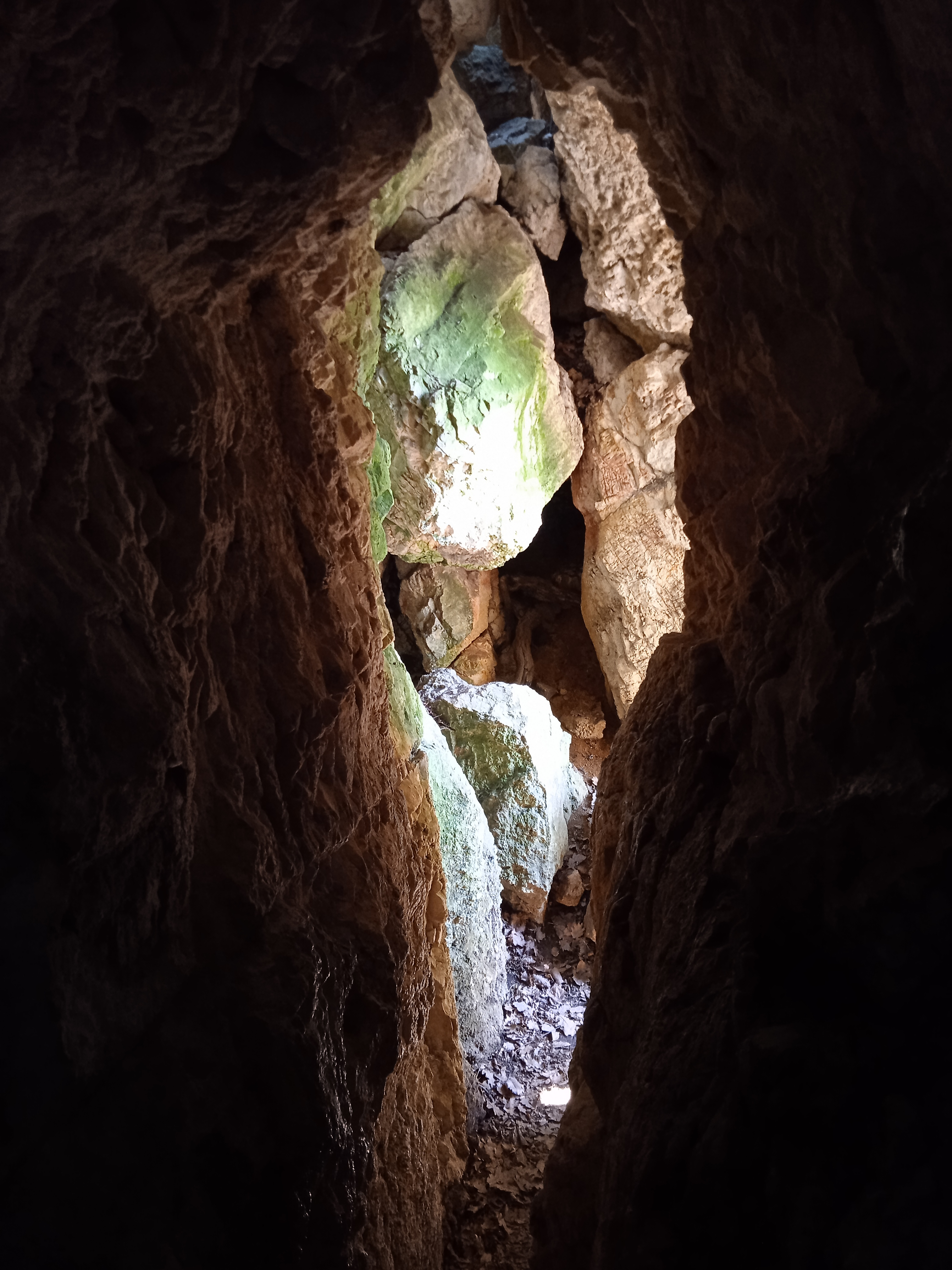
A Csákvári-barlang egyik része

Az 1939. évi Barlangvilágban napvilágot látott, Kadić Ottokárné által írt publikációból megtudható, hogy a Szeleta-barlangban, Puskaporosi-kőfülkében, Herman Ottó-barlangban, Büdös-pestben, Esterházy-barlangban (Csákvár), Suba-lyukban, a felsőtárkányi sziklaüregekben és végül a Pes-kő-barlangban sok éven keresztül végzett ásatások mind külön-külön nemcsak Kadić Ottokárnak, a kutatónak, hanem Kadić Ottokárnének is, aki ezekben a kutatásokban részt vett és segédkezett, felejthetetlen élmények voltak. Ezek az ásatások Kadić Ottokár és Kadić Ottokárné életének legszebb emlékei közé tartoznak. Az 1939. évi Barlangvilágban kiadott, Mottl Mária által írt tanulmány szerint az nem véletlen, hogy a Rissnél idősebb faunák csontmaradványai már nem barlangi üledékekben, hanem vörösagyagos hasadékkitöltésekben, vagy más külszíni lerakódásokban fekszenek. Csak nagyon különleges esetben fordul az elő, hogy ilyen idős állatcsontokat is rejt valamelyik barlang, mint pl. a csákvári Esterházy-barlang és a polgárdi üregek hipparionos faunáját.
Az 1939. évi Barlangvilágban megjelent és Kadić Ottokár által írt dolgozatban meg van említve, hogy a Bükk hegységben lévő Szeleta-barlanghoz, Balla-barlanghoz, Herman Ottó-barlanghoz, Kecske-lyukhoz, Három-kúti-barlanghoz, Istállós-kői-barlanghoz, Büdös-pesthez és Puskaporosi-kőfülkéhez hasonló jelentőségűek a dunántúli barlangok, pl. a Vértes hegységben található csákvári Esterházy-barlang. Az 1940. évi Búvárban az van írva, hogy az Esterházy-barlangban olyan állatvilág csontmaradványaira bukkantak Kadić Ottokárék, amely bámulatba ejtette a barlangokat fürkésző őslénykutatókat. A barlang legaljára rakódott, harmadkori márgarétegben voltak a háromujjú ló, az orrszarvú, a masztodon, a zsiráf, a gazellák, a hiénák és hasonló, csak trópusi meleget kedvelő emlősök csontmaradványai. Olyan őslénytani barlangi lelet ez, amilyenhez hasonló máshol nem került elő.
Az 1941-ben napvilágot látott Magyar turista lexikonban külön szócikke van a barlangnak. A kiadvány szerint a Báracháza barlang (Vértes hegység) Csákvár közelében, a Guba-hegy K-i lejtőjén, 204 m tszf. magasságban helyezkedik el. Három nyílása van, amelyek közül a középső vezet a barlangba, a másik kettő pedig csak kis repedés. A barlangot 1925–1926-ban Kadić Ottokár és székesfehérvári turisták tárták fel. Szarvas, vadló, barlangi medve, barlangi hiéna és egyéb jégkorszaki csontmaradványok közül előkerült egy emberi balkéz mutatóujjának középcsonttöredéke és egy gímszarvas gyöngyfoga is, amely a gyökerén lett átfúrva. Kb. 1,5 m vastag, agyagos réteg borította a barlang fenekét. Ebben a rétegben megtalálták a szarmata kor állatvilágának (a Hipparion-faunának) értékes és érdekes állatfajait.
Az 1942-ben kiadott, Budapest története című könyv Tompa Ferenc által írt fejezetében szó van arról, hogy a Dunától Ny-ra csak a csákvári barlangból (Fejér megye) került elő egy bütykösdíszű edény, amely a bodrogkeresztúri kultúrába sorolható. Az 1942. évi Természettudományi Közlönyben lévő tanulmányban az van írva, hogy nagy feltűnést keltett a szakemberek között, amikor a csákvári Báraczháza barlangban, a későbbi Esterházy-barlangban, a Kadić Ottokárék által végzett ásatás során, a kitöltés egyik mélyen lévő rétegében megtalálták a hipparion, rinocérosz, masztodon, dinotérium, zsiráf, gazella és sok más olyan emlősfaj csontjait, amelyek trópusi éghajlatra utalnak. Ez az első eset, hogy ennyire régi, a harmadkor végén élt emlősök maradványait barlangban találták meg.

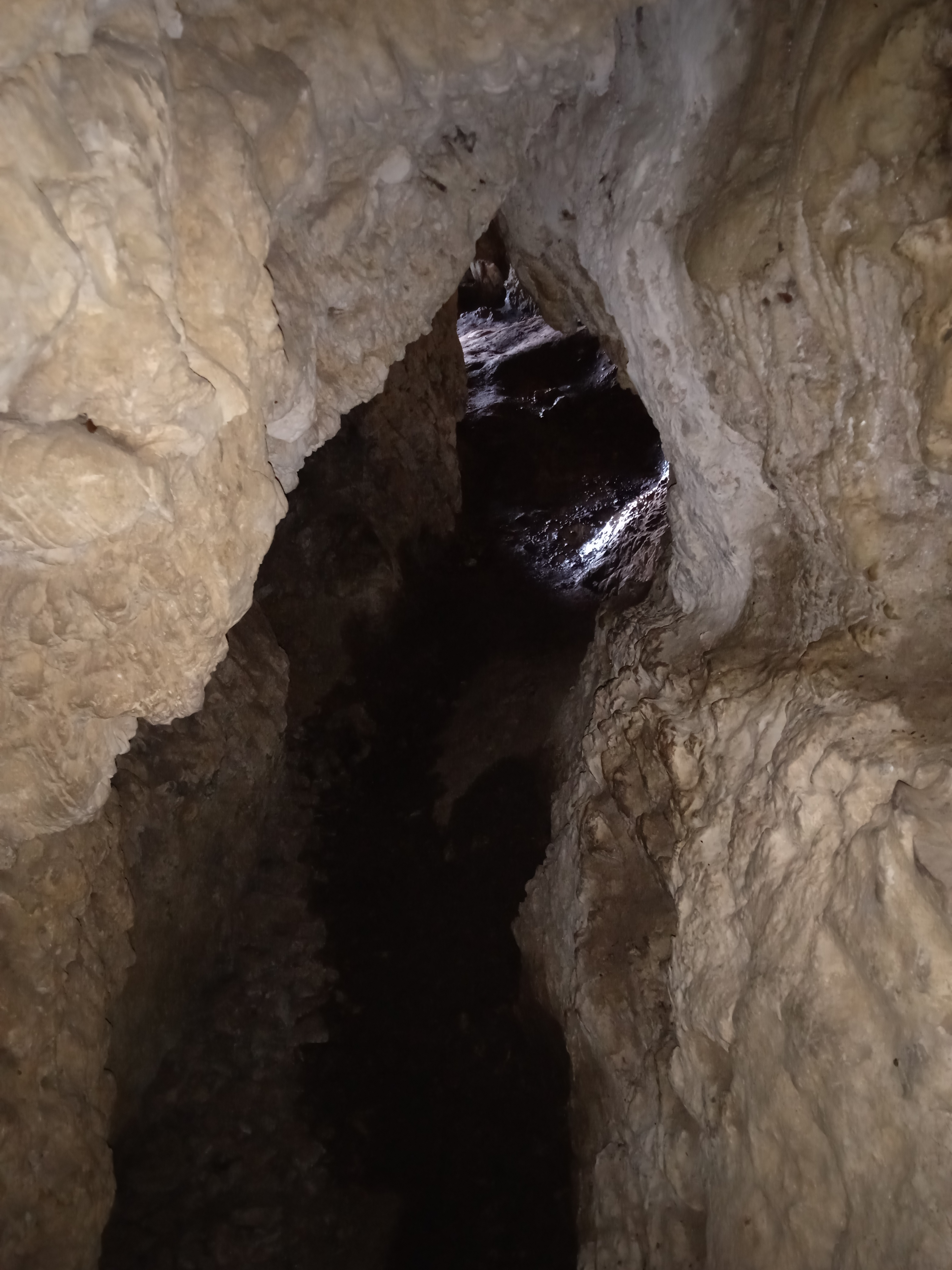
A Csákvári-barlang egyik része

A Természettudományi Közlöny 1943. évi 230. pótfüzetében az olvasható, hogy a természetvédelemről szóló 1935. IV. tc. alapján az Országos Természetvédelmi Tanács 1939-ben történt létrejötte óta a földművelésügyi miniszternek a vallás- és közoktatásügyi miniszterrel egyetértve hozott határozatai alapján az Országos Természetvédelmi Tanács javaslatára törvényes védelem alá került pl. a Csákvár határában (Vértes hegység), az Esterházy Móric tulajdonában lévő erdőben található Báracháza-barlang és a barlang 25 négyszögölnyi felszíni területe (1941. június 20-tól a 49.952/1941. számú FM határozattal).
A Magyar Turista Élet 1943. évi 13. (július 15-i) számában meg van említve, hogy védetté lett nyilvánítva a Vértes hegységben lévő egyik barlang. Az 1945-ben kiadott, a Magyar Állami Földtani Intézet 1936–1938. évekről szóló jelentésében található, Mottl Mária által írt tanulmányban szó van arról, hogy a csákvári barlang kultúrleleteinek kora még jelenleg sincs pontosítva. A barlang leletei vagy az aurignacien, vagy a solutréen kultúrába tartoznak. Az 1948. évi Hidrológiai Közlönyben meg van említve, hogy a Dunántúli-középhegységben található magasan elhelyezkedő forrásbarlangi nyílások közül egyik a Vértes hegységben lévő csákvári barlang (80 m viszonylagos magasság).
Az Archaeologiai Értesítő 1955. évi évfolyamában az olvasható, hogy a lovasi festékbánya kora a würm interstadiálisnak valószínűleg az első harmadára, de mindenképpen a jégmentes szakaszra tehető, és kultúrája azonosítható a Csákvári sziklaüreg, a Jankovich-barlang, a Szelim-lyuk, a Pilisszántói 2. sz. kőfülke, a Kis-kevélyi-barlang, a Bivak-barlang és a Magyarországon kívül található, de leletanyagában azonos Pálffy-barlang felső rétegének leleteivel, melyeket közös megjelöléssel a szeleta-kultúra dunántúli csoportjának nevezünk. Az 1957. évi Természetjárásban lévő, Vértes című cikkben szó van arról, hogy a Báracháza Ny-i oldalán található hegyháton KDK-i irányban kell kimenni annak peremére. Ezen a helyen, sziklákon kell leereszkedni a barlanghoz (2. fénykép). A több bejáratú barlang feltárását 1925–1926-ban Kadić Ottokár és székesfehérvári turisták végezték. Nagyon értékesek az üreg prehisztorikus leletei. A barlangot a szőlőkön át lehet elhagyni. A cikkhez mellékelt egyik fényképen a Csákvári-barlang bejárata és bejáratának környéke figyelhető meg. A fényképet K. V. készítette.

### 1962–1977

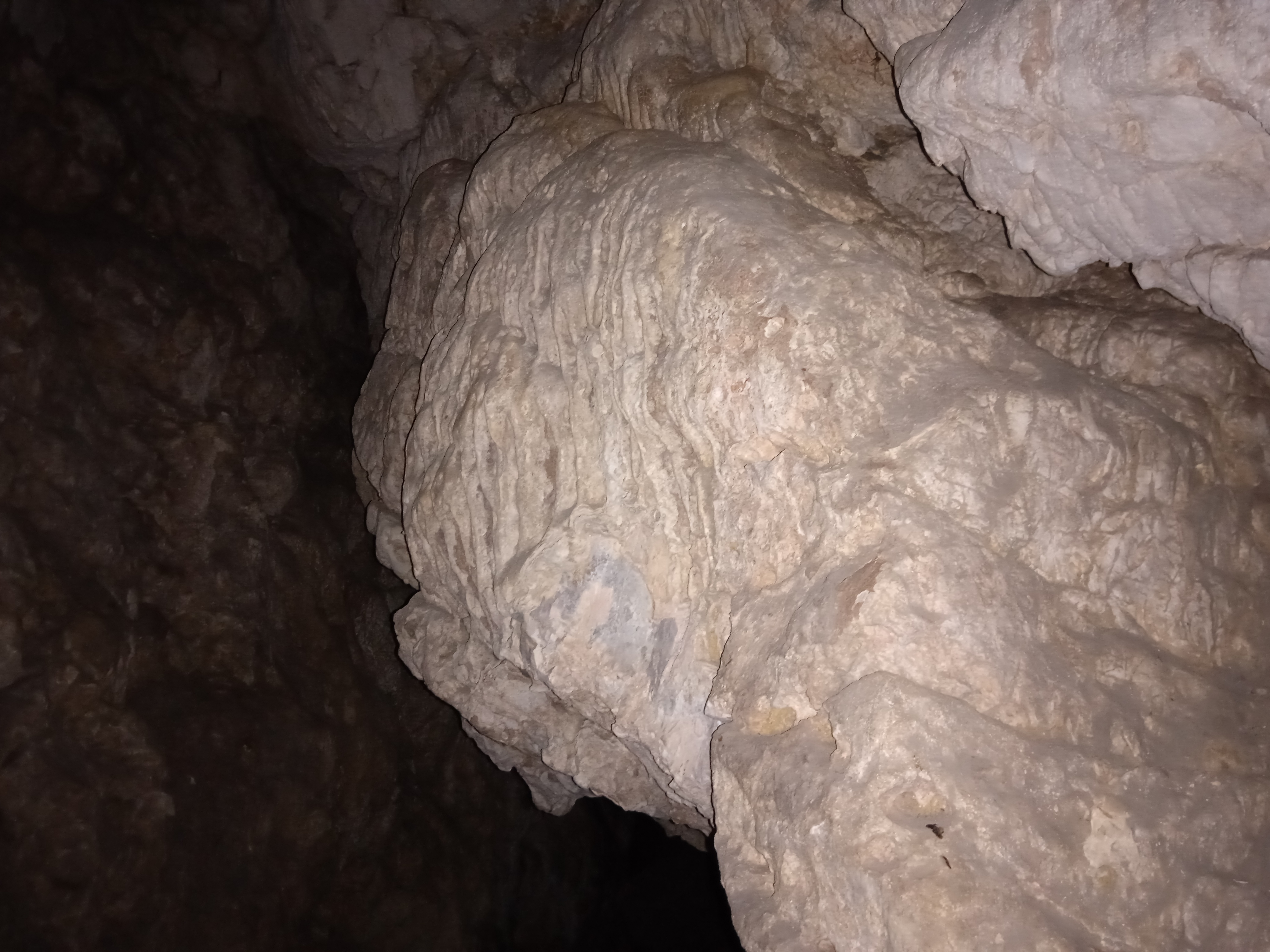
A Csákvári-barlang egyik része

Az 1962-ben kiadott, A barlangok világa című könyv szerint a Csákvár–Lovasberény közötti medence szélén, a Csákvár–Mór közötti út É-i oldalán, a Vértes hegység gerincéről kiugró nyúlvány oldalán van a csákvári Báracháza-barlang három bejárata. A bejárattól balra (DNy-ra) található sziklára római felirat lett vésve, melynek már csak nyomai vannak meg. A felirat Rómer Flóris szerint: Dianae sacrum, Marcus Aurelius Constantinus, Veteranus, exceptor praefecti et optio balneari praetoris, votum solvit merito. A három bejárat közül a DNy-i és az ÉNy-i hasadék csak rövid, pár méteres üreg, a középső az igazi barlangbejárat, amely egy alacsony folyosón keresztül össze van kötve az ÉNy-i üreggel. A barlang főága kb. 20 m hosszú, kissé emelkedik befelé, irányát pedig többször változtatja. A barlang falát néhány helyen cseppkőkéreg fedi. A barlangot Láng István kezdte kutatni 1924-ben, majd Kadić Ottokár és Kretzoi Miklós ásattak benne. Az a nevezetessége, hogy itt találtak először Magyarországon barlangban harmadidőszaki (szarmata) állati csontmaradványokat (Hipparion).
Nagyon kevés pleisztocénnél idősebb barlang van és nagyon kevés olyan barlang, amelyben pleisztocénnél idősebb ősmaradványokat találtak. Ezen a téren nagyon nevezetes lett a Vértes hegység D-i oldalán, Csákvár szélén nyíló Báraczháza nevű barlang. Ez a barlang megőrizte a fiatal harmadidőszak állatvilágának sok jellegzetes alakját. A maradványok között (ahogy ez a barlangokban általában lenni szokott) nemcsak azoknak az állatoknak az ősmaradványai találhatók meg, amelyek a barlangban éltek, hanem a barlangban élő ragadozók által behurcolt zsákmányállatok maradványai is. Legtöbbször egyértelmű nyomai vannak annak, hogy a barlangba egyes állati maradványok prédaként kerültek. A csontokon fogak rágási nyomai látszanak, vagy pedig a csontok úgy vannak feltörve, hogy az félreismerhetetlenül elárulja azt, hogy ragadozók ropogtatták szét a zsákmányállatok velős csontjait. Minderre a Báraczháza leletanyaga is jó példa, amelyben legnagyobb tömegben a háromujjú ősló, a Hipparion maradványai fordulnak elő.

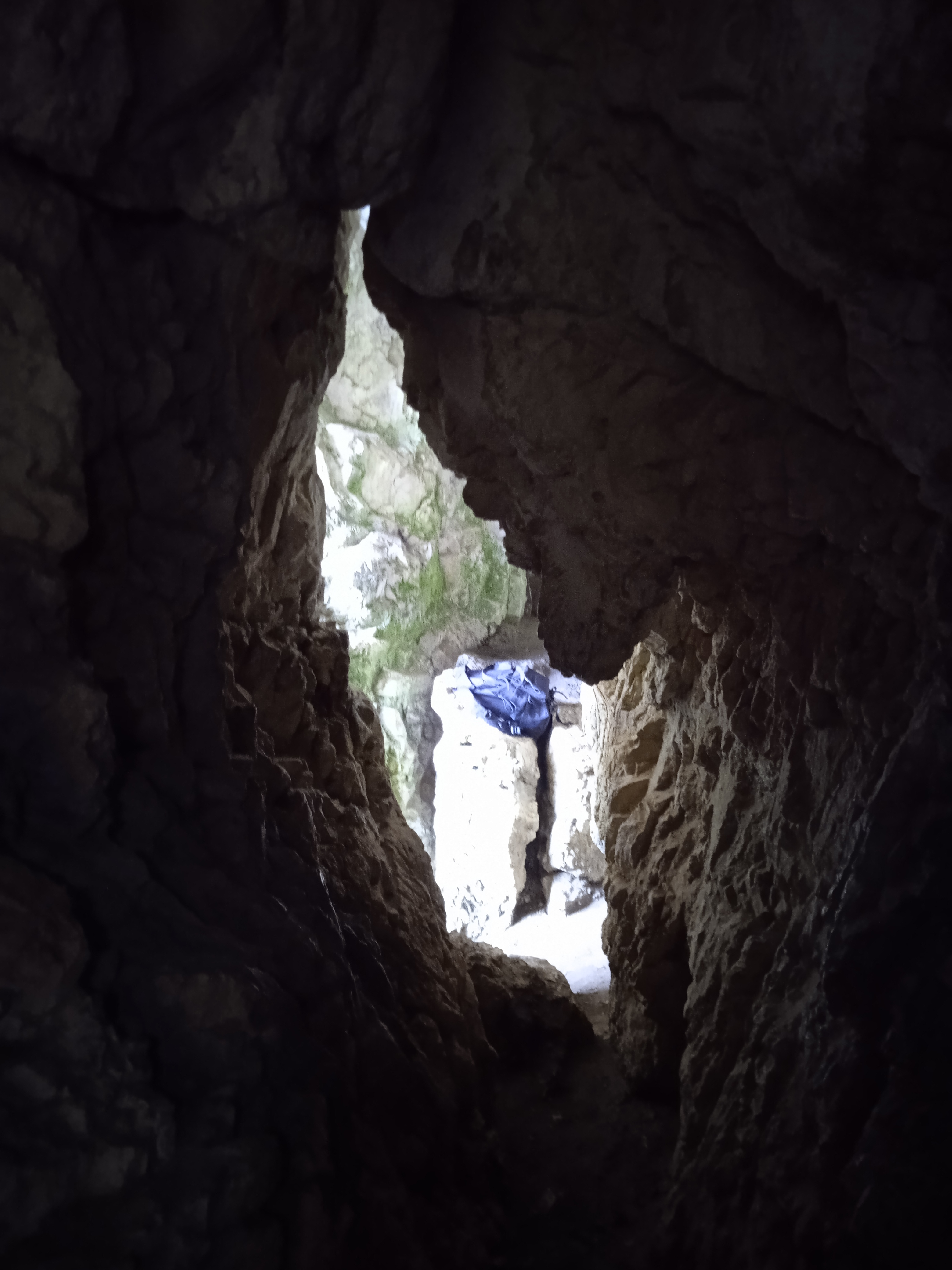
A Csákvári-barlang egyik része

Egyértelmű, hogy a Hipparion, mely kb. zebranagyságú állat volt, nem tartozott a barlangban élő fajokhoz. Nemcsak nagysága volt hasonló a zebráéhoz, hanem életmódja is. A zebrák a füves pusztákon kisebb-nagyobb ménesekben élnek együtt és gyakran lesznek ragadozók zsákmányai. Régen, 6–8 millió évvel ezelőtt, a fiatal harmadidőszak során így történhetett ez Csákvár környékén is. Ugyanis ragadozókból, pl. kardfogú tigrisből (Machairodus) sem volt kevés. A jelenlegi Csákvár környékén ez a veszedelmes és vérengző ragadozó is előfordult akkoriban, és minden bizonnyal a kardfogú tigris felelős a sok megrágott és feltört háromujjú ősló csontjáért. Az ősi maradványai miatt nevezetes Csákvári-barlangon kívül Magyarország barlangjaiban csak a legfiatalabb földtörténeti múltból, a pleisztocénből megmaradt csontmaradványok lettek felfedezve.
Az 1962. évi Karszt- és Barlangkutatási Tájékoztatóban lévő, Láng Sándor által írt tanulmányban meg van említve, hogy a Vértes hegységnek aránylag a barlangtani és karsztirodalma a legbővebb, főleg a híres, csákvári Báracházai-barlangé. A hegységben ritka a karsztjelenség, a néhány kis forrásbarlang (pl. a Csákvári-barlang) szépen bizonyítja a hegység fiatal felemelkedését. Az 1964. évi Karszt- és Barlangkutatási Tájékoztatóban publikált, a Magyar Karszt- és Barlangkutató Társulat 1964. március 22-i közgyűlésén tartott elnöki megnyitóbeszédben Bogsch László kitért arra, hogy a Csákvári-barlangból pliocén fauna került elő. A barlang az egykor pikermi típusúnak nevezett emlősvilág páratlanul érdekes és értékes, nagyon gazdag anyagát szolgáltatta. Az 1965. évi Archaeologiai Értesítőben lévő, Kalicz Nándor által írt tanulmányban meg van említve, hogy a Csákvári-barlangból, amely Budapest környékén elhelyezkedő lelőhely, szintén előkerültek a ludanicei csoport telepleletei. Patay Pál a Csákvári-barlang edényét is a ludanicei csoporthoz sorolta.
Vértes László 1965-ben kiadott könyvében az van írva, hogy a Csákvári sziklaüreg (Báracháza) Tatától 30 km-re helyezkedik el. 1925 és 1952 között őslénytani ásatást végzett benne Kadić Ottokár, majd Kretzoi Miklós, akik értékes Hipparion faunát gyűjtöttek késői harmadkori rétegéből. Efelett felső pleisztocén kitöltés is volt, amelyben régészeti leletek feküdtek. Kadić Ottokár említett egy aurignaci kultúrájú átfúrt szarvasszemfogat. A Nemzeti Múzeum gyűjteményébe mostanában került az 1925-ben és Kretzoi Miklós újabb ásatásaikor gyűjtött régészeti anyag, amelyben több őskőkori kultúra értékes tárgyai vannak. Találhatók közöttük a tataiakkal azonos nyersanyagú és kidolgozású kaparók, és egy levélkaparószerű, szépen megmunkált kaparókés. Ezek a dunántúli késő moustiéri körhöz sorolhatók tipológiai alapon is. Nem lehet rekonstruálni az eredeti rétegtani helyzetet. A régi ásatásokon fiatalabb, az új ásatásokon (régészeti leletek nélkül) idősebb pleisztocén faunát talált Kretzoi Miklós, aki szerint Riss–Würm kori az idősebb, a fiatalabbat Woldstedt P. értelmezése alapján Mittelwürmbe, tehát a W ½-interstadiálisra vagy a W 2 eljegesedésre helyezi.

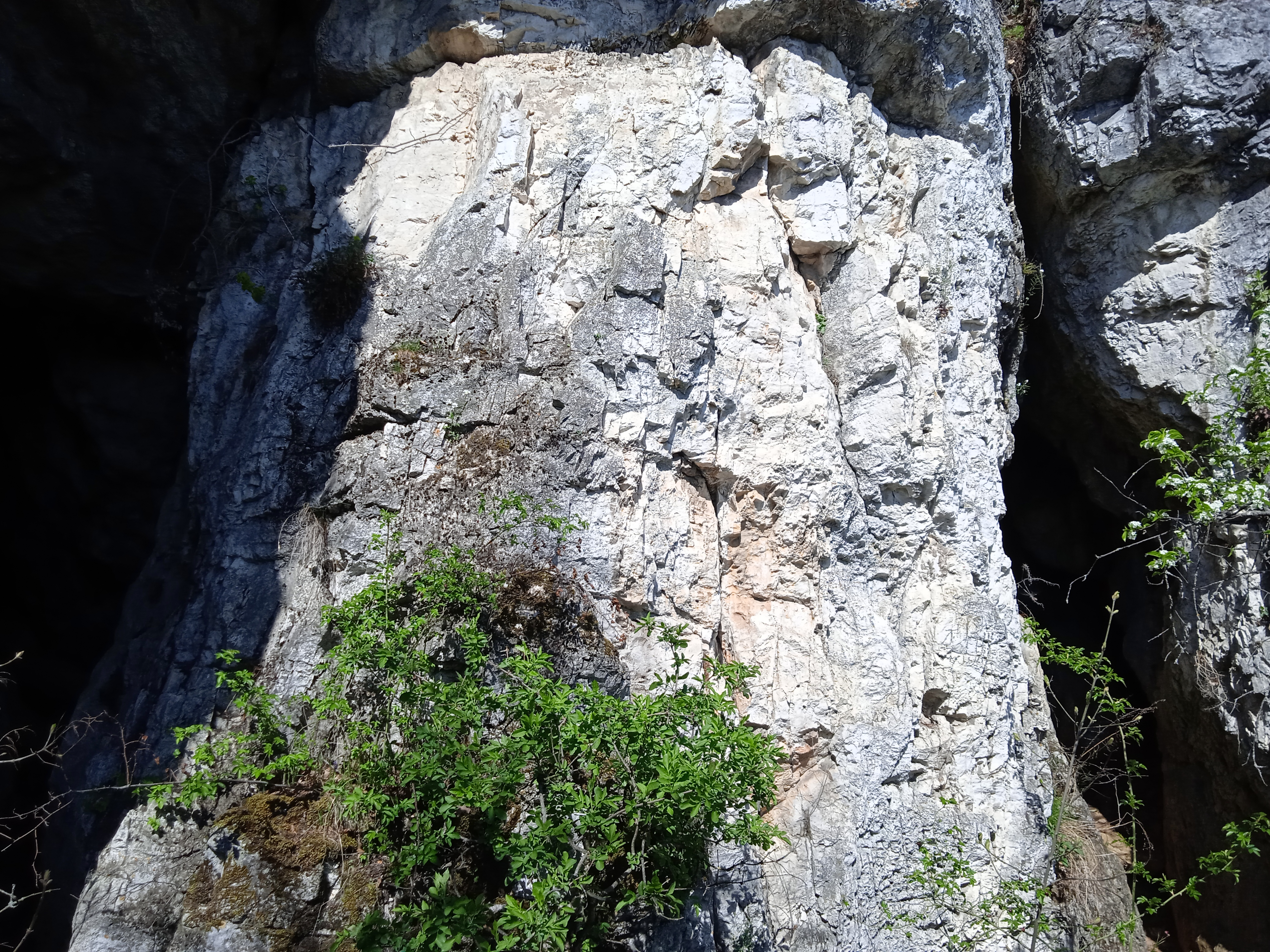
A Csákvári-barlang jobb oldali és középső bejárata közötti rész

Azonban ebben az állattársaságban is vannak olyan fajok, amelyek korábbi időpontra engednek következtetni, mint pl. a Spalax, az Apodemus és a Bufo. Elképzelhető, hogy két szintre oszlott eredetileg a fiatalabb fauna is. Tata helyzete ez esetben is faunisztikailag a két csákvári fauna közé esik. A Csákvári-barlang moustiéri leletei a Szelim-lyuk és a Kis-kevélyi-barlang leleteivel egyenlő korúak, valamint azonos elbírálásuk is. Az átmeneti barlangi tanya fiatalabb a tatai lelőhelynél és nincs benne a W 1 utolsó kontinentális kilengése idejéről való lelet. A tatai ipar korával megegyezik kultúra szempontjából a Csákvári-barlang moustiérije, amely a W 1 tartamára esik. A moustiéri felett fiatalabb kultúra van, amelynek anyagát tipológiailag nem lehet biztosan meghatározni.
Rétegsor nem áll rendelkezésre, de a fauna gondosan meghatározott és változatos. A fiatalabb állattársaságból hiányoznak a szélsőséges sztyepp-elemek. Az óriásgím és a barlangi medve maradványok alapján a W ½-interstadiálisnál sem lehet fiatalabb. A kovaeszközök közül a tatai típusúak a legjellegzetesebbek. De van néhány felső paleolit jellegű is: törpe penge, árvéső-szerű csúccsal ellátott töredék, és olyan bulbusos radiolarit szilánk, amely a Jankovich-barlang eszközeihez hasonló. A csontkészítmények különös figyelmet érdemelnek. Kadić Ottokár aurignacinak határozta meg a kultúrát egy átfúrt szarvasszemfog miatt. Az újabb ásatásokkor előkerült egy második átfúrt szarvasszemfog is, és néhány olyan tárgy, amely nagyon ritka az őskőkorszakban; mammutagyarból faragott öt különböző karperec töredékei.
A barlangot a rómaiak is használták kultuszhelyként és az őskor különböző kultúráinak maradványai is megvannak benne. A gyanú így felmerülhetett, hogy nem őskőkoriak a nem biztos rétegtani fekvésben előkerült tárgyak. Nagyon valószínűsítik pleisztocén korukat nyersanyaguk luminescens fényben való vizsgálata, valamint a Földvári A.-né által végzett fluorteszt eredményei. Azonos megtartásúak a Jankovich-barlangban talált mammutagyar eszközökkel és megmunkálási módjukban is hasonlóak. Különböző keresztmetszetűek a karkötők és gondosan csiszolták felszínüket. Négy díszítetlen volt, egyet párhuzamos, apró rovátkákkal díszítettek. Az európai őskőkorszakból kevés karperec ismert és azok egy része is a csákváriaktól eltérő jellegű: nyitott, mint pl. a mezini meanderdíszítésű karkötő, vagy fonott, mint a willendorfi Vénusz karján ábrázolt karkötő.
A Jankovich-barlang csonteszközeinek megtartásával való megegyezés és faunája, valamint a dunántúli szeletai eszközkincsébe beillő, ha nem is tipikus kovaeszközök szerint ez a leletegyüttes a legnagyobb valószínűséggel a dunántúli Szeleta-kultúra fejlett szintjéhez sorolható és kora a W 2-eljegesedés elé tehető ugyancsak a faunisztikai adatok alapján. Kitöltéstani és sztratigráfiai adatok nincsenek a barlangról. A késői harmadkori hipparionos faunán kívül két részre tagolható pleisztocén faunát közölt Kretzoi Miklós, aki szerint a felső réteg faunája:
| A felső réteg faunája | |
| --- | --- |
| \| - Spelaeus spelaeus GOLDF. [26] - Martes cf. martes L. - Mustela erminea L. - Meles meles L. - Crocuta spelaea GOLDF. [33] - Leo leo spelaea GOLDF. [35] - Equus cf. woldrichi ANT. - Coelodonta lenensis antiquitatis BLUMB. [38] - Rangifer sp. indet. - Megaloceros sp. indet. - Bison sp. indet. \| - Tetrao urogallus L. - Avis indet. - Talpa europaea L. - Homo sapiens L. - Citellus cf. citelloides KORMOS - Castor fiber L. - Microtus sp. indet. - Lepus timidus L. - Ochotona spelaea OWEN [36] - Canis lupus spelaeus GOLDF. [23] - Vulpes vulpes L. [24] \| | |
| - Spelaeus spelaeus GOLDF. [26] - Martes cf. martes L. - Mustela erminea L. - Meles meles L. - Crocuta spelaea GOLDF. [33] - Leo leo spelaea GOLDF. [35] - Equus cf. woldrichi ANT. - Coelodonta lenensis antiquitatis BLUMB. [38] - Rangifer sp. indet. - Megaloceros sp. indet. - Bison sp. indet. | - Tetrao urogallus L. - Avis indet. - Talpa europaea L. - Homo sapiens L. - Citellus cf. citelloides KORMOS - Castor fiber L. - Microtus sp. indet. - Lepus timidus L. - Ochotona spelaea OWEN [36] - Canis lupus spelaeus GOLDF. [23] - Vulpes vulpes L. [24] |

| Ebből a rétegből az újabb ásatásokon, részben másodlagos fekvésben, még előkerültek a következő fajok: | |
| --- | --- |
| \| - Bufo bufo L. - Bufo viridis LAUR. - Rana dalmatina BONAP. - Rana méhelyi BOLK. - Anas boschas L. - Fuligula nyroca L. - Lagopus mutus MONT. \| - Lagopus lagopus L. - Colaeus monedula L. - Erinaceus europaeus L. - Spalax sp. indet. - Apodemus (?) sp. indet. - Felis ferus SCHREB. - Cervus elaphus ssp. indet. \| | |
| - Bufo bufo L. - Bufo viridis LAUR. - Rana dalmatina BONAP. - Rana méhelyi BOLK. - Anas boschas L. - Fuligula nyroca L. - Lagopus mutus MONT. | - Lagopus lagopus L. - Colaeus monedula L. - Erinaceus europaeus L. - Spalax sp. indet. - Apodemus (?) sp. indet. - Felis ferus SCHREB. - Cervus elaphus ssp. indet. |

| Kretzoi Miklós a későbbi ásatások során feltárt egy alsóbb pleisztocén szintet, amelyből a következő fajokat írta le: | |
| --- | --- |
| \| - Bufo sp. indet. (gyakori) - Pelobates fuscus LAUR. (ritka) - Lacerta viridis LAUR. 3 - Ophidia indet. 28 - Aves indet. 228 - Talpa europaea L. 4 - Crocidura sp. indet. 4 - Citellus citellus L. 130 [8] - Glis glis L. 6 - Microtus arvalis PALL. 9 - Arvicola sp. indet. 2 - Apodemus sylvaticus L. 3 - Cricetus cricetus L. 331 - Spalax hungaricus NEHR. 2 [10] - Lepus cf. europaeus PALL. 2 - Canis sp. indet. 1 - Vulpes vulpes ssp. 61 \| - Ursus cf. arctos L. 2 - Mustela erminea L. 3 - Putorius sp. indet. 1 - Crocuta crocuta ERXL. 30 [33] - Felis catus L. 3 - Felis ferus SCHREB. 3 - Equus cf. steinheimensis REICH. 72 - Asinus cf. hydruntinus REGALIA 2 - Coelodonta antiquitatis BLUMB. 3 - Sus scrofa L. 24 - Cervus elaphus L. ? - Dama cf. somonensis DESM. - Megaloceros sp. indet. 51 - Capreolus capreolus L. 1 - Capra seu Ovis sp. indet. 10 - Bison sp. indet. 26 \| | |
| - Bufo sp. indet. (gyakori) - Pelobates fuscus LAUR. (ritka) - Lacerta viridis LAUR. 3 - Ophidia indet. 28 - Aves indet. 228 - Talpa europaea L. 4 - Crocidura sp. indet. 4 - Citellus citellus L. 130 [8] - Glis glis L. 6 - Microtus arvalis PALL. 9 - Arvicola sp. indet. 2 - Apodemus sylvaticus L. 3 - Cricetus cricetus L. 331 - Spalax hungaricus NEHR. 2 [10] - Lepus cf. europaeus PALL. 2 - Canis sp. indet. 1 - Vulpes vulpes ssp. 61 | - Ursus cf. arctos L. 2 - Mustela erminea L. 3 - Putorius sp. indet. 1 - Crocuta crocuta ERXL. 30 [33] - Felis catus L. 3 - Felis ferus SCHREB. 3 - Equus cf. steinheimensis REICH. 72 - Asinus cf. hydruntinus REGALIA 2 - Coelodonta antiquitatis BLUMB. 3 - Sus scrofa L. 24 - Cervus elaphus L. ? - Dama cf. somonensis DESM. - Megaloceros sp. indet. 51 - Capreolus capreolus L. 1 - Capra seu Ovis sp. indet. 10 - Bison sp. indet. 26 |

| A régészeti anyag a következő: |
| --- |
| - ívelt kaparó - kaparókés (tatai típusú) - bulbusos szilánk (Jankovich-típusú) - magkőperem - törpe penge töredék - árvéső-csúccsal ellátott töredék - 2 átfúrt szarvasszemfog - 5 mammutagyar-karkötő töredéke |

A könyv 11. tábláján megfigyelhető egy kaparókés és egy bifaciális kaparó, amelyek a barlangból lettek gyűjtve. A 41. táblán a barlang szeletai vagy gravetti eszközei láthatók (4 mammutagyar-karperec töredék, 2 átfúrt szarvasszemfog, egy penge, egy bulbusos szilánk és egy törpe penge).
A Horváth János által (FTC barlangkutató csoport) 1966. május 17-én írt szpeleográfiai terepjelentésben szó van arról, hogy a Vértes hegységben, Csákváron (Fejér megye, Bicskei járás), a Guba-hegyen található az Esterházy-barlang (Báracháza, Csákvárer Höhlung, Csákvári-barlang, Csákvári sziklaüreg, Eszterházy-barlang). Csákvár templomától DNy-ra, kb. 2,8 km-re, a csákberényi műúttól ÉNy-ra, 700 m-re (térkép alapján mérve), kb. 204 m tszf. magasságban (Kadić Ottokár szerint) fekszik a barlang bejárata. Présházak felett emelkedő sziklafalban van. Megközelíthető Csákvárig autóbuszon utazva, onnan pedig gyalog a gánti műúton, majd szőlők között haladva (45 perc). Célszerű Bicskéig vonaton utazni, mert úgy olcsóbb. Másik útvonal: Csákberény felé 2 km-t kell menni a műúton, majd a szőlők között ÉNy-ra, 700 m-t. Megtudja mutatni Szőnyegi Sándor a világítóeszköz használatával, nem csak munkaruhában járható üreget. Szőnyegi Sándor részt vett a barlangban végzett ásatásokban. A barlang alatti présházban lakott egykor.
A turista látványosságnak számító barlangot korábban Kadić Ottokár (1925), Kretzoi Miklós (1928) és Radó Denise (1955, térképezés) kutatták. A Horváth János által végzett kutatás a barlangban a barlang térképének elkészítése miatt történt. A kutatást Kretzoi Miklós és Bertalan Károly (Radó Denissel egyetértve) kezdeményezték. (A kéziratban lévő, pirossal előzőleg beírt bejegyzések Bertalan Károlytól, 1966. március 11-ből, a ceruzával írt bejegyzések pedig Kordos Lászlótól, 1974. október 5-ből származnak.) A barlang egy hidegvizes eredetű, szenilis sziklahasadék, amelynek befoglaló kőzete felső triász (karni emelet) dolomit, de ez régi megfigyelésen alapul. Az új megállapítás szerint (Oravec J.) a kőzet diploporás ladini dolomit. A 61 m hosszú barlang 73 m² alapterületű (planimetrálva) és 182 m³ térfogatú. Az üreg 13,2 m függőleges kiterjedésű, 9,8 m magas és 3,4 m mély?

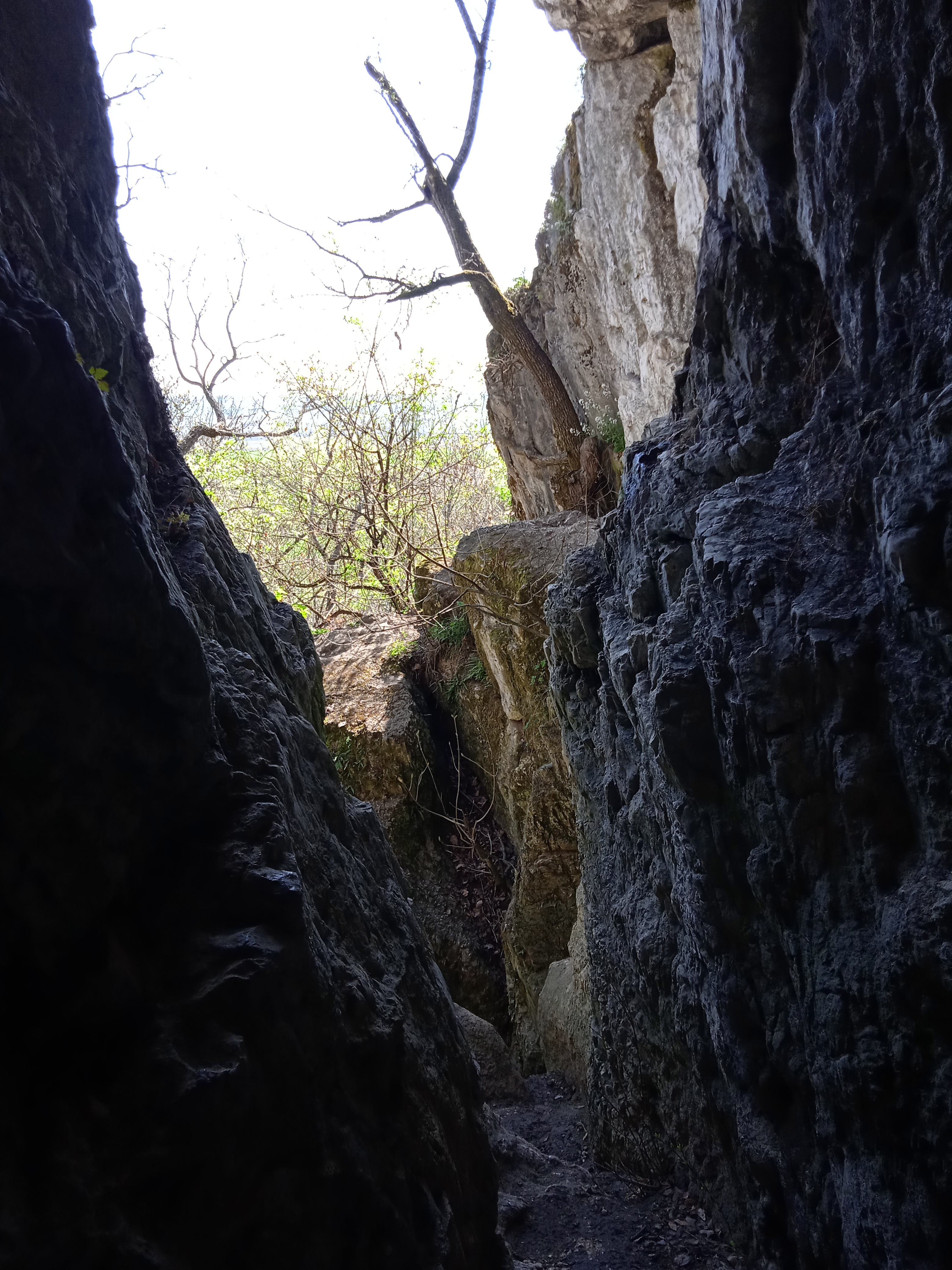
A Csákvári-barlang egyik része

A sziklaüreg közepes mennyiségű kitöltése kőzettörmelékből, márgából, agyagból, humuszból állt. Összes kitöltése el lett távolítva. Kitöltésének kora: alsó pannon, Mindel–Riss, Würm 1., holocén. A főhasadék végén meghagyott üledéket falazás védi. Ezt az üledéket nem szabad bolygatni, mert ellenőrzés miatt van meghagyva. A barlangban Kadić Ottokár (1925, 1926, 1928) és Kretzoi Miklós (1928, 1951, 1952) végeztek ásatást. A tektonika, korrózió, erózió és kifagyás miatt keletkezett barlangnak három bejárata van. Egyéb nagyformája: folyosó, kürtő. Kisforma: ujjhegy benyomat. A mennyezeten és a falakon cseppkőkéreg fordul elő. A cseppkőképződés gyenge az üregben. A barlang fő járatában dús, belógó gyökérzet van. Római kori tábla van a barlangban. Horváth János 1966. április 3–4-én járt az üregben. Megrajzolta a barlang térképeit és fényképeket készített.
A barlang három bejárata Csákvár központjától DNy-ra, 2,8 km-re, a Guba-hegy sziklás oldalában, 204 m tszf. magasságban van. A bejáratok közül a DNy-i csak egy különálló hasadék. A bejáratok előtt, a környező szőlők felett egy bozótos törmeléklejtő van, mely kb. 10–12 m magas. A törmeléklejtő felett lévő, hasadékszerű bejáratok messziről, a csákberényi útról is jól láthatók. A barlang felső triász dolomitban jött létre. Kanyargó, 31 m hosszú főjáratának iránya ÉNy-i, majd DNy-i, az attól ÉK-re fekvő oldaljárat ÉÉNy irányú, hossza pedig 14 m. A két járatot keskeny kereszthasadék kapcsolja össze. Az összekötő hasadék és az oldaljárat találkozásánál a kőzet felszakadt, ezért itt ki lehet jutni a felszínre a hézagosan beékelődött, nagy sziklatömbök között. A töréstől tovább az oldaljárat keskeny hasadékban folytatódik.
A főjáratok előtt húzódó – törésével ezeket mintegy keresztező –, DNy-i irányú hasadék alakította a különálló ágat, mely 4–6 m magas, keskeny és 6 m hosszú. A járatok kereszteződése már lepusztult, helyét a fedő rétegek sziklaeresz formája és a bejáratok előtt látszó, a szilárd kőzetbe mélyülő, 5 m hosszú gödör jelzi. A gödör oldalai eróziós formákat mutatnak. A gödör 3 m mélyen fekvő alja omladékkal van kitöltve, részben felette lehet átlépni a főjáratokba. A barlang főjárata 7 m magas, keskeny hasadékként kezdődik, mely a kereszteződésnél 2,5 m-re szélesedik. Innentől 7 m hosszúságban elég tág folyosó, majd egy alacsony, keskenyebb rész után egyesül egy kis mellékjárat hasadékával és megint tágul. A járat vége előtt emelkedik egy oldott formájú kürtő, mely 8 magas. A járat végén, a mállott kőzet hasadékában a mélybe vezet néhány kis, omladékos lyuk.

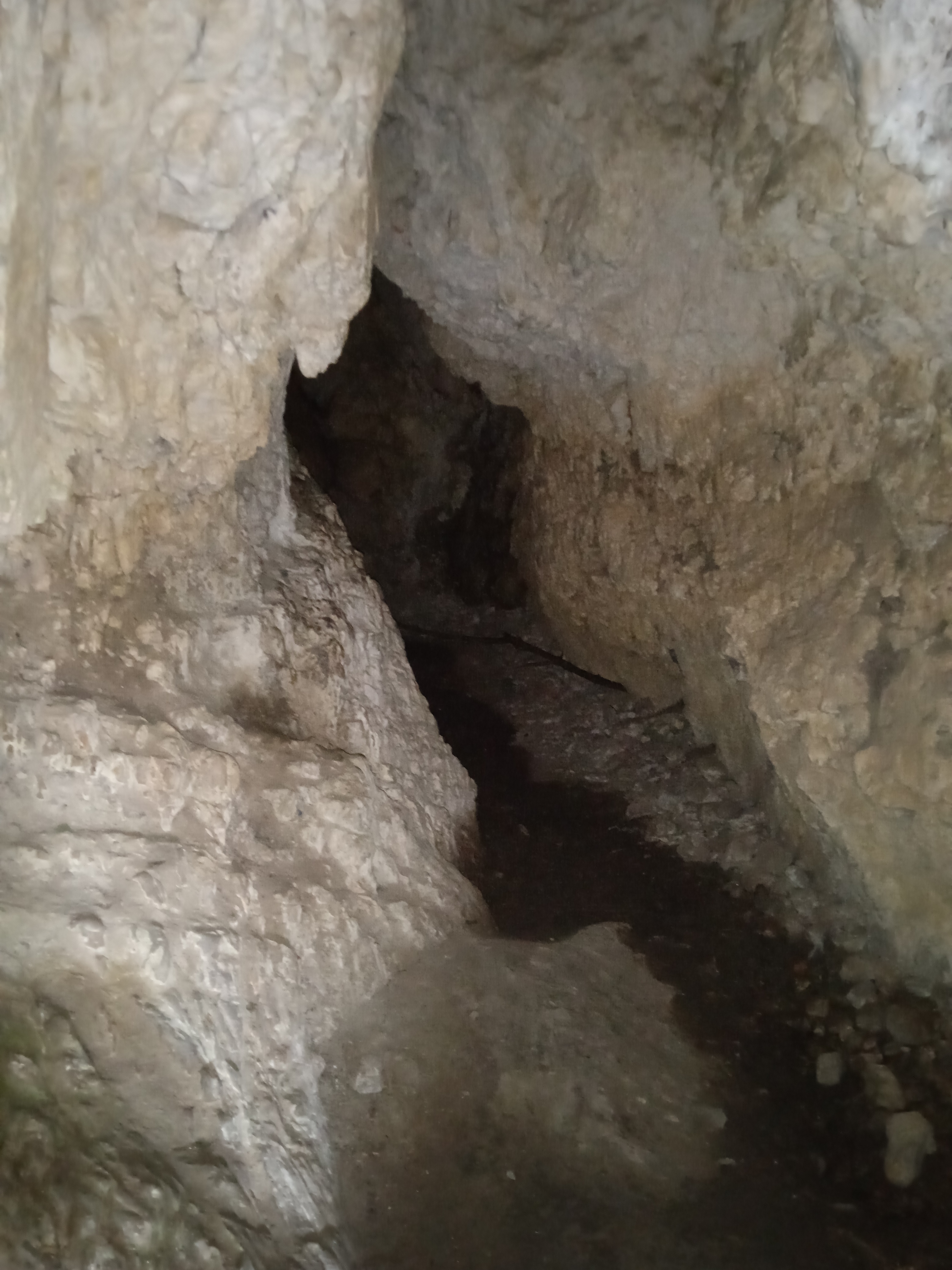
A Csákvári-barlang egyik része

A barlangban lévő agyagkitöltés mennyisége csak a főjáratban jelentős. Az 1926. évi ásatások előtti kitöltés magassága jelenleg már nem látszik. A sima falú, bejárati rész után az agyagból álló járattalp a szélesebb folyosószakaszon emelkedik, majd azután körülbelül vízszintes. A 20. méternél vissza leágazó kis fülkében található kitöltőanyag törmelékből áll. Ezt ásatáskor hordták bele (Klein J. 1966. június 23-i közlése). A főjárat a 18. és 24. méter között viszonylag nedves és itt sok gyökér lóg be a barlangba. A járatok falai a legtöbb helyen korrodáltak, cseppkőkéreg a 12. és 18. méter közötti, keskenyebb részen figyelhető meg. A barlang vízszintes szakaszainak talpa felett, a járattalptól kb. 10 m-rel magasabban húzódik a külszín, ezért a fedőkőzet 5–7 m vastag. A főjárat kürtője kb. 4 m-re közelíti meg a felszínt. A járatok formái és a bejáratok előtti lepusztult hasadék miatt arra lehet következtetni, hogy a barlangnak van egy mélyebben fekvő része is. A főjárat végének lemélyülő hasadéka határozottan tanúsítja ennek a résznek a létezését.
A barlang 1966. április 3–4-én lett újra felmérve. A felmérést a Ferencvárosi Torna Club barlangkutató csoportja végezte. A felmérés alappontja a főjárat bejáratának É-i sziklafalába vésett kereszt jel. Mérőműszerek: függőkompasz, lejtmérő, fémszálas szalag és mérőrudak. Meg lett szerkesztve a barlang alaprajz térképe, 17 keresztszelvény térképe és a három járat külön hosszmetszet térképei. A járatfalak vázlata a sokszögvonaltól mérve lett a helyszínen rajzolva. A térképkészítésnél Horváth János nem számította a K-i 16 perc deklinációt. A terepjelentéshez mellékelve lett a barlang Bertalan Károly által összeállított irodalomjegyzéke. A kéziratba bekerültek a barlang 1966-ban készült térképei. A térképek 1:100 méretarányban ábrázolják a barlangot. Az alaprajz térképet és a keresztszelvényeket tartalmazó térképlapon van egy helyszínrajz, amelyen látszik a barlang földrajzi elhelyezkedése. A helyszínrajzon jelölve van az É-i irány. Az alaprajz térképen és a hosszmetszet térképeken is megfigyelhető a 17 keresztszelvény elhelyezkedése a barlangban.
Az 1967. évi Karszt- és Barlangkutatási Tájékoztatóban, a Magyar Karszt- és Barlangkutató Társulat Kataszterügyi Szakbizottságának 1966. évi jelentésében közölve lett, hogy a csákvári Esterházy-barlangról, illetve a körülötte található jelentéktelenebb üregekről készített terepnaplók (szpeleográfiai terepjelentések) méltán mintául szolgálhatnak a további munkához. 1974. szeptember 26-án vette át Kordos László az 1966-ban készült szpeleográfiai terepjelentést. Kordos László 1974. október 13-án elkészítette a barlang vezérlapját a terepjelentés adatainak felhasználásával. Horváth János 1974. október 14-én kapta vissza a terepjelentést, melybe bejegyzések történtek az előző kutatók, a morfológiai adatok és a feliratok rovatban (római tábla). 1974. október 20-án Bertalan Károly egészítette ki a kéziratot. Az 1975. évi MKBT Beszámolóban lévő, Kocsis Antal által írt tanulmányban az olvasható, hogy a Vértes hegység bizonyítottan legrégebbi ürege a Csákvári-barlang (Báracháza-barlang). Kialakulása a pliocén kezdetére tehető. Korábbi terjedelmét a bejárata előtt fekvő akna és az ennek peremén látszó eróziós öblök, vájatok szemléletesen mutatják.

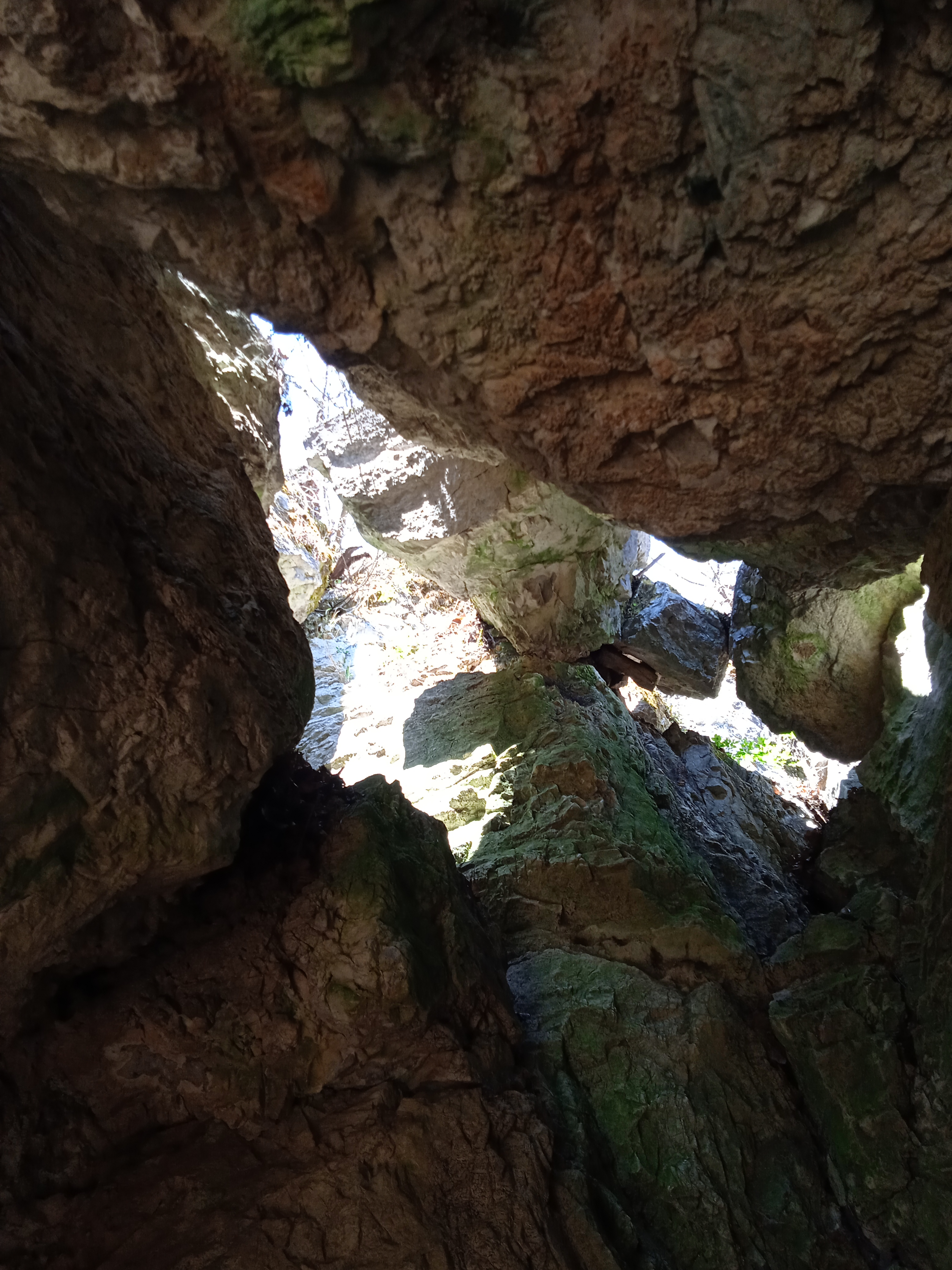
A Csákvári-barlang felszínre nyíló ablakai

A Kocsis Antal által írt, 1975-ben megjelent kiadványban szó van arról, hogy a kiadványban ismertetett barlangok között közismert barlangok, illetve szakirodalmi utalás alapján azonosítható barlangok szerepelnek (pl. a Báracháza-barlang). A Csákvári Báracháza-barlangnak Csákvártól DNy-ra, 2 km-re, a Guba-hegy sziklás K-i lejtőjén lévő dolomitszirtek között van a hatalmas bejárata, amely a Csákberény felé vezető országútról is látható. Elérhető a barlang a műútról letérve, a szántóföldön keresztül, majd a szőlők présházai között haladó földúton, vagy a Guba-hegy tetején lévő, zöld kereszttel jelzett turistaúton. A felső triász fődolomitban létrejött barlang egymást harántoló hasadékok mentén keletkezett. A bejárat bal oldali, DNy-i sziklafalán római, vésett feliratnyomok látszanak. Ezek mellett található egy oldalhasadék, amely ÉK–DNy-i irányba terjed. Ez a járat 7 m hosszú, alul szűk, 1 m magasságban némileg kiszélesedik és felfelé megint fokozatosan összeszűkül.
A barlang főága egy kb. 1,5 m széles és 5 m magas bejárattal kezdődik. A főág befelé kissé emelkedik, majd néhányszor irányt változtat, végénél (a bejárattól kb. 20 m-re) pedig egy kupolás belső terem van. Innen ÉK-re nyílik egy szűk hasadék, amely 2 m után Ny-ra kanyarodik és elszűkül. A főág elülső szakasza egy 5 m hosszú összekötő folyosóval csatlakozik a következő mellékhasadékhoz. Ez a mellékhasadék egy 4 m-es nyitott és egy ÉK–DNy irányú, 7 m hosszú és szűk hasadékból áll. A csatlakozás helyénél a sziklafal felfelé tág és nyitott kürtőben végződik. A főágban nagy cseppkőbekérgezés, cseppkőlefolyás látszik. Nagyon változatos növény- és állatfajok fordulnak elő a barlangban. A külszíni időjárástól függően kék- és zöldmoszatok, moszatgombák, a bejáratnál pedig zuzmók és mohák telepedtek meg. Faunáját sokféle ízeltlábú, csigák és denevérek alkotják.
A sűrű látogatás, a szemetelés, de leginkább a barlang előterében történő tüzelés a falakat nagyon szennyezi és károsítja a barlang élővilágát. 1926 tavaszán Kadić Ottokár és Kretzoi Miklós feltárták a barlang kitöltését. Világviszonylatban is jelentős leletanyag került elő, amely három kor faunáját tartalmazza: a felső rétegben a jelenkor állatvilága és emberi csontmaradványok voltak. Az ez alatti, mészkőtörmelékes barlangi agyagból jégkorszaki fauna, majd a következő agyagrétegből az alsó pliocénben élt sok emlős csontmaradványa került elő. Ez utóbbi a barlang legjelentősebb leletegyüttese. A kiadványban lévő térképmellékleten látható a Csákvári-barlang földrajzi elhelyezkedése. A térképen 14-es számmal van jelölve a barlang.

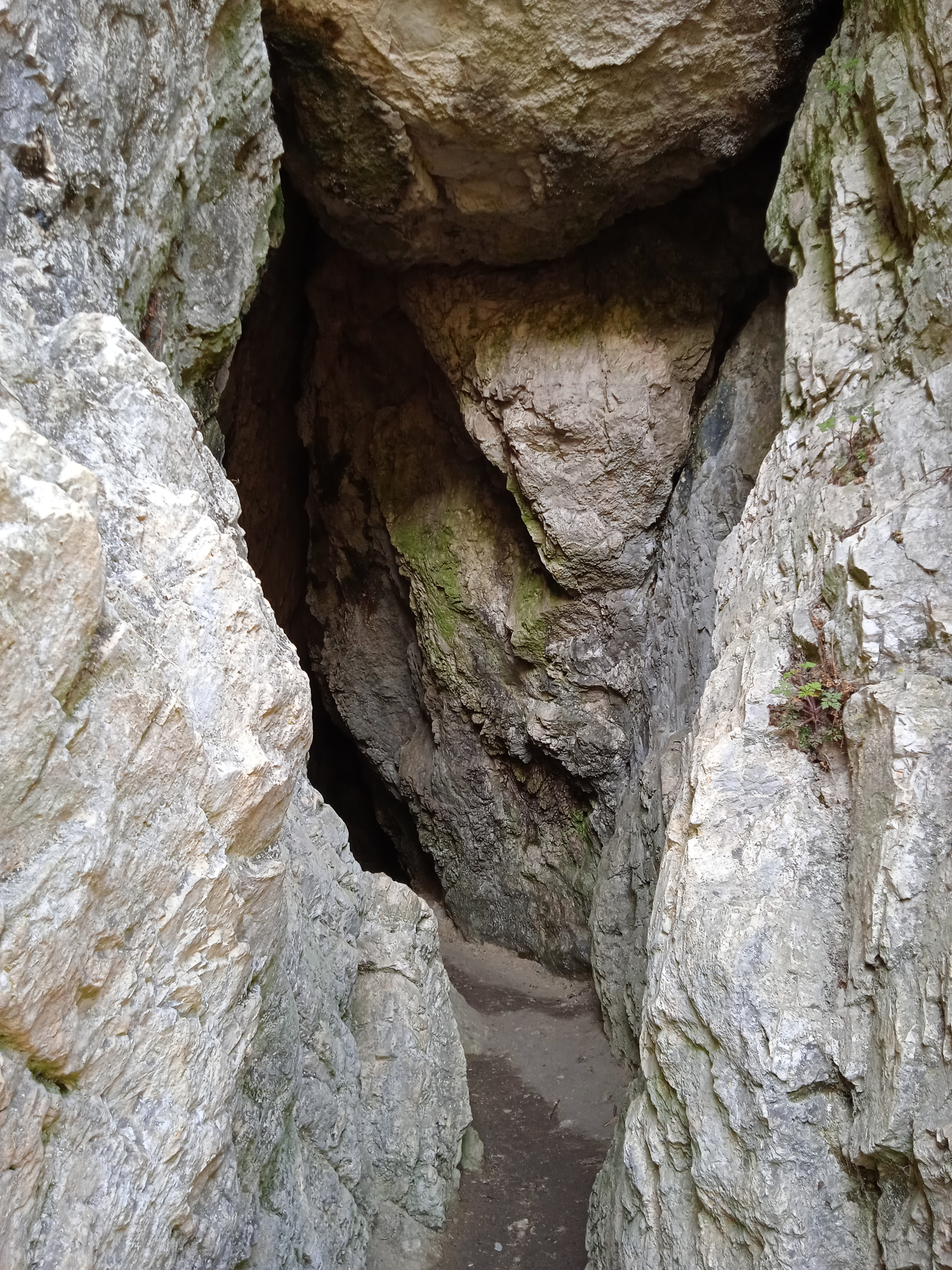
A Csákvári-barlang egyik része

Az 1976-ban befejezett, Magyarország barlangleltára című kéziratban az olvasható, hogy a Vértes hegységben, Csákváron lévő Esterházy-barlang további nevei Csákvári-barlang és Báracháza-barlang. Csákvártól DNy-ra kb. 2,4 km-re, a Guba-hegy K-i sziklás nyúlványán, 240 m tszf. magasságban van bejárata. Hasadékszerű és messziről is jól látható hármas bejárata. A barlang 61 m hosszú és kb. 6 m magas. Hasadékok mentén keletkezett korróziós üreg, amelyben kevés cseppkő található. Kiépíthető turisztikailag. Európai jelentőségű őslénytani lelőhely. Nem szabad bolygatni. A kézirat barlangra vonatkozó része 6 irodalmi mű alapján lett írva.
A Bertalan Károly és Schőnviszky László által összeállított, 1976-ban megjelent Magyar barlangtani bibliográfia barlangnévmutatójában meg van említve a Vértes hegységben lévő barlang Csákvári-Eszterházy-barlang néven Báracháza névváltozattal. A barlangnévmutatóban fel van sorolva 28 irodalmi mű, amelyek foglalkoznak a barlanggal. 1976-ban vált országos jelentőségű barlanggá a 4500-as (Vértes) barlangkataszteri területen lévő, csákvári Csákvári-barlang. Az 1976-ban összeállított, országos jelentőségű barlangok listájában lévő barlangnevek pontosítása után, 1977. május 30-án összeállított, országos jelentőségű barlangok listáján rajta van a Vértes hegységben, Csákváron található barlang Csákvári-barlang néven.
Az 1977. évi Karszt és Barlangban lévő, Jánossy Dénes által írt áttekintésben szó van arról, hogy az 1950-es évek elején lett megint vizsgálva Magyarország egyik legrégibb barlangkitöltése, a Dunántúlon lévő Csákvári-barlang (Esterházy-barlang) alsó pliocén üledéke. Európa leggazdagabb Hipparion-faunája került elő az új módszerekkel végzett ásatásokkal. A publikációban van egy Magyarország térkép, amelyen azoknak a Magyarországon lévő barlangoknak a földrajzi elhelyezkedése figyelhető meg, amelyek őslénytani leleteik miatt ismertek. A térképen látható a Dunántúl lelőhelyei közé sorolt Csákvári-barlang földrajzi elhelyezkedése. A folyóirat 1977. évi különszámába bekerült az áttekintés angol nyelvű változata. Ebben a tanulmányban is közölve lett a térkép, amelyen Csákvár Cave a barlang neve.

### 1978–2001

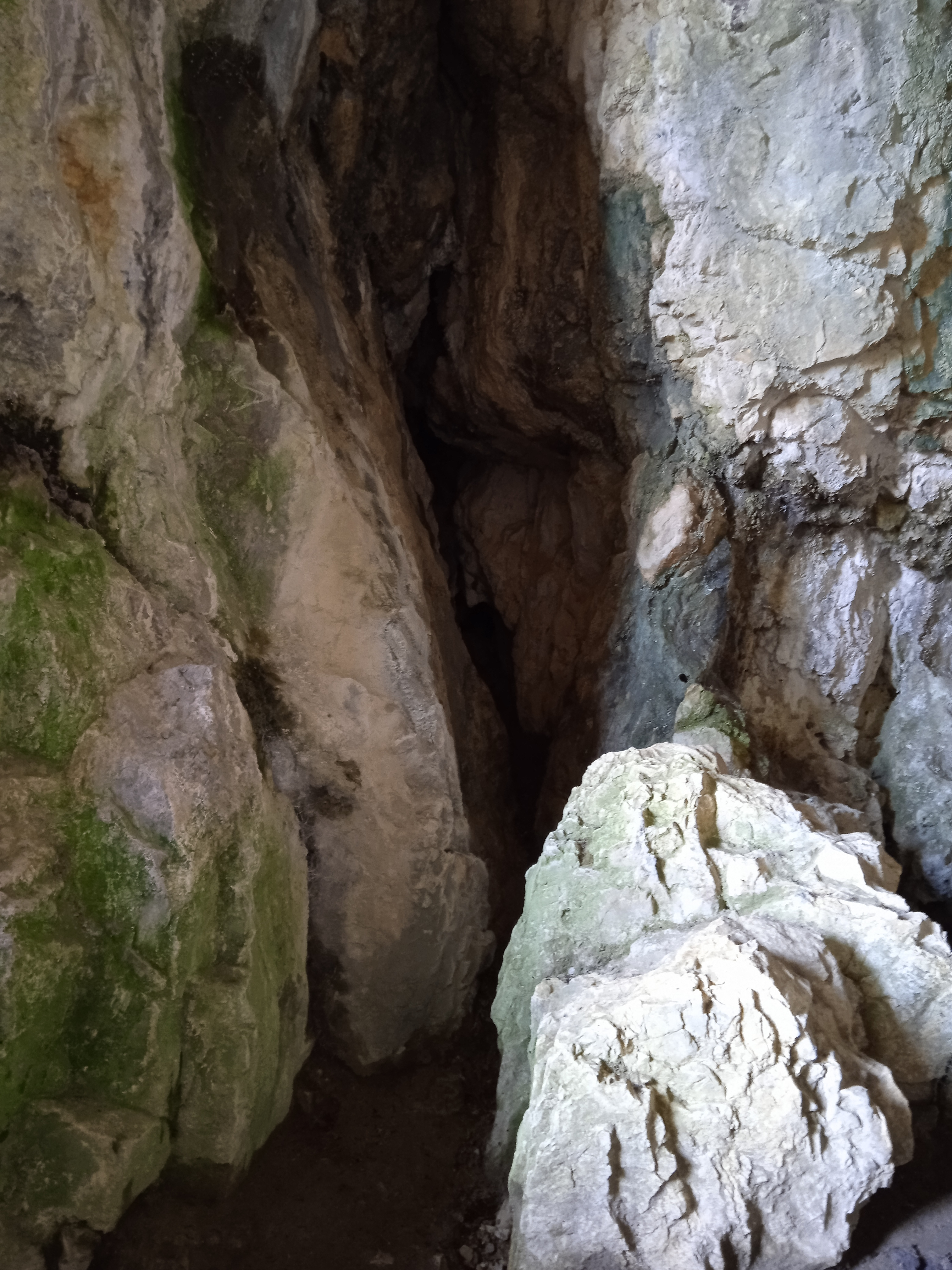
A Csákvári-barlang egyik része

Az FTSK Barlangkutató Szakosztálya Szabó József Csoportjának 1978. évi jelentésében az van írva, hogy a Csákváron lévő Báracháza-barlang a Vértes hegység jellegzetesen töréses szerkezetét jól szemlélteti. A csoport tagjai azért tartották fontosnak a barlang kitöltéseinek vizsgálatát, mert a Csákvári-barlang a hegység legnagyobb barlangja, de medenceperemi helyzete miatt is figyelemreméltó. A barlang bejárati részeinek kitöltései már nem vizsgálhatók, mert az 1920-as években végzett ásatások során (Láng István 1924, Kadić Ottokár 1926–1929) ezek a részek ki lettek ásva, át lettek halmozva. A tagok három helyről vettek mintát a barlang kitöltéséből. A mintavételek helyei a barlang mellékelt alaprajz térképvázlatán láthatók.
31. minta (a felszínre vezető felszakadás alól lett gyűjtve): világos okkersárga-barna színű, 5–10 mm-es kőzetdarabokat (dolomit) tartalmazó, agyagos kőzettörmelék. A kőzetdaraboktól elválasztott rész röntgendiffraktométeres vizsgálatának eredménye a következő:
A goethit módosulatában jelentkező limonit konkréciókat alkot a kitöltés anyagában. A helyszínen végzett megfigyelések alapján ez, a barlang többi kitöltésének jellegétől különböző anyag, a lelőhelye felett lévő kürtős felszakadáson keresztül jutott a barlangba, eredete szerint a Guba-hegy karsztosodott platójáról származó mállástermék.
32. minta: szürkésbarna színű, 20–30 mm-es kőzetdarabokat tartalmazó, agyagos kőzettörmelék, melyben sok (a 31. mintához hasonló szerkezetű és színű) agyag gumó van. Az iszapolási maradékban talált kőzetdarabok törési felülete éles. 33. minta (a nagy vakkürtő alatt fekvő kitöltésből lett gyűjtve): sárgásszürke színű, minimális agyagtartalmú kőzettörmelék. Iszapolása során belőle egy nem meghatározott, 9 mm vastag, sugaras szerkezetű, kívül sötétbarna réteggel övezett kövület került elő, mely kovásodott csonthoz hasonló. Még nem készült el a 32. és 33. minta részletes elemzése. A csoport által eddig végzett megfigyelések alapján megállapítható, hogy a felső triász fődolomitban létrejött barlangból hiányoznak a dachsteini mészkő vidékekről megismert homogén agyagkitöltések. A barlangban lévő kevés kitöltőanyag a barlang befoglaló kőzetének mállásából származik.

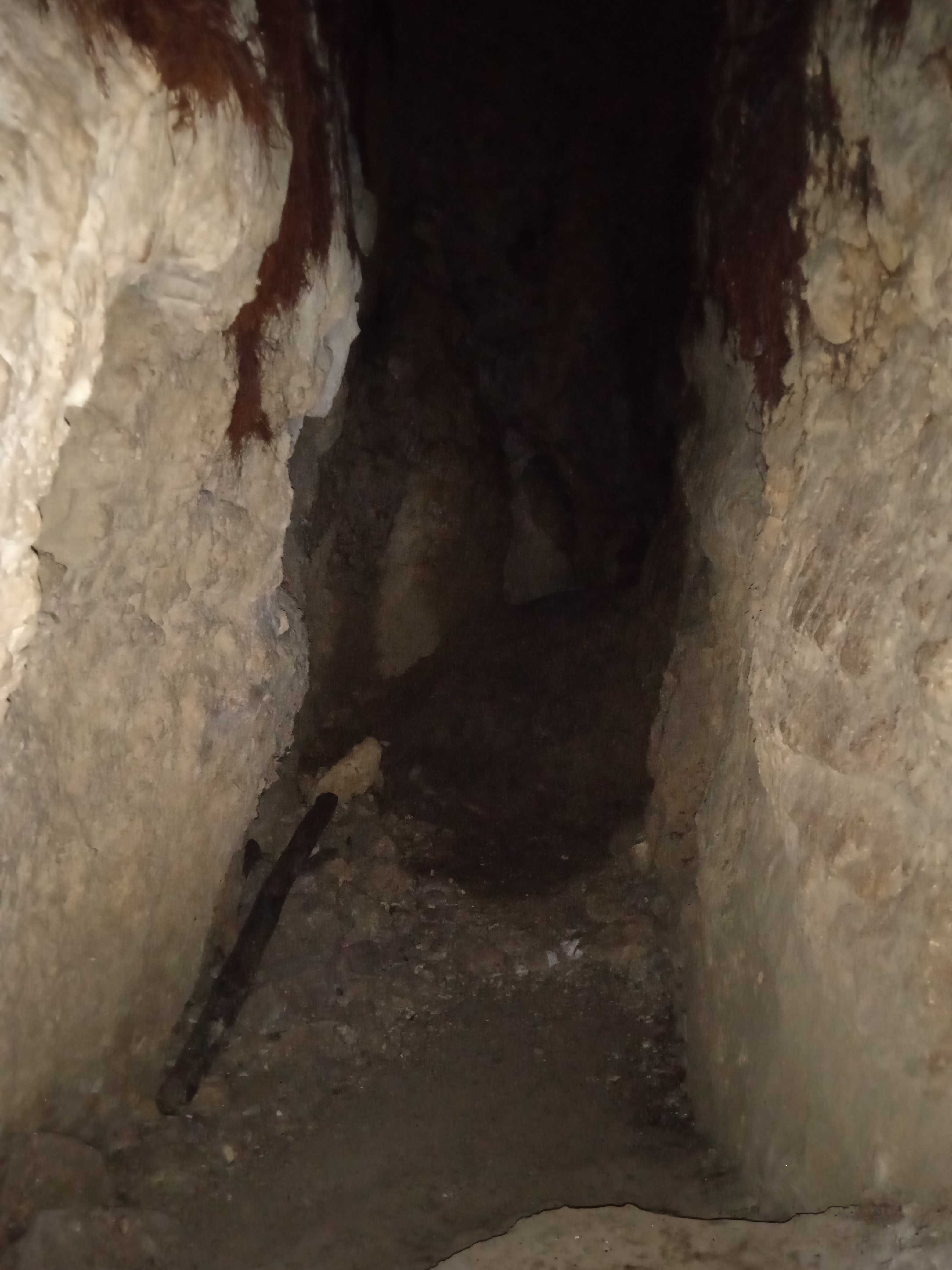
A Csákvári-barlang egyik része

A kéziratba bekerült 5 fénykép, amelyek bemutatják a Csákvári-barlangot. Az első fényképen a barlang bejárata látható. A fénykép a Csákvár és Mór között lévő úttól készült. A második és harmadik fényképen szintén a barlang bejárata figyelhető meg, de ezek a fényképek közelről készültek. A negyedik fényképen a barlangban található, jellegzetes járatszelvény van bemutatva. Az ötödik fényképen a barlang végponti hasadéka van megörökítve (az oldalfalakon kezdetleges cseppkőképződmények vannak). A jelentésben látható a Csákvári-barlang környékének ősföldrajzi térképe. A térképen jelölve van a barlang helye. A térképet Szablyár Péter készítette. A jelentésbe bekerült a barlang alaprajz térképvázlata. A térképvázlat a Horváth János által 1968-ban készített térkép alapján lett rajzolva. A térképvázlaton jelölve van az É-i irány. A térképvázlat 1:250 méretarányban ábrázolja a barlangot. A térképvázlatra rákerült 6 helynek az 1978. március 12-én mért hőmérséklete.
Az 1978. évi MKBT Beszámolóban publikálva lett az FTSK Barlangkutató Szakosztálya Szabó József Csoportjának 1978. évi jelentése. A kiadványba azonban nem kerültek be a barlang fényképei, a barlang alaprajz térképvázlatán pedig nincs méretarány feltüntetve. 1979-ben Gönczöl Imre, Gönczöl Imréné, Kárpát József és Koch Zoltán mérték fel a barlangot, majd a felmérés felhasználásával 1979 februárjában Kárpát József és Koch Zoltán szerkesztették meg a Csákvári-barlang alaprajz térképét és 14 keresztszelvény térképét. A térképek 1:100 méretarányban ábrázolják a barlangot. Az alaprajz térkép használatához a térképlapon jelölve van az É-i irány. Az alaprajz térképen megfigyelhető a 14 jellegzetes keresztszelvény elhelyezkedése a barlangban. Az alaprajz térképen jelölve vannak a barlangban készült fényképek készítésének helyei és a fényképezések irányai.
Az Alba Regia Barlangkutató Csoport 1979. évi jelentésében meg van említve, hogy a csoport 1979-ben felmérte a 106 m hosszú Gánti-barlangot. A felmérés előtt a 61 m hosszú Csákvári-barlang volt a Vértes hegység leghosszabb barlangja. A hegység jelentősebb barlangjai a Gánti-barlang, a Csákvári-barlang, a Nagy-tisztai-gödör és az Oroszlánkői-barlang. A csoportjelentéshez mellékelve lettek a Csákvári-barlang 1979-ben készült térképei. Az 1979. évi MKBT Beszámolóban publikálva lettek a barlang 1979-ben készült térképei. A térképlapon azonban nincs méretarány feltüntetve, illetve nincsenek jelölve a barlangban készült fényképek készítésének helyei és a fényképezések irányai.

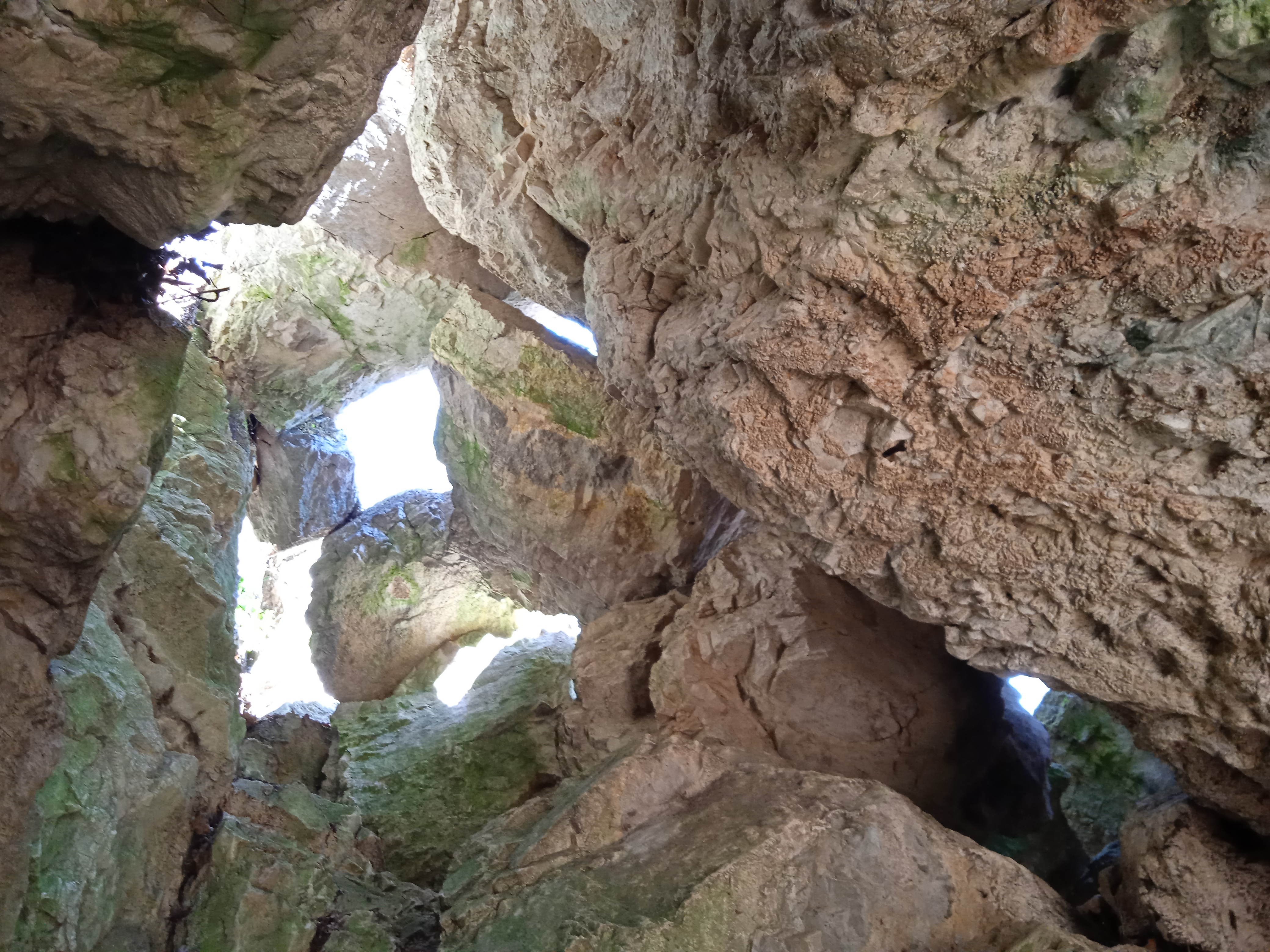
A Csákvári-barlang felszínre nyíló ablakai a barlangból nézve

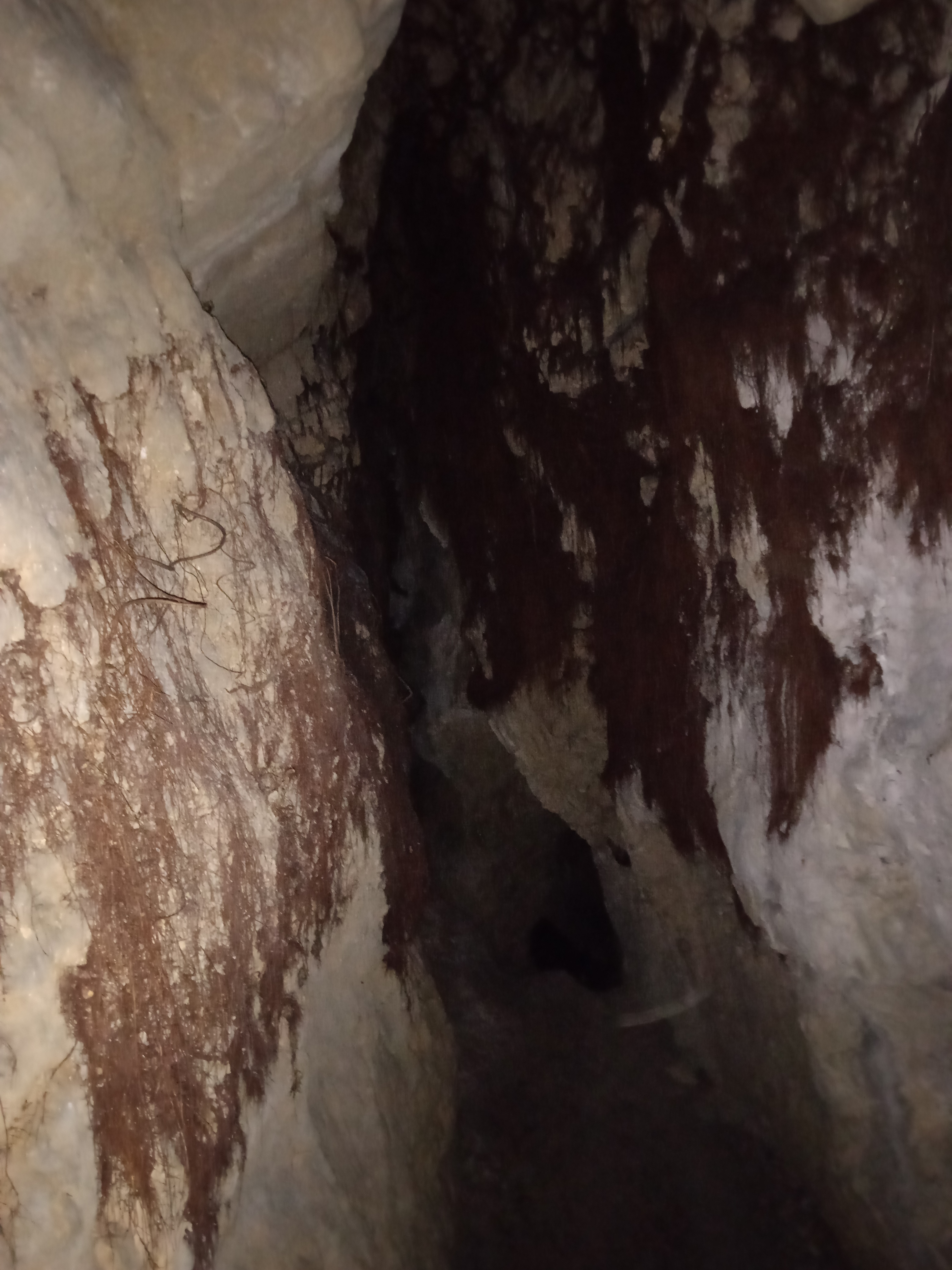
A Csákvári-barlang egyik része

Az 1979. évi Búvárban megjelent, a Vértesi Tájvédelmi Körzetről szóló cikkben szó van arról, hogy a Vértes hegységben 37, a Vértesi Tájvédelmi Körzetben pedig 32 barlang van. Ezek közül a Báraczháza-barlang a legjelentősebb, amely Csákvártól 2 km-re helyezkedik el. A Guba-hegy K-i lejtőjén lévő dolomitszirtek között nyílik a barlang hatalmas bejárata, amely már messziről, a Csákvár–Csákberény közötti országútról is könnyen észrevehető. Sziklába vésett római feliratok nyomai látszanak a bejárattól balra. Kb. 61 m hosszú a több ágból álló barlang. A Kadić Ottokár és Kretzoi Miklós által 1926 tavaszán kezdett ásatások során a barlang kitöltésének legalsó részén 87 faj fosszilis maradványát tartalmazó, ún. hipparion-faunás réteget sikerült felfedezni. A háromujjú őslovat nevezik Hipparionnak.
Az 1980. évi Karszt és Barlang 1. félévi számában publikálva lett, hogy a kiemelt jelentőségű Csákvári-barlang a 4500-as barlangkataszteri területen (Vértes hegység, Velencei-hegység és előterük) helyezkedik el. A barlangnak 4521/1. a barlangkataszteri száma. Az MKBT Dokumentációs Bizottsága a helyszínen el fogja helyezni, a többi kiemelt jelentőségű barlanghoz hasonlóan, a barlang fémlapba ütött barlangkataszteri számát. A barlangkataszteri szám beütéséhez alapul szolgáló fémlap ugyanolyan lesz mint a többi kiemelt jelentőségű barlang fémlapja. 1982. július 1-től az Országos Környezet- és Természetvédelmi Hivatal elnökének 1/1982. (III. 15.) OKTH számú rendelkezése (1. §. és 3. §., illetve 5. sz. melléklet) értelmében a Vértes hegységben lévő Csákvári-barlang fokozottan védett barlang. Az 1982. szeptember–októberi MKBT Műsorfüzetben meg van említve, hogy a Vértes hegységben található Csákvári-barlang fokozottan védett barlang. A felsorolásban a barlangnevek az MKBT által jóváhagyott és használt helyesírás szerint, javított formában lettek közölve.
A barlang 1983 júniusában kitöltött barlangkataszteri törzslapján az van írva, hogy a 4521-1 barlangkataszteri számú Csákvári-barlang (Eszterházy-barlang, Báracháza-barlang, Csákvári Báracháza barlang, Csákvári sziklaüreg) a Vértes hegységben, Csákváron (Fejér megye) fekszik. Természetes bejárata van a 87,5 m hosszú, 36 m vízszintes kiterjedésű, 9 m magas és 1,5 m mély barlangnak. Az elágazó, vízszintes barlang triász dolomitban alakult ki. Genetikai jellemzői: tektonikus, inszolációs. Morfológiai jellemzői: kürtő. Cseppkő-bekérgeződés, borsókő, törmelékkőzet és agyag van benne.
Recens növény (fatörmelék, gyökér), recens állat (szúnyog), fosszília, antropogén recens szemét (üvegcserép) fordul elő benne. Vízforgalma: csepegő, időszakos. Feldolgozása: őslénytan, régészet, történet, kataszter és térkép. Barlangleltári száma: Vértes hegység/9. Az engedély nélkül látogatható barlang barlangjáró alapfelszereléssel járható. Kezelője: OKTH Középdunántúli Felügyelősége, Veszprém. Fokozottan védett barlang. Védetté nyilvánító első határozat: M. kir. Földm. Min. 49.952/1941. A barlang felszíni védőterületét a Fejér megyei Tanács VB 42/1976.III.24 határozata nyilvánította megyei jelentőségű védett értékké. Beolvadt a Vértesi Tájvédelmi Körzetbe. 19/1976. OTVH. 1 ha területtel.
Az Alba Regia Barlangkutató Csoport 1983. évi jelentésében van egy táblázat, amely a Vértes hegységben lévő néhány barlang talaj(üledék)vizsgálatának eredményeit mutatja be (köztük a Csákvári-barlangét is).
| Mintaszám | Mintavétel helye                | Mintavétel időpontja | Tenyésztési idő (nap) | Kitenyésztett gomba |
| --------- | ------------------------------- | -------------------- | --------------------- | ------------------- |
| V-6       | Csákvári-barlang, DNy-i hasadék | 1983. augusztus 9.   | 16                    | 8.                  |
| V-7       | Csákvári-barlang, ÉK-i hasadék  | 1983. augusztus 9.   | 16                    | 8.                  |
| V-8       | Csákvári-barlang, Fő-járat      | 1983. augusztus 9.   | 16                    | 8.                  |

8. számú gomba: nem keratonolitikus gombák (penészek) hifa és/vagy micélium képződése (csomósodás). Érdekes, hogy a nagyon sűrűn látogatott Csákvári-barlangból csak szaprofitonok lettek kimutatva.
Az 1984-ben kiadott, Magyarország barlangjai című kiadványban az olvasható, hogy 1925-ben megint több pénz állt rendelkezésre, ezért újult erővel lehetett folytatni a barlangi ásatásokat. Kadić Ottokár elsősorban a Büdös-pestet, Saád Andor a Diósgyőrtapolcai-barlangot, Hillebrand Jenő pedig az Istállós-kői-barlangot ásta tovább. Eközben fedezték fel a Csákvár mellett található, később Esterházy-barlangnak nevezett barlangot, amelynek mélyebben lévő kitöltésében szenzációsan idős korú állatok csontmaradványaira bukkantak. A két világháború közötti barlangi ásatások közül a csákvári Esterházy-barlang és a Suba-lyuk leletei okoztak szenzációt. A Magyar Turista Egyesület Székesfehérvári Osztályának tagjai 1925-ben keresték fel a Csákvár szélén fekvő és nagyon hosszúnak híresztelt barlangot. Csontokat találtak a barlang ásása közben, melyeket a székesfehérvári piarista gimnázium természetrajzi szertárába vittek. Erről a felfedezésről a helyi és budapesti újságok is beszámoltak, emiatt Kadić Ottokár 1925. szeptember 18-án Székesfehérvárra utazott és megtekintette a csontokat, később pedig a barlangot is.

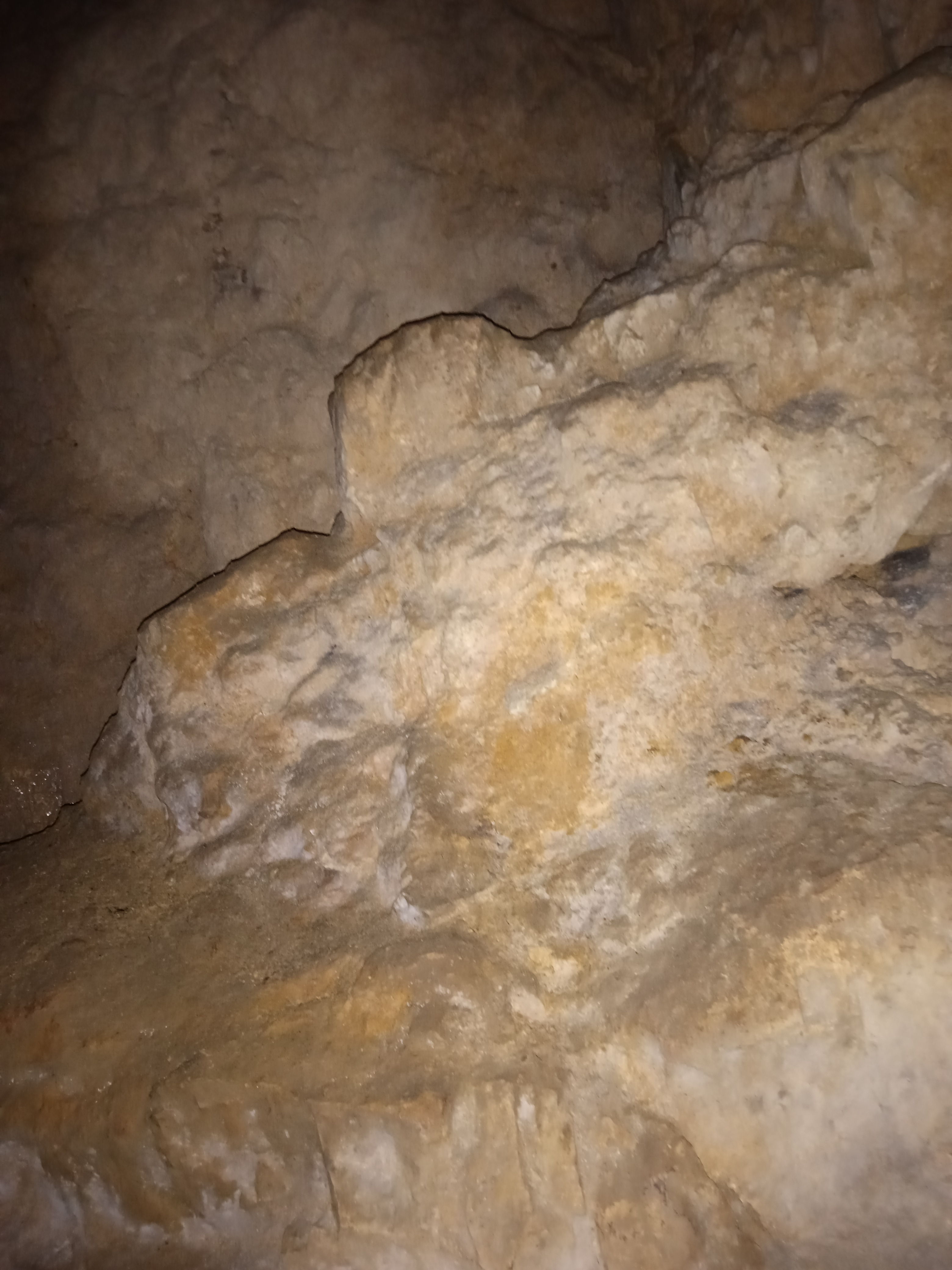
A Csákvári-barlang egyik része

Az üreg és a terület tulajdonosa, Esterházy Móric értesült a csontleletekről, és támogatta az üreg felásását. Így kezdődött el a munka 1926 tavaszán. A felső humusz alól jégkori állatok csontjai, míg a barlangfenékre rakódott, márgaszerű rétegekből melegebb klímára utaló állatok csontjai kerültek elő. 1928-ban Kadić Ottokár Kretzoi Miklóssal (Kadić Ottokár tanítványa) dolgozott tovább, amikor a sziklaüreg végében, egy hatalmas kőtömb mögött egy egészen kitöltött üreget fedeztek fel, amely tele volt szarmata kori gerincesek csonttöredékeivel. Ezek között háromujjú ősló (Hipparion) csontjai is voltak. Akkoriban a Csákvári-barlang volt Magyarországon az egyetlen, ahonnan a pleisztocénnél több millió évvel idősebb kitöltés és leletanyag látott napvilágot. Bizonyította az ásatás, hogy létezhetnek harmadkorból származó, napjainkig megmaradt barlangok is. Az újabb, 1950-es években Kretzoi Miklós által végzett ásatások alapján meg lett állapítva, hogy az idős leletek lerakódásakor még hasadék volt a barlang, amely később, a jégkorszakban tágult ki több fázisban, majd részben feltöltődött.
Újraértékelték a barlang maradványait, amelyeket az alsó pannon végével tudtak azonosítani, és külön gerinces őslénytani szintet, a Csákváriumot nevezték el róla. A könyvben van egy Magyarország térkép, amelyen azoknak a Magyarországon lévő barlangoknak a földrajzi elhelyezkedése figyelhető meg, amelyek őslénytani leleteik miatt legismertebbek. A térképen látható a Csákvári-barlang földrajzi elhelyezkedése. A kiadvány országos barlanglistájában szerepel a Vértes hegység barlangjai között a barlang Csákvári-barlang néven Esterházy-barlang és Báracháza-barlang névváltozatokkal. A listához kapcsolódóan látható a Dunazug-hegység barlangjainak földrajzi elhelyezkedését bemutató 1:500 000-es méretarányú térképen a barlang földrajzi elhelyezkedése.
Az 1986. évi Karszt és Barlangban lévő, A Vértes-hegység barlangkataszteri felmérése című tanulmány szerint a hegység jelentősebb barlangjai a Gánti-barlang (106 m hosszú), a Báracháza-barlang (72 m), a Nagy-tisztai-gödör (44 m) és az Oroszlánkői-barlang (20 m). A Csákvári-barlang (Báracháza-barlang) a Vértes hegység második legnagyobb barlangja és nagyon jelentős őslénytani lelőhely. A tanulmányban Gönczöl Imre csak röviden ismerteti, mert sok irodalom foglalkozik vele. Az üreg Csákvártól DNy-ra, a Guba-hegy sziklás DK-i oldalában van. Befoglaló kőzete középső triász fődolomit. Egymást harántoló tektonikus hasadékok mentén keletkezett a korróziós barlang. Láng Sándor szerint elképzelhető vízvezető (forrás)járatként működése is. Nagyon idős a 72 m hosszú barlang, járatai a miocén végére már létrejöttek. Hatalmas bejárata mellett, a DNy-i falon egy pusztuló római felirat látszik.
A Kadić Ottokár és Kretzoi Miklós által vezetett, 1926 tavaszán végzett ásatások során, európai jelentőségű leletanyag került felszínre. A felső rétegben a jelenkor állatvilágának és az embernek csontmaradványai voltak. Az ez alatt húzódó, törmelékes barlangi agyagban felső pleisztocén, alatta pedig alsó pleisztocén fauna feküdt. A barlang leletei közül legnagyobb jelentőségűek a legalsó agyagrétegben felfedezett alsó pliocén (felső miocén?) kori emlősállatok csontmaradványai. A megtalált emlősfajok száma 28, ebből 12 új faj. Őselefánt, ősló (Hipparion), antilop, gazella, barlangi medve, gyapjas orrszarvú, kardfogú tigris és őszsiráf (Csákvárotherium hungaricum) csontmaradványait találták meg. A barlang kitöltésében rábukkantak a würmi eljegesedés idején itt élt ember eszközeire, ékszereire is.
Az 1989. évi Karszt és Barlangban közölve lett, hogy a 90 m hosszú Csákvári-barlang az 1926-ban történt ásatása óta európai hírű őslénytani lelőhely. Az összeállításban lévő 1. ábrán (Magyarország térkép) be van mutatva a barlang földrajzi elhelyezkedése. A folyóirat 1989. évi különszámában napvilágot látott ennek az utóbbi tanulmánynak az angol nyelvű változata (The caves of Hungary). Ebben a tanulmányban Csákvár Cave a barlang neve. Az Alba Regia Barlangkutató Csoport 1997. évi tevékenységéről szóló jelentésében, az 1997. május 31-én és június 1-jén tartott barlangász juniális meghívójában (2. sz. melléklet) meg van említve, hogy a rendezvény programjai között szerepelnek egyéni szervezésű kirándulások, melyeknek célja a Gánti-barlang környékén lévő látnivalók megismerése (pl. Csákvári-barlang).
A Hazslinszky Tamás által 1999-ben írt, Barlangi mondák, regék és hiedelmek című kéziratban szóba került a Csákvári-barlang (Báraczháza) is. A Csákvár és Lovasberény közötti medence szélén, a Csákvár és Mór közötti országút É-i oldalán, a Vértes hegység gerincéből kiugró nyúlvány oldalán van a barlang bejárata. Főága 20 m hosszú. Ásatása során, harmadkori állati csontmaradványok (Hipparion) kerültek elő belőle. Először itt találtak ebből a korból származó állati csontmaradványokat. A helyiek azt gondolták a barlangot feltárókról, hogy biztos kincskeresők, akik a báraczházai fehér asszony kincseit akarják megszerezni. Az asszony éjszakánként a barlang bejáratánál szokott ülni. 2001. május 17-től a környezetvédelmi miniszter 13/2001. (V. 9.) KöM rendeletének értelmében a Vértes hegység területén lévő Csákvári-barlang fokozottan védett barlang. Egyidejűleg a fokozottan védett barlangok körének megállapításáról szóló 1/1982. (III. 15.) OKTH rendelkezés hatályát veszti.

### 2003-tól
A 2003-ban kiadott, Magyarország fokozottan védett barlangjai című könyv szerint a Csákvári-barlangot nevezik Csákvári-sziklaüregnek, Csákvári Báracháza-barlangnak és Esterházy-barlangnak is. A 4521/1 barlangkataszteri számú barlang a Vértes hegységben, a Fejér megyei Csákváron helyezkedik el. 190 m tszf. magasságban van a 87,5 m hosszú, 10,5 m függőleges kiterjedésű, 9 m magas, 1,5 m mély és 36 m vízszintes kiterjedésű barlang bejárata. A Vértes hegység DK-i peremén, Csákvár szélén, a településtől DNy-ra található Nagy-hegy (Guba-hegy) barlangot sejtető dolomitsziklái már messziről látszanak a Csákberény felé tartó műútról, de a barlang bejárata alig vehető észre a sűrű növényzet miatt. A településen kezdődő, zöld turistajelzéssel jelzett útból kiágazó, barlangjelzéssel jelzett út egyenesen a sziklák alá vezet a szőlők között lévő dűlőúton. A meredek hegyoldalon található néhány lépcsőn felkapaszkodva a látogató szeme elé tárul a barlang látványos, három magas hasadékból álló bejárata.

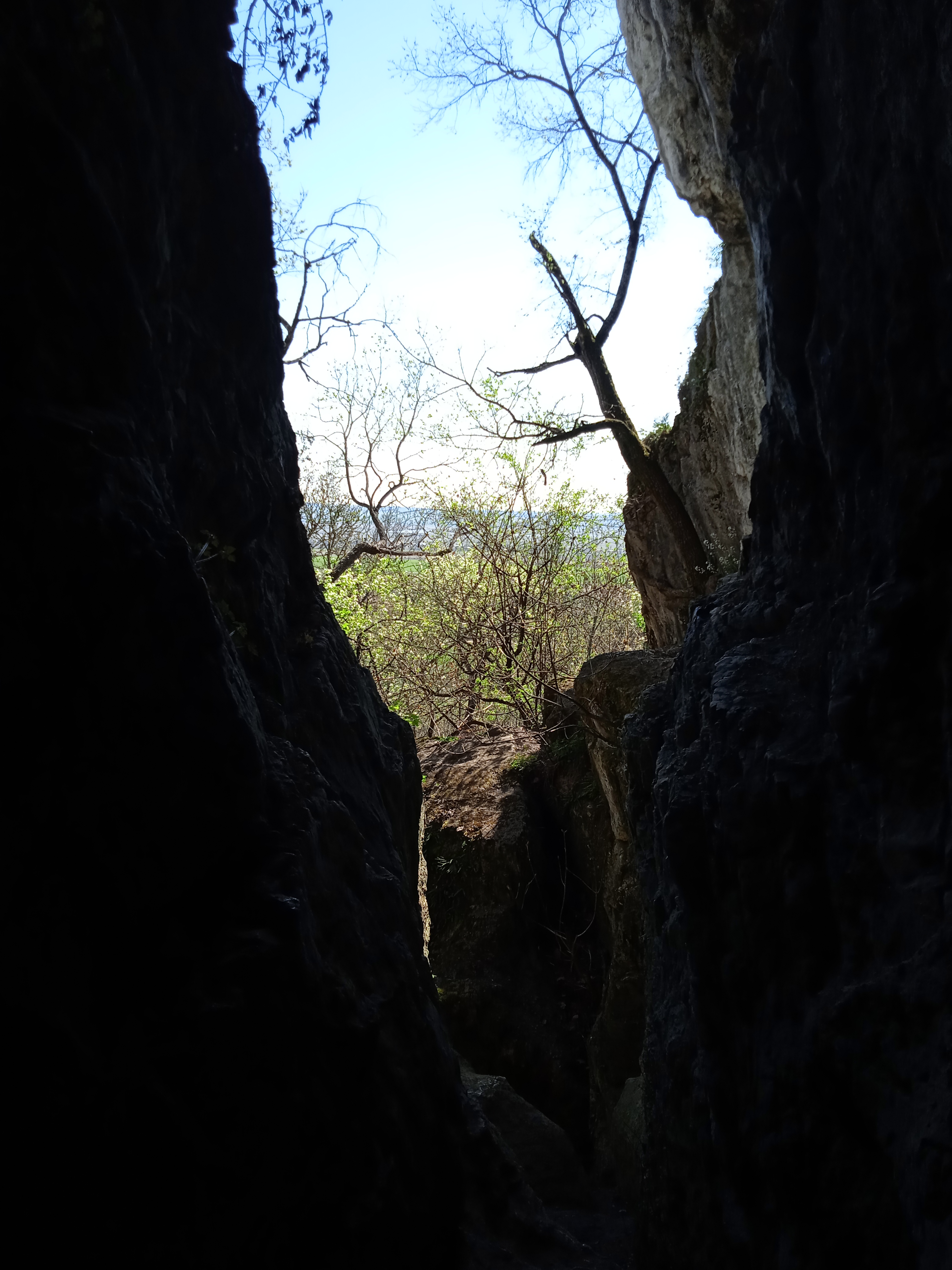
A Csákvári-barlang egyik része

Az 1982 óta fokozottan védett barlang bejárati részét minden bizonnyal régóta ismerik. 1899-ben lett először írott formában említve. 1925-ben terelődött rá a figyelem, amikor a Magyar Turista Egyesület Székesfehérvári Osztálya ott őslénytani leleteket talált. A 20. század elejének ősrégészet iránti lelkesedési hulláma elérte a terület birtokosát, Esterházy Móricot, aki innentől fedezte a további kutatások költségeit. Az üreg felásására ezért már a következő év tavaszán sor kerülhetett. Ekkor Kadić Ottokár észrevette, hogy az új feltárásnak nevezett barlang azonos a régóta ismert Báracháza nevű üreggel. A triász dolomitban keletkezett barlang egymásra majdnem merőleges, keresztirányú hasadékok mentén alakult ki. A hasadékok közül három kifut a külszínre, és a barlang előtt egy csaknem derékszögű teret alkot. Az előtérben, a hasadékok folytatásaként van egy kb. 3,5 m mély, 5×2 m-es gödör. Ezt valószínűleg az ásatáskor ásták, mert a régebbi leírások szerint a barlang vízszintes területről nyílt.
A három bejárat közül a középső, fordított V betű alakú, kb. 6–7 m magas bejárat vezet a főhasadékba, amely jelenleg kissé nehezen érhető el az előtérben elhelyezkedő mélyedés miatt. Ezt a Ny-ra futó, kényelmesen járható, kb. 30 m hosszú járatot fosszilis és aktív cseppkőlefolyások tarkítják. A járat végén egy 6 m magas kürtő nyúlik fel. A belső részeken a több méter hosszú, vastagon burjánzó gyökérzet belóg a hasadékba a mennyezet repedésein át, majd a falak mentén fut le. Az előtérben fekvő gödör jobb oldalán sötétlő, a főhasadéknál sokkal keskenyebb, 1–1,5 m széles hasadék is bevezet a járatrendszerbe. Ez a járat végig nyitva van, teteje egymásra borult, töredezett nagy kőtömbökből áll. Egy nagyon keskeny, kb. 0,5 m széles keresztirányú repedés kapcsolja össze a főhasadékkal. Ez a rész szűk keresztmetszete ellenére is viszonylag kényelmesen, utcai ruhában is járható, mert falai szárazak és tiszták, magassága pedig sehol sem kényszeríti bujkálásra a látogatót.
A barlang fala sok helyen nagyon nedves a beszivárgó vizek miatt. Emiatt (leginkább a bejárat közelében) sok moha és egyéb növény telepedett meg. A harmadik, bal oldalon nyíló hasadék rövid és keskeny, néhány méter után elszűkül. Ettől a hasadéktól balra, kb. 2 m magasságban van egy római kori, latin nyelvű felirat. Ennek teljes szövege nehezen olvasható, egyrészt a természetes pusztulás, másrészt a frissen rákerült firkálások miatt. A barlang kitöltését először (1924-ben) székesfehérvári turisták vizsgálták egy amatőr módon végzett próbaásatás során, melynek eredményeként jelentős mennyiségű pleisztocén csontmaradvány került elő. A lelőhelyre ennek alapján figyelt fel Kadić Ottokár, aki először 1926 tavaszán, majd 1928 őszén nagyszabású ásatásokat végzett benne. Hosszú szünet után, 1951–1953-ban Kretzoi Miklós és munkatársai fejezték be a barlang üledékeinek feltárását. Napjainkra már szinte alig maradt valami az eredeti kitöltésből.

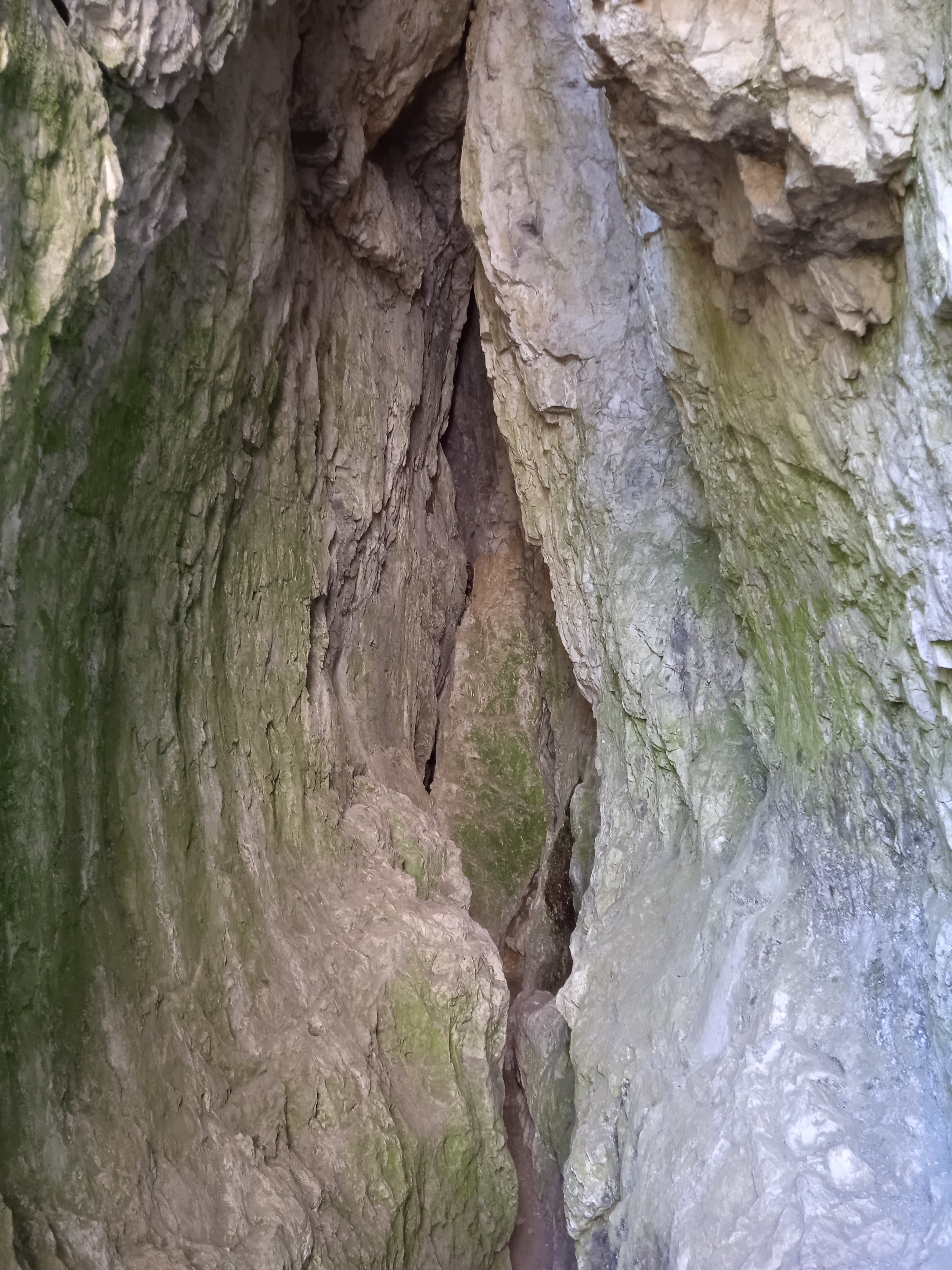
A Csákvári-barlang egyik része

Üledéke három nagyon elkülönülő rétegcsoportra tagolódott. A legfelső holocén kitöltés két rétegből állt: egy felső, fekete humuszos talajüledékből és az alatta húzódó, laza sárga agyagból. Az előbbiben újkőkorszaki régészeti anyag, illetve 81 állatfaj csontmaradványai is voltak. Ezek közül meg lett határozva medve, illetve a már ember által betelepített dámvad és fácán, ezért a leletanyag felhalmozódása a bronzkortól a közelmúltig tartott. Az alsó (óholocén) szint faunája 30, jelenleg is élő fajból áll. A holocén alatt egy felső pleisztocén rétegcsoportot fedeztek fel, mely szintén két részre volt bontható. A főfolyosó szürkésbarna barlangi agyaga egy 37 taxonból álló, tipikusan glaciális jellegű faunát tartalmazott. Ebben az agyagban hófajd, barlangi hiéna, barlangi oroszlán, gyapjas orrszarvú és tarándszarvas volt.
A hasadékszerű oldalág 1952-ben feltárt, mészkőtörmelékes sárga agyagában 36 taxonból álló leletegyüttes volt, melynek legjellemzőbb tagjai: ürge (Citellus citellus), hörcsög (Cricetus cricetus), róka (Vulpes vulpes), barna medve (Ursus cf. arctos), hiéna (Crocuta crocuta), ló (Equus cf. steinheimensis), szamár (Asinus cf. hydruntinus), tarajos sül (Hystrix sp.). Azóta sok más lelőhelyről előkerült ez az állattársaság. Legtipikusabb előfordulása a Lambrecht Kálmán-barlang, ahol szintén jellegadó elemek a szamár és a tarajos sül. A felső pleisztocén hidegtűrő fajok viszont következetesen hiányoznak. A leletegyüttes Jánossy Dénes szerint az utolsó jégkorszak előtti enyhébb klímájú periódussal (60–80 ezer év) azonosítható (varbói faunahorizont).
A kitöltés alsó, 0,5–1,5 m vastag tagja fehéresszürke, helyenként rozsdabarna, nagy foszfáttartalmú homokos mészmárga, melynek leletanyaga a fedő (felső pleisztocén) rétegekénél sokkal idősebb. A 87 taxonból álló faunalista elején gazdag hal, kétéltű és hüllő anyag van. Jellegzetesen késő miocén fajok (denevérek, cickányok, rágcsálók) képviselik a kisemlősöket. Az értékes aprógerinces anyag legnagyobb része elveszett a korabeli ásatási módszer (az iszapolás hiánya) miatt. A jellegzetesebb nagyemlősök közül megemlítendő: a napjainkban élő medvékhez hasonló ragadozó (Agriotherium sp.), farkasszerű ragadozó (Simocyon hungaricus), hiéna (Allohyaena kadici), kardfogú tigris (Machairodus cf. Aphanistus), gumósfogú őselefánt (Gomphotherium longirostre), háromujjú ősló (Hipparion primigenium), tapír (Tapiriscus pannonicus), szarvas (Cervavitus eszterházyi).

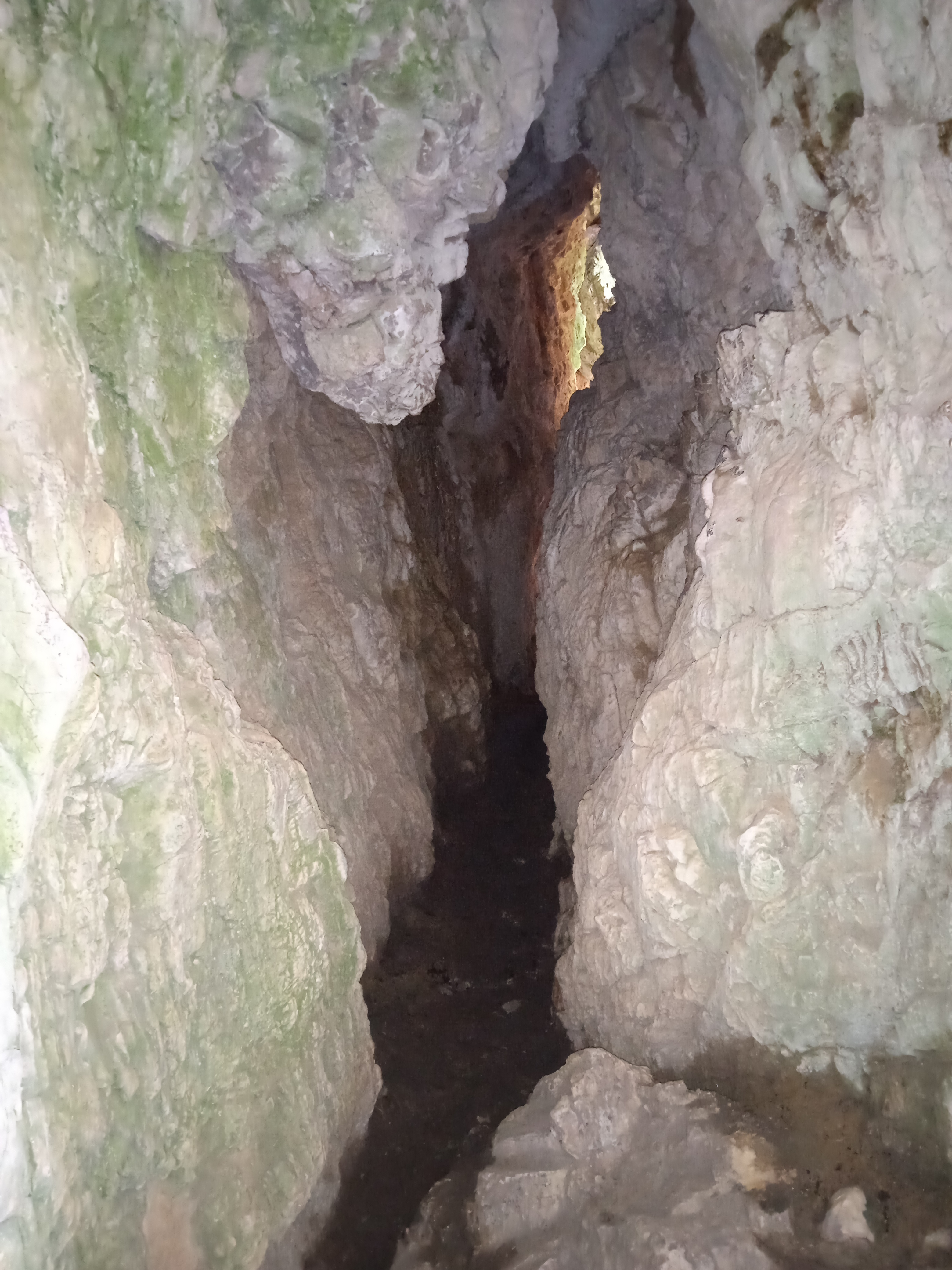
A Csákvári-barlang egyik része

Ez a leletegyüttes egész Európában nagy feltűnést keltett az első közlések idején, és a Föld legrégibb barlangi faunájaként volt számontartva. Geokronológiai helyzete késő miocén, abszolút kora 8–9 millió évre tehető. Az európai Hipparion-faunák egyike. A háromujjú ősló kb. 11 millió évvel ezelőtt jelent meg Európában és kb. 4 millió éve tűnt el. Ez alatt az idő alatt sok őséghajlati, vegetációs és egyéb változás ment végbe, miközben változott a faunák összetétele is. A csákvári leletegyüttes inkább a korai Hipparion-faunákhoz tartozik és élettere ligetes szavanna jellegű őskörnyezet volt. Az ismertetéshez mellékelve lett a barlang 1979-ben készült alaprajz térképének és 12 keresztszelvény térképének színes változata. A térképlapon jelölve van az É-i irány. Az alaprajz térképen megfigyelhető a 12 keresztszelvény elhelyezkedése a barlangban. A könyvben látható egy Egri Csaba által készített, színes fénykép, amelyen a barlang bejárata van bemutatva. A barlangról szóló könyvfejezet 5 irodalmi mű alapján lett írva.
A 2005-ben kiadott, Magyar hegyisport és turista enciklopédia című kiadványban önálló szócikke van a barlangnak. A könyv szerint a Csákvári-barlang további nevei Báracháza-barlang és Eszterházy-barlang. A Vértes hegység második leghosszabb barlangja és majdnem 90 m hosszú. Őslénytani leletei miatt nevezetes. Messziről is jól látható bejárata a Csákvár szélén lévő Guba-hegy sziklás oldalában, 190 m tszf. magasságban nyílik. Jelzett úton közelíthető meg és engedély nélkül megtekinthető az 1941-től védett, 1982 óta fokozottan védett barlang. A több, egymást harántoló tektonikus hasadék mentén triász fődolomitban létrejött barlang korróziós eredetű. 1899-ben történt első írott említése, de 1925-ben került az érdeklődés középpontjába, amikor őslénytani leleteket találtak benne a székesfehérvári turisták. A feltárások után kezdődött ásatások eredményeként kitöltéséből páratlan értékű csontmaradványok kerültek elő, amelyek a jurától egészen az alsó pliocénig terjedő időszakot képviselik. Közülük európai jelentőségűek az ősló, őszsiráf és őselefánt leletek, de az ásatáskor megtalálták a würm eljegesedéskor élt ember ékszereit és eszközeit is.
2005. szeptember 1-től a környezetvédelmi és vízügyi miniszter 23/2005. (VIII. 31.) KvVM rendelete szerint a Vértes hegységben lévő Csákvári-barlang fokozottan védett barlang.

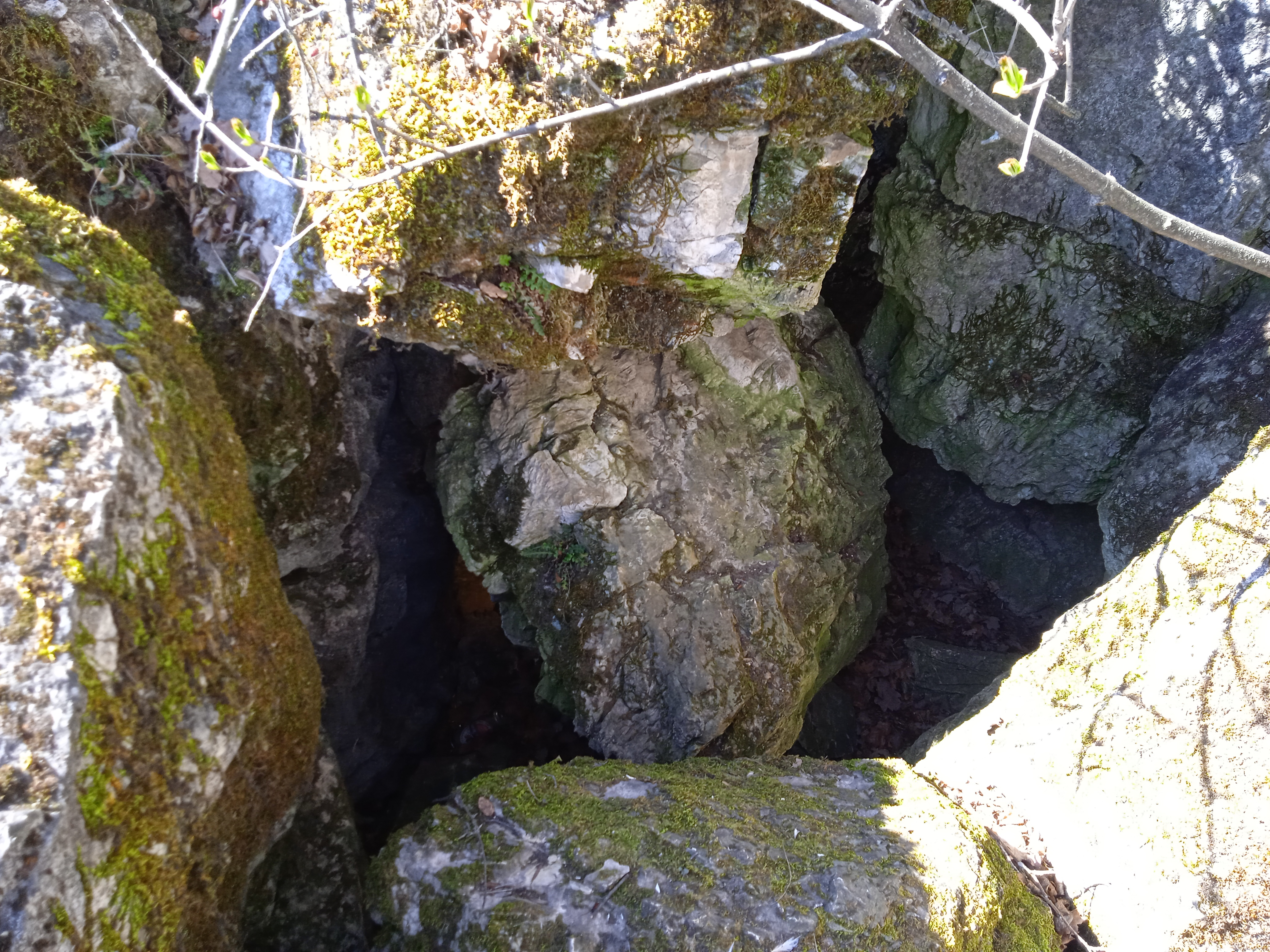
A Csákvári-barlang felszínre nyíló kürtői

A Juhász Márton által írt, 2007-ben kiadott tanulmányban szó van arról, hogy a Vértes hegység barlangjai közül az 50 m-es hosszúságot a Csákvári-barlang, a Gánti-barlang és a Vértessomlói-barlang haladják meg. A hegység állandó téli denevérszálláshelyének a Csákvári-barlang, a Gánti-barlang, a gánti bányavágat, a Gánt-bányatelepi bányavágat és a Vértessomlói-barlang tekinthető. A Csákváron (Fejér megye) elhelyezkedő Csákvári-barlang (Báracháza-barlang, Esterházy-barlang) közhiteles barlangnyilvántartási száma 4521/1, UTM-kódja CT05D2. A barlang három magas hasadékból álló bejárattal nyílik a Nagy-hegy (Guba-hegy) oldalából kiemelkedő sziklaszirtben.
A felső triász fődolomit egymást harántoló hasadékai mentén korrózió miatt keletkezett járatokból álló barlang 87,5 m hosszú. Viszonylag kevés képződmény van benne. Érdekes, hogy a főhasadék belső részén a sűrű, buja hajszálgyökérzet, amely a mennyezet repedéseiből bukkan elő, nagy felületeket borít. Az egymást követő ásatások során a barlang kitöltésében bronzkori régészeti leletanyagot, illetve (több rétegben is) rendkívül értékes őslénytani leletegyüttest fedeztek fel. Kiemelkedő jelentőségű az a miocén (8–9 millió éves) anyag, melyben Kretzoi Miklós szerint (1951, 1954) a nagyemlősök – pl. gumósfogú őselefánt (Gomphotherium longirostre), háromujjú ősló (Hipparion primigenium) – maradványai mellett, vannak denevérmaradványok is a kisemlősök között. A barlang fokozottan védett, mert őslénytanilag és régészetileg fontos barlang.
Először Kocsis Antal számolt be (1975) arról, hogy a barlangban denevérek fordulnak elő, majd ezt az Alba Regia Barlangkutató Csoport is említette (1979). Ezekben az említésekben azonban nem lett közölve egyedszám és az, hogy melyik fajhoz tartozó denevérek élnek az üregben. 1997 óta történnek részletes adatrögzítések (Juhász et al. 2005), melyek során sikerült megállapítani, hogy a barlangban 4 denevérfaj – kis patkósdenevér (Rhinolophus hipposideros), közönséges denevér (Myotis myotis), közönséges késeidenevér (Eptesicus serotinus) és szürke hosszúfülű-denevér (Plecotus austriacus) – fordul elő. A barlangban végzett denevér-megfigyelésekkel kapcsolatos irodalom 5 irodalmi műből áll. A barlangot aránylag sok kiránduló látogatja, azonban ez nem nagyon zavarja a denevéreket. Jelenleg nincs szükség védelmi intézkedésre, beavatkozásra. A barlang alkalmi nyári denevérszálláshelynek, illetve néhány faj kis egyedszámú, de állandó téli szálláshelyének tekinthető.
| Dátum              | Rhin. hip. | Myo. myo. | Ept. ser. | Ple. aus. |
| ------------------ | ---------- | --------- | --------- | --------- |
| 1997. február 7.   | 1          | –         | 1         | 1         |
| 1998. január 10.   | 3          | 2         | 5         | –         |
| 2002. február 2.   | 3          | –         | 1         | –         |
| 2005. január 11.   | 2          | –         | 3         | –         |
| 2005. december 1.  | 1          | 4         | –         | –         |
| 2006. január 18.   | –          | 1         | 3         | –         |
| 2006. október 5.   | 6          | –         | –         | –         |
| 2006. december 14. | 5          | –         | –         | –         |

A 2009. évi Karszt és Barlangban szó van arról, hogy 2009. július 11-én, a Magyar Karszt- és Barlangkutató Társulat tanulmányútján a résztvevők felkeresték a Csákvár határában található Nagy-hegy dolomitszirtjei között rejtőző Csákvári-barlangot. A Báraczháza néven is ismert üreg legnagyobb nevezetessége az üregben felfedezett háromujjú ősló (Hipparion primigenium) lelet, mely Európában nagyon nagy feltűnést keltett megtalálásakor. Az új kutatások szerint már a rómaiak is ismerték a barlangot, melyet a bejárat melletti falon látszó felirat tanúsít. A felirat szerint Marcus Aurelius Constantinus a vadászat istennőjének, Dianának állított itt szentélyt. 2013. augusztus 12-től a belügyminiszter 43/2013. (VIII. 9.) BM rendelete szerint a Fejér megyei, csákvári, 4521-1 barlangkataszteri számú és 23935 lelőhely-azonosítójú Csákvári-barlang régészeti szempontból jelentős barlangnak minősül. 2015. november 3-tól a földművelésügyi miniszter 66/2015. (X. 26.) FM rendelete szerint a Csákvári-barlang (Vértes hegység) fokozottan védett barlang.
A Polacsek Zsolt és Ba Julianna által írt, 2017. évi jelentésben az olvasható, hogy a Vértes hegység barlangtani feltárása a Csákvári-barlang nagy jelentőségű régészeti-őslénytani ásatásával, 1925-ben kezdődött. Először, 1899-ben lett írott formában említve a Csákvár külterületén nyíló, távolról is jól látható dolomitsziklás Nagy-hegy barlangja. Jelenleg viszonylag népszerű turistalátványosság. Sokan látogatják magas hasadékjáratai és könnyen járható járatai miatt. A helyiek és a szakirodalom a barlangot a környék egykori birtokosa, az első ásatás támogatója miatt Esterházy-barlangnak, néha Csákvári Báracháza-barlangnak nevezik. Napjainkban a legelterjedtebb neve Csákvári-barlang. Az üreget járva a benne előforduló rovarokon kívül egy-egy denevér is található. A barlang kultúrtörténeti nevezetessége a bejárati hasadék falán látszó, római kori vésett felirat. Ennek azonban jelenleg csak egy része olvasható.
Bár a barlang csak 87 m hosszú, de őslénytani jelentősége miatt fokozott védelem alatt áll. Az 1925-ben, valamint az 1950-es években történt ásatások során a barlang előterében és a barlangban sok csontleletet fedeztek fel, melyek pleisztocén és óholocén koriak. Az üreg keletkezése a földtörténeti múltban egy olyan morfológiai helyzetben történt, mikor (az akkor még erózióbázison fekvő barlang) járataiban víz folyt. Bár kétségkívül tektonikus eredetű a barlang irányítottsága, azonban falain korróziós nyomok, sőt, talán roncsolt, napjainkra már alig felismerhető, eróziós nyomok is látszanak. A felső triász dolomitban lévő, egymást metsző repedések mentén létrejött barlang főhasadékának végpontját laza omladék tölti ki. Polacsek Zsolt szerint ezt még senki sem próbálta kibontani, pedig meggyőzőek méretei és légmozgás is érzékelhető. A kéziratban van egy olyan, színes fénykép, amelyen a Csákvári-barlang kettős bejárata figyelhető meg. A fényképet Polacsek Zsolt készítette.

## További irodalom
- Benda László: Magyarország történeti geologiája. Szombathely, 1932. 141., 178–187. old.
- Juhász Márton – Paulovics Péter – Staudinger István: Denevérfaunisztikai kutatások a Vértes hegységben. Kézirat. (V. Magyar Denevérvédelmi Konferencia, Pécs, 2005. december 3–4.)
- Kadić Ottokár: Die Csákvárer Höhlung bei Székesfehérvár in Ungarn. Mitteilungen über Höhlen- und Karstforschung, 1928. Berlin. 1. füz. 1–6. old.
- Kadić Ottokár – Kretzoi Miklós: Ergebnisse der weiteren Grabungen in der Esterházy-Höhle (Csákvárer Höhlung). Mitteilungen über Höhlen- und Karstforschung, 1930. Berlin. 2. füz. 45–49. old.
- Kadić Ottokár: Fejér vármegye, mint az őskőkori kutatások lelőhelye. Az Esterházy-barlang kutatásának jelentőségéről. Székesfehérvári Napló, 1930. április. (5., 6. és 9. sz.)
- Mottl Mária: Faunen, Flora und Kultur des ungarischen Solutréen. Quartär, 1938. (1. köt.) Berlin. 36–54. old.
- Mottl Mária: Az interglaciálisok és interstadiálisok a magyarországi emlősfauna tükrében. (Hozzászólásokkal.) Beszámoló a Magyar Királyi Földtani Intézet vitaüléseinek munkálatairól, 1941. (3. évf.) 1. füz. 3–42. old.
- Polgárdy Géza: Székesfehérvár és környéke kalauza. (Magyarországi útikalauzok 1.) Budapest, 1938. 47–48. old.
- Temesrékási Mihály – Holényi László: Vértes – Velence. Útikalauz. Budapest, 1958.
- –: Magyarság képes melléklete, 1925. augusztus 13.
- –: Súlyos sérülésekkel végződött egy budapesti házaspár barlangkutatása Csákvárott. A Mai Nap, 1939. július 29.